# Estação Primeira de Mangueira
Grêmio Recreativo Escola de Samba Estação Primeira de Mangueira (ou simplesmente Estação Primeira de Mangueira) é uma escola de samba brasileira da cidade do Rio de Janeiro, sediada no bairro de Mangueira. A agremiação foi fundada em 28 de abril de 1928 por sambistas como Cartola, Carlos Cachaça, Zé Espinguela, Saturnino Gonçalves, Euclides Roberto dos Santos (Seu Euclides), Marcelino José Claudino (Maçu da Mangueira), Pedro Caim (Paquetá) e Abelardo da Bolinha. A fundação foi no Terreiro de Tia Fé, no Morro de Mangueira. A escola tem como cores oficias o verde e o rosa. A sua quadra, conhecida como "Palácio do Samba", fica localizada na Rua Visconde de Niterói, número 1072, em Mangueira.
A Mangueira ocupa o posto de segunda maior vencedora do carnaval do Rio de Janeiro, ficando atrás apenas da Portela. A verde-e-rosa possui vinte títulos, conquistados nos carnavais de 1932, 1933, 1934, 1940, 1949, 1950, 1954, 1960, 1961, 1967, 1968, 1973, 1984 (campeã e supercampeã), 1986, 1987, 1998, 2002, 2016 e 2019. Também é a escola com mais vice-campeonatos (dezenove). Venceu o primeiro desfile de escola de samba da história, realizado no carnaval de 1932. Na inauguração do Sambódromo da Marquês de Sapucaí, no carnaval de 1984, conquistou dois títulos: Campeã e Supercampeã. Foi a primeira escola a criar uma Ala de Compositores, fundada em 20 de janeiro de 1939, por iniciativa de Cartola. Em 2020, a Ala de Compositores foi declarada Patrimônio Cultural de Natureza Imaterial do Estado do Rio de Janeiro. Em 2024, a Velha Guarda da Mangueira foi declarada Patrimônio Cultural de Natureza Imaterial da cidade do Rio de Janeiro. A Mangueira é a maior vencedora do prêmio Estandarte de Ouro, considerado o "óscar do carnaval carioca", além de possuir diversas outras premiações. Em 2001, a escola foi condecorada com a Ordem do Mérito Cultural.
Entre os clássicos sambas da escola estão: "Cem Anos de Liberdade, Realidade ou Ilusão?" (1988); "E Deu a Louca no Barroco" (1990); "Atrás da Verde e Rosa Só não Vai Quem Já Morreu" (1994); "Brazil com 'Z' É pra Cabra da Peste, Brasil com 'S' É Nação do Nordeste" (2002); e "História pra Ninar Gente Grande" (2019). A escola tem um vasto histórico de desfiles em homenagem a ícones da cultura popular brasileira. Alguns renderam títulos pra escola como Monteiro Lobato em 1967; Braguinha em 1984; Dorival Caymmi em 1986; Getúlio Vargas em 1956; Carlos Drummond de Andrade em 1987; Chico Buarque em 1998; e Maria Bethânia em 2016. A escola também já homenageou Heitor Villa-Lobos em 1966, Tom Jobim, Alcione, entre outros.
A bateria da escola é chamada de "Tem que Respeitar Meu Tamborim" e tem como característica usar o surdo de primeira como única marcação. Entre os baluartes que fizeram história na escola estão Dona Neuma; Dona Zica; o cantor Jamelão (intérprete da escola por 57 anos); os compositores Nelson Sargento e Hélio Turco; o mestre-sala Delegado; as porta-bandeiras Neide e Mocinha; e o diretor de harmonia e intérprete Xangô da Mangueira. Fora do carnaval, a Mangueira mantém diversos projetos sociais com o auxílio de empresas parceiras e dos governos federal, estadual e municipal, como a Vila Olímpica da Mangueira, a escola de samba mirim Mangueira do Amanhã, o Camp Mangueira e o Instituto Profissionalizante Mangueira.

## Antecedentes

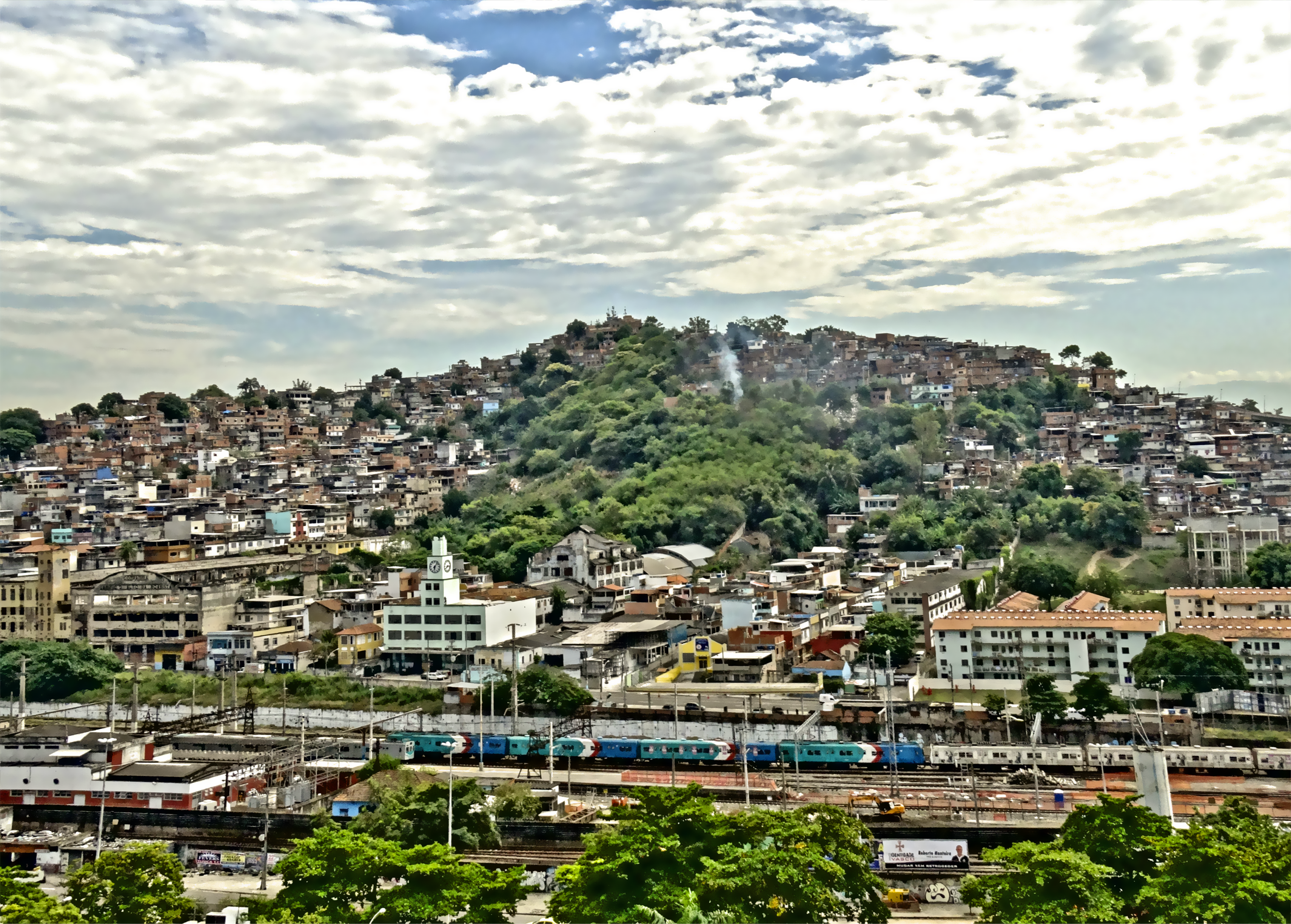
O Morro da Mangueira, berço da escola de samba, em imagem de 2014.

A Estação Primeira de Mangueira teve origem no Morro de Mangueira, posteriormente bairro de Mangueira, na Zona Norte da cidade do Rio de Janeiro. O Morro de Mangueira serviu de abrigo e moradia para escravos, alforriados e seus descendentes, que levavam para a localidade as manifestações culturais e religiosas características das nações africanas, como o candomblé e a batucada. Alguns casebres serviam de templos religiosos, como o terreiro de Tia Fé (Benedita de Oliveira), onde eram realizadas cerimônias religiosas seguidas de cantoria e batucada. A partir da década de 1910, começaram a surgir grupos carnavalescos em Mangueira, como os cordões Guerreiros da Montanha (com sede na casa de Tia Chiquinha Portuguesa) e Trunfos da Mangueira (sediado na casa de Leopoldo da Santinha), ambos na localidade conhecida como Buraco Quente. Nos cordões, um grupo de mascarados, conduzidos por um mestre com um apito, acompanhava uma orquestra de percussão. Menos primitivos que os cordões, surgiram os ranchos, que se destacaram por permitir a participação das mulheres nos cortejos e por trazerem inovações tais como: alegorias, uso do enredo, instrumentação de sopro e cordas e o casal de dançarinos baliza e porta-estandarte (o que mais tarde originaria o casal de mestre-sala e porta-bandeira). Três ranchos se destacaram em Mangueira: Pérolas do Egito (fundado em 1910 por Tia Fé), Pingo de Amor e Príncipes da Mata (depois renomeado para Príncipe da Floresta). A partir de 1920, surgiram os blocos carnavalescos, unindo elementos dos cordões e dos ranchos. Em Mangueira, destacaram-se os blocos de Tia Tomázia, Tia Fé e Mestre Candinho. Os blocos eram, constantemente, tomados por brigas e confusões causadas por sambistas embriagados, o que resultou em 1923, na fundação do Bloco dos Arengueiros. O bloco era formado apenas por homens e, como o próprio nome sugere, foi criado com o intuito de reunir os sambistas arruaceiros da região. Os participantes saiam às ruas vestidos de mulher, caçando briga com os outros blocos que encontrassem desfilando. Algumas confusões resultaram em prisões. Participaram da fundação do bloco: Carlos Cachaça, Cartola, Babaú da Mangueira, Saturnino Gonçalves, Arthur Gonçalves, Antonico, Fiúca, Francisco Ribeiro (Chico Porrão), Homem Bom, Gradim, Manoel Joaquim, Marcelino José Claudino (Maçu da Mangueira), Pimenta, Rubens e Zé Espinguela. O Bloco dos Arengueiros conquistou popularidade no Morro da Mangueira, sendo convidados para participar de outros blocos da região. Ainda assim, havia uma divisão entre os blocos tradicionais e o bloco dos arruaceiros, e os participantes dos Arengueiros não conseguiam se encaixar nos demais blocos. Após cinco carnavais, os participantes do Bloco dos Arengueiros propuseram unir todos os blocos de Mangueira para desfilar na Praça Onze. Na época, Cartola escrevera o samba "Chega de demanda", que seria o primeiro samba da Estação Primeira de Mangueira. No samba, Cartola conclama a união de todos os blocos da região ("Chega de demanda, chega / Com este time temos que ganhar / Somos da Estação Primeira / Salve o Morro de Mangueira").

## Fundação

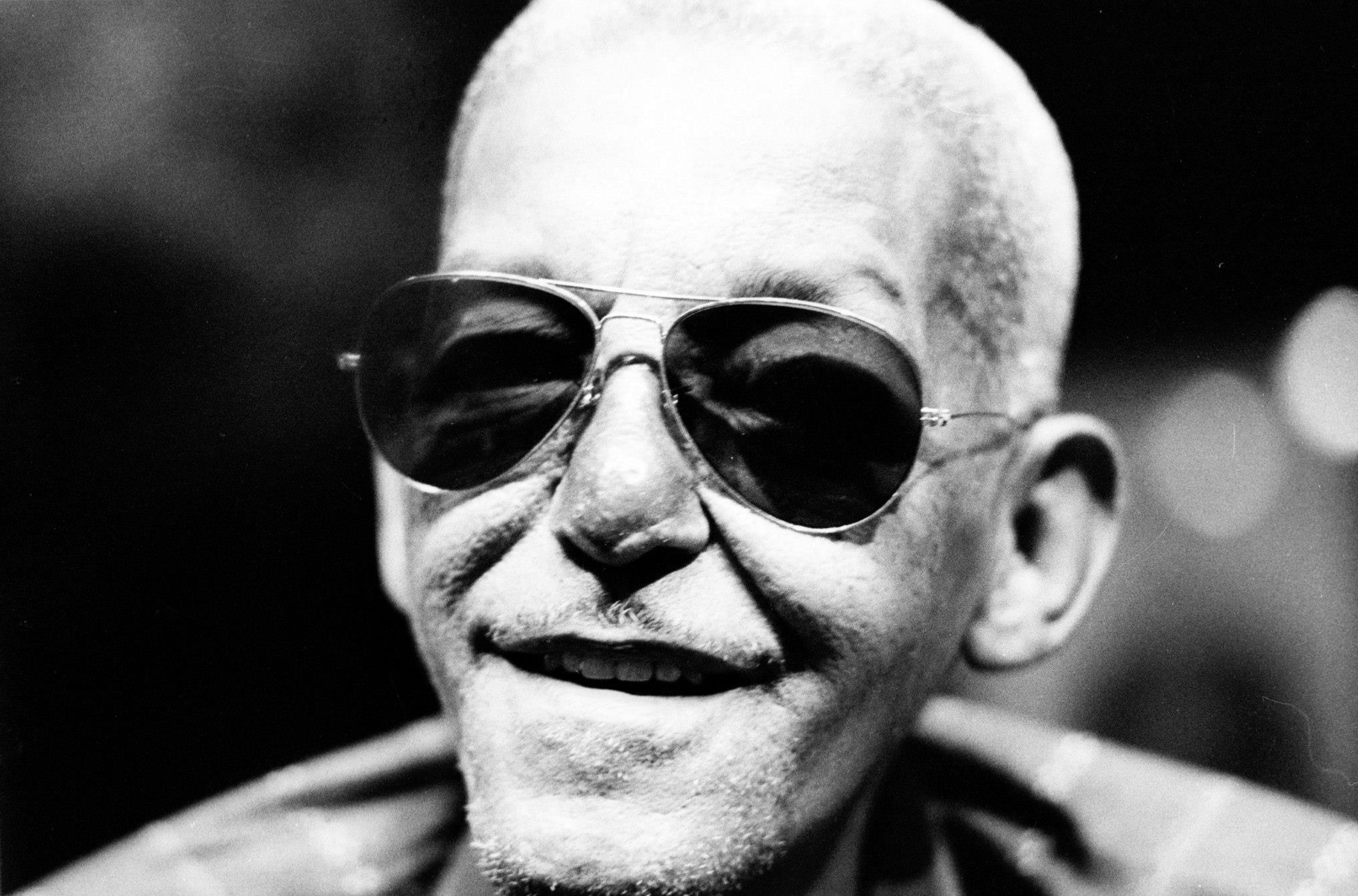
O cantor e compositor Cartola foi um dos fundadores da escola.

Segundo a própria escola de samba, a Estação Primeira de Mangueira foi fundada no dia 28 de abril de 1928, por Cartola, Zé Espinguela, Saturnino Gonçalves, Euclides Roberto dos Santos (Seu Euclides), Marcelino José Claudino (Maçu da Mangueira), Pedro Caim (Paquetá) e Abelardo da Bolinha. A fundação foi no Terreiro de Tia Fé, pessoa de grande importância na história do Morro de Mangueira. Carlos Cachaça foi reconhecido como fundador, apesar de não estar presente durante a reunião de fundação. Os participantes do Bloco dos Arengueiros se reuniram na casa de Euclides Roberto dos Santos (Seu Euclides), na Travessa Saião Lobato, número 21, no Buraco Quente, em Mangueira e fundaram o Bloco Carnavalesco Estação Primeira. A denominação "escola de samba", criada pelos sambistas do Estácio, só foi incorporada em 1931. Em 1934 houve a inclusão dos termos "Grêmio Recreativo". E apenas no final da década de 1960 houve a inclusão "de Mangueira". Foram escolhidos: Saturnino Gonçalves como primeiro presidente da escola; Francisco Ribeiro (Chico Porrão) como tesoureiro; Pedro Caim como secretário; Carlos Cachaça como orador; e Cartola como diretor de harmonia. A primeira sede da agremiação foi instalada na Travessa Saião Lobato, número sete, no Buraco Quente, em Mangueira.

## Atributos

### Nome
O nome da agremiação foi escolhido por Cartola, por ser, a Estação Mangueira, a primeira estação no trajeto entre a Central do Brasil e o subúrbio carioca, onde havia samba.

### Cores
A Mangueira tem como cores o verde e o rosa, escolhidas por Cartola em referência ao Rancho do Arrepiado, frequentado por seu pai, quando morava em Laranjeiras.

### Símbolos
No início de sua história, a Mangueira não tinha um símbolo definido. A cada ano era bordado um símbolo diferente na bandeira da agremiação. Já foram utilizados como símbolos: violão, pandeiro, tamborim, clarin, e até mesmo uma águia, igual a da Portela. No início da década de 1960, na gestão de Roberto Paulino como presidente, a escola instituiu seu símbolo definitivo. Idealizado por Manuel Pereira Filho (Beleléu) e desenhado por Darque Dias Moreira (Sinhôzinho), o símbolo da Mangueira consiste em um tambor surdo, encimado por uma coroa, e com ramos de louro em volta. O tambor simboliza o samba; a coroa representa a Mangueira como a "rainha do samba"; e os louros significam as vitórias da agremiação. O símbolo foi registrado por Beleléu no Departamento de Censura, sendo adotado definitivamente pela escola.

### Bandeira
A bandeira da escola é formada por um retângulo, com dezesseis raios, dispostos em cores alternadas (oito verdes e oito rosas), partindo do centro em direção às extremidades do pavilhão. No centro da bandeira, há um octógono na cor verde, onde, dentro, se encontra o logotipo com os símbolos da agremiação. O logotipo da Mangueira é composto por um tambor surdo encimado por uma coroa. Ramos de louro contornam a base do tambor. Abaixo, encontra-se a inscrição "1928" (ano de fundação da escola). E mais abaixo, uma faixa com o nome oficial da agremiação ("G.R.E.S. Estação Primeira de Mangueira"). Acima da coroa, um arco formado por estrelas na mesma quantidade de títulos conquistados pela escola, sendo uma delas, maior que as demais, por representar o supercampeonato do carnaval de 1984.

## História

### Primeiros anos
Nos carnavais de 1927 e 1928, os blocos do Morro de Mangueira se fundiram dando origem à Estação Primeira, participou dos concursos informais realizados na residência de José Espinguela.</ref> Desfilou na Praça Onze com grande contingente. Venceu os três primeiros concursos oficiais. Sendo o primeiro realizado pelo Jornal Mundo Sportivo que foi responsável pela organização do primeiro concurso de escolas de samba carioca, realizado num domingo, 7 de fevereiro de 1932, na Praça Onze. Não desfilou em 1937, pois o desfile foi cancelado por ordem do delegado de polícia Dulcídio Gonçalves. Neste ano, o morro de Mangueira foi representado pela azul e rosa Unidos de Mangueira, que somente participou do desfile oficial por quatro anos.
Com o racha entre os sambistas no ano de 1949, a Mangueira, juntamente com a Portela, decide seguir com a UGESB, acusada de ser uma organização simpatizante do Comunismo, enquanto outras escolas, como o Império Serrano, decidiram seguir a liga paralela estimulada pelo governo municipal, a FBES. Foi neste ano que José Bispo Clementino dos Santos, o Jamelão assumiu o posto de cantor oficial na escola, ocupando o lugar de Xangô da Mangueira. Logo em seu primeiro desfile, no posto, a escola sagrou-se campeã. Em 1950, a Mangueira seguiu para a UCES, onde foi novamente campeã, retornando à UGESB em 1951, até a reunificação das entidades no ano seguinte.
- 1978: "Dos Carroceiros do Imperador ao Palácio do Samba"

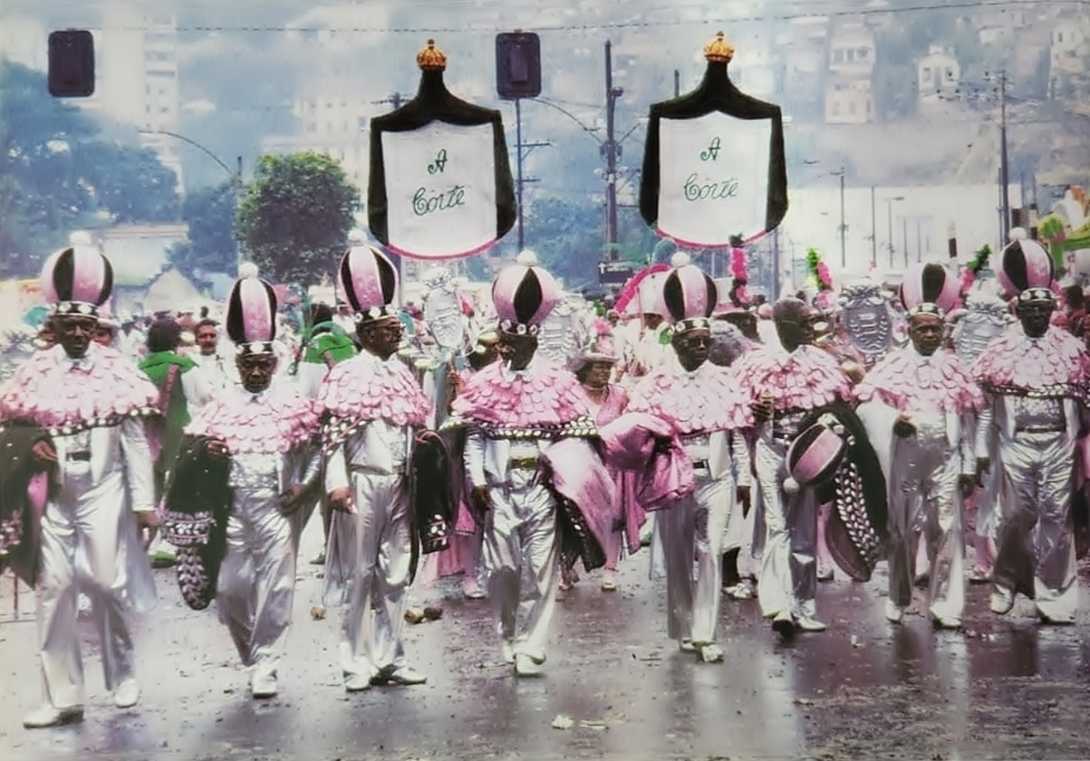
A icônica Comissão de Frente de 1978 que reuniu Cartola, Nelson Cavaquinho, Carlos Cachaça, entre outros baluartes.

A Mangueira foi a décima e última agremiação a se apresentar pelo Grupo 1 de 1978. Para comemorar seus cinquenta anos de fundação, a escola realizou um desfile sobre o Morro de Mangueira. O enredo, assinado por Alcione Barreto, abordou desde o tempo do Império do Brasil (daí o título do enredo) até a construção do "Palácio do Samba" (a sede da escola). O desfile teve alegorias de Júlio Mattos e fantasias de Kalma Murtinho. Na Comissão de Frente, desfilaram Cartola, Nelson Cavaquinho, Carlos Cachaça, Babaú, Ed Miranda, Juvenal Lopes, Isaú, Edson, Cazuza, Mestre Candinho, Lima, Gasolina, Onofre, Machado e Baleião. Todos vestiam capa e coroa, representando os "Imperadores do Samba". O desfile também marcou o retorno do mestre-sala Delegado dançando com Neide. A escola foi saudada pelo público com gritos de "já ganhou". Especialistas elogiaram o desfile, apontando Beija-Flor e Mangueira como favoritas ao título. Como esperado, as duas escolas travaram uma disputa acirrada na leitura das notas, mas a escola de Nilópolis conquistou o tricampeonato com três pontos de vantagem sobre a Mangueira, que obteve o 17.º vice-campeonato de sua história. A Mangueira foi a escola mais premiada do Estandarte de Ouro, recebendo quatro prêmios: melhor comunicação com o público; melhor mestre-sala para Delegado; Destaque Feminino para Nininha Chochoba; e Personalidade Feminina para Dona Zica. Em junho de 1978, Ed Miranda Rosa foi eleito presidente da Mangueira numa eleição com três chapas concorrentes e mais de oitocentos eleitores.
- 1979: "Avatar… e a Selva Transformou-se em Ouro"

Para o carnaval de 1979, Júlio Mattos desenvolveu um enredo sobre o cacau, usando o ouro como metáfora para dimensionar a importância cultural, política e econômica do fruto no Brasil. A Mangueira foi a terceira escola a se apresentar no Grupo 1-A (antigo Grupo 1). O desfile foi iniciado pela Comissão de Frente com baluartes mangueirenses como Juvenal Lopes, Carlos Cachaça, Nelson Cavaquinho, Grande Otelo, entre outros. Cartola se recusou a desfilar por causa da imposição da cronometragem de tempo do desfile. "Isso não é carnaval, mas sim parada militar", declarou o compositor. O samba-enredo do desfile recebeu duras críticas. O refrão "Tem mulata, pessoal / Na colheita do cacau" era repetido duas vezes, no começo e no meio do samba, o que, segundo especialistas cansou o público e atrapalhou a harmonia. Citado no enredo, por abordar o cultivo de cacau em suas obras, o escrito Jorge Amado assistiu ao desfile e declarou que "o cacau, que tanto tem contribuído para a economia e a cultura do Brasil, contribui agora para o samba, através do talento da grande escola, que transforma em ritmo e melodia o ouro dos cacauais". Com o desfile, a Mangueira se classificou em quarto lugar. Zinha recebeu o Estandarte de Ouro de Destaque Feminino; enquanto o compositor Pelado recebeu o Estandarte de Ouro de Personalidade.

### Década de 1980
Década de ouro para a Mangueira com a conquista de quatro títulos. Em 1984 foi Campeã e Supercampeã com o icônico desfile "Yes, Nós Temos Braguinha", em que a escola deu "meia-volta" no recém inaugurado Sambódromo. Também foi campeã em 1986 e 1987. Em 1988 foi vice-campeã desfilando com o histórico samba "Cem Anos de Liberdade, Realidade ou Ilusão?".
- 1980: "Coisas Nossas"

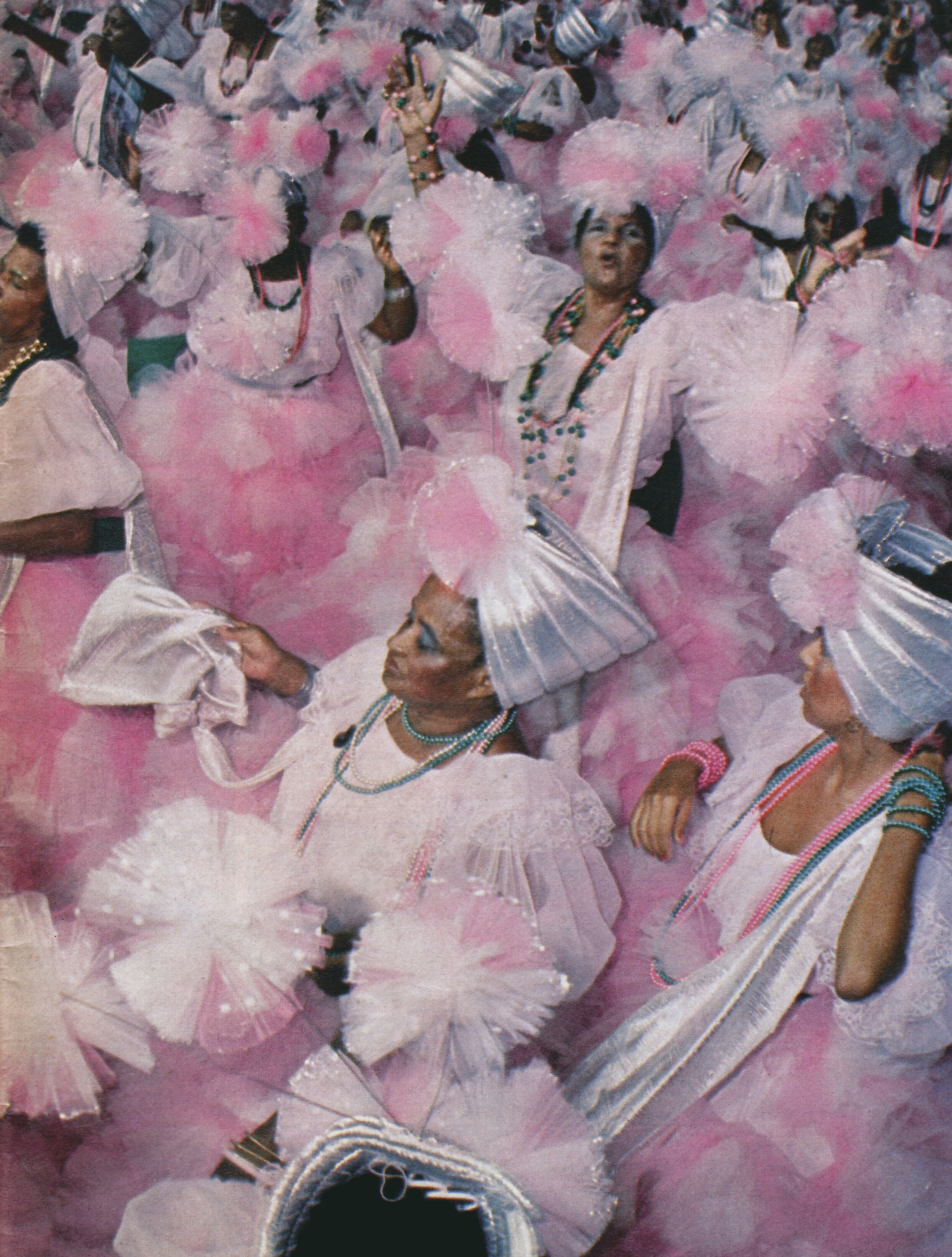
Baianas da Mangueira em 1980.

Em abril de 1980, Percival Pires assumiu a presidência da escola. Para o carnaval de 1980, a AESCRJ tomou a polêmica decisão de abolir os quesitos Mestre-Sala e Porta-Bandeira e Comissão de Frente com a justificativa de que eles estavam se tornando onerosos, visto que as escolas estavam negociando financeiramente os melhores profissionais. Apesar de não serem julgados, a apresentação dos quesitos foi mantida como obrigatória. Sétima das dez agremiações que se apresentaram no Grupo 1-A, a Mangueira realizou um desfile sobre "coisas brasileiras" como: tropicália, frevo, gafieira, pagode, e pelada. O enredo foi desenvolvido pelas carnavalescas Liana Silveira e Érica Cirne. Segundo o jornal O Globo, "a bateria, a torre da plataforma de petróleo da Petrobras iluminada a gás neon, algumas alegorias em branco e prata, e nomes conhecidos como Beth Carvalho, Leci Brandão, Alcione, Carlinhos Pandeiro de Ouro, Annik Malvil, e Rosemary receberam os poucos aplausos para a Mangueira. O resto da escola, o mangueirense não entendeu muito. Havia peixes cor-de-rosa, alegorias de mão, guarda-chuvas de plástico branco e figas em branco e prata ladeando as alas". O desfile ficou marcado pela participação do futebolista Garrincha, que desfilou sentado numa alegoria, de forma inerte, com expressão apática, dias após sair de mais uma de suas internações para tratar o alcoolismo. Parecendo estar dopado, Garrincha sequer reconheceu o amigo Pelé, que lhe acenava do camarote. Com o desfile, a Mangueira obteve o pior resultado de sua história até então. Oficialmente, houve um empate triplo na primeira colocação (Beija-Flor, Imperatriz e Portela) e outro empate triplo no segundo lugar (Mocidade, União da Ilha e Vila Isabel). O Salgueiro ficou em terceiro lugar e a Mangueira em quarto, com sete escolas classificadas a sua frente, o que, na prática, lhe confere o oitavo lugar entre as dez escolas do grupo. A Mangueira recebeu nota máxima em Bateria, Harmonia e Evolução, perdendo pontos nos demais quesitos. Mocinha recebeu o Estandarte de Ouro de melhor porta-bandeira, algo incomum para uma segunda porta-bandeira.
Após o carnaval, a Mangueira sofreu com a morte de diversos baluartes. Em maio de 1980, morreu o compositor Pelado, que, na época, era o compositor com mais sambas na Mangueira. Em 6 de julho de 1980, morreu Neide, que desde 1954 ocupava o posto de primeira porta-bandeira da escola. Neide morreu aos 41 anos de idade, vítima de câncer. Ela escondia a doença para poder desfilar pela agremiação. Em 30 de novembro de 1980, morreu o cantor e compositor Cartola, um dos fundadores da Mangueira, aos 72 anos de idade, vítima de câncer, do qual ele tratava há quatro anos. Em 19 de fevereiro de 1981, morreu o presidente de honra e ex-presidente da escola, Juvenal Lopes.
- 1981: "De Nonô a JK"

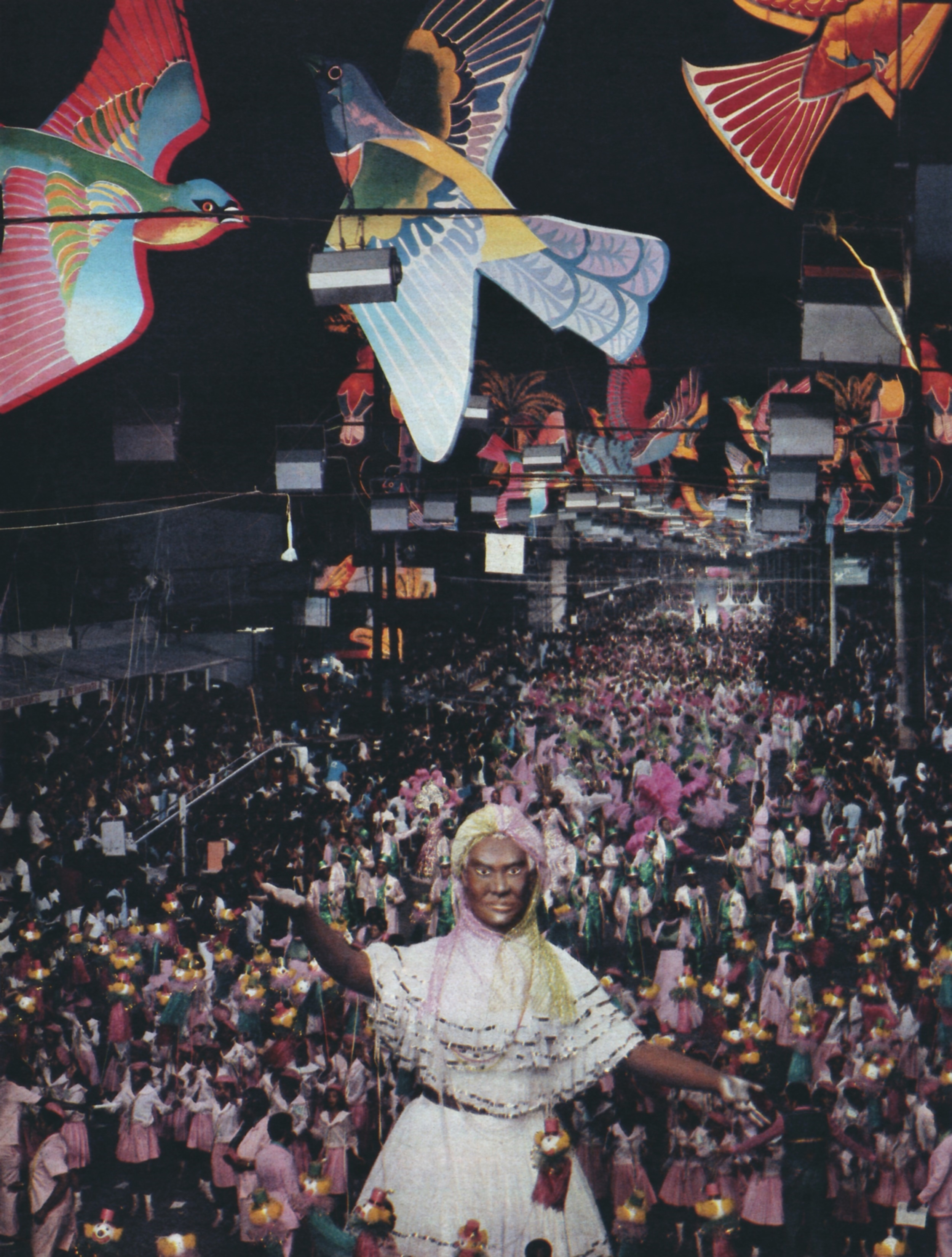
Desfile da Mangueira em 1981.

Para o carnaval de 1981, a Mangueira escolheu um enredo em homenagem ao ex-presidente do Brasil Juscelino Kubitschek, morto em 1976. Os carnavalescos  Alcione Barreto e Elói Machado dividiram o enredo em três setores: "Diamantina", "Brasília" e "Cerrado". A Mangueira foi a terceira escola a se apresentar no Grupo 1-A. O quesito Comissão de Frente voltou a ser julgado. A escola optou por não colocar integrantes da Velha Guarda na Comissão, e sim, um grupo de homens vestindo smoking, representando a posse de JK como presidente. A Velha Guarda desfilou logo atrás, seguida pelo abre-alas que simbolizou "Peixe Vivo", cantiga que marcou a vida de Juscelino. O samba-enredo do desfile também utilizava trecho da canção. O ex-presidente foi representado pelo ator Humberto Fred, que desfilou em cima de uma alegoria que reproduziu o monumento a JK, projetado pelo arquiteto Oscar Niemeyer para o Memorial JK, em Brasília. Em sua análise, o Jornal do Brasil apontou que a escola desfilou "descontraída e vibrante [...] sem grandes luxos, mas com originalidade", concluindo que "o samba, mesmo não sendo dos mais felizes já produzidos pelos talentosos e criativos compositores da Mangueira, foi cantado com entusiasmo e, assim como a bateria, ajudou a Mangueira deste ano ser mais Mangueira do que nunca". Promovida ao posto de primeira porta-bandeira, Mocinha recebeu o prêmio Estandarte de Ouro. Com o desfile, a Mangueira se classificou em quarto lugar. A escola conseguiu a pontuação máxima apenas em Comissão de Frente e Fantasias, perdendo muitos pontos nos demais quesitos. O quesito mais despontuado foi Alegorias e Adereços, no qual a escola perdeu dez pontos.
- 1982: "As Mil e Uma Noites Cariocas"

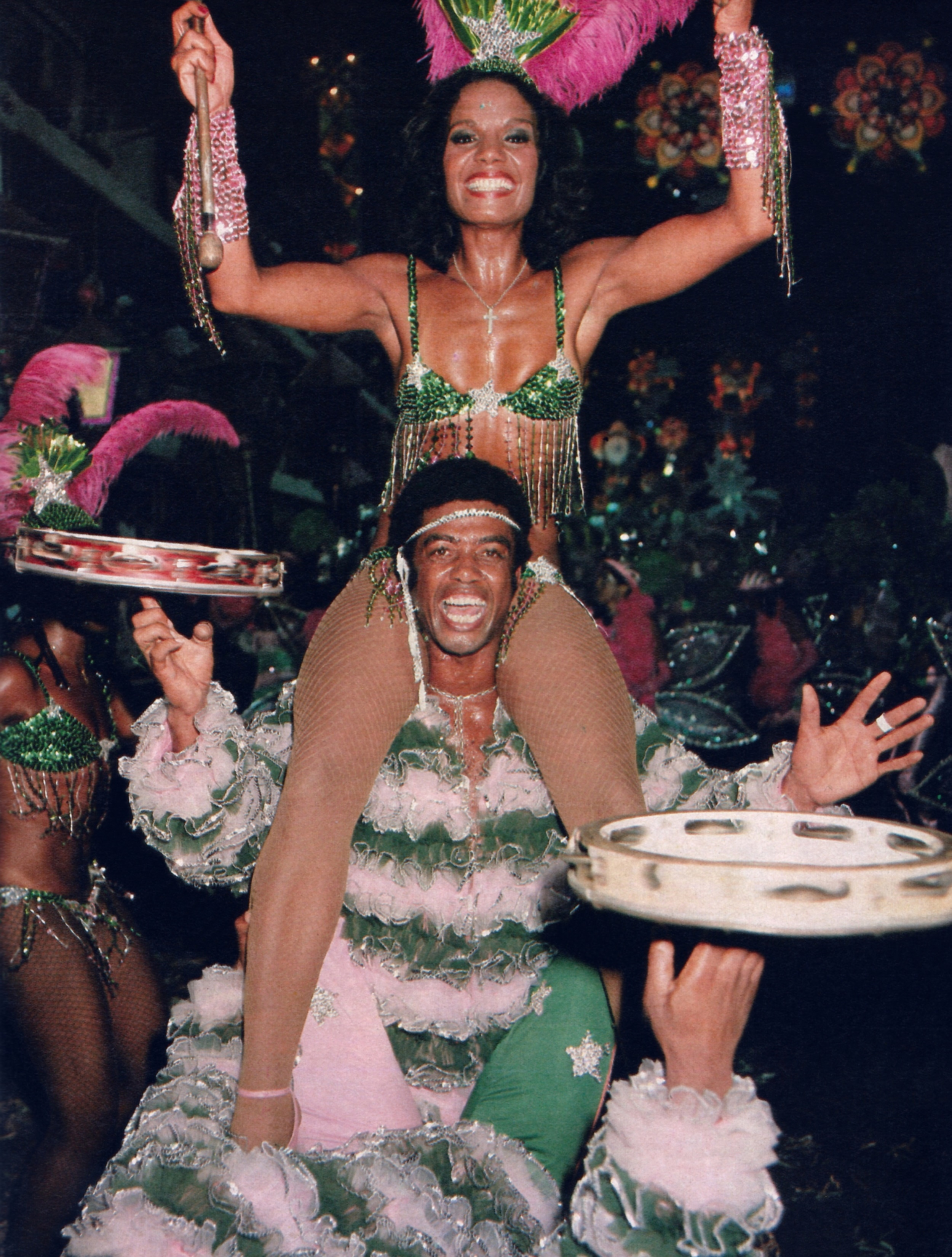
Desfile da Mangueira em 1982.

No carnaval de 1982, a Mangueira teve como carnavalesco Fernando Pinto, que desenvolveu um enredo sobre a boemia carioca desde o tempo da Descoberta do Brasil. O enredo foi dividido em onze setores: "As noites indígenas"; "Uma noite na corte"; "As noites na senzala"; "Uma noite no Rio antigo"; "Noites de subúrbio"; "Noites em Vila Isabel"; "Noites em Copacabana"; "Noites na Zona Sul"; "As noites dos antigos carnavais"; "As noites dos loucos carnavais de hoje"; e o último setor em homenagem a 23 personalidades da Música Popular Brasileira já falecidas, como: Cartola, Noel Rosa, Dalva de Oliveira, Vinícius de Moraes e Elis Regina (morta cerca de um mês antes do carnaval). O quesito mestre-sala e Porta-bandeira voltou a ser avaliado, mas valendo menos que os demais quesitos. A Mangueira foi a quarta agremiação a se apresentar pelo Grupo 1-A. Especialistas criticaram o desfile, apontando problemas de harmonia e evolução, que provocaram vaias do público. O samba-enredo do desfile também foi criticado. A obra enfrentou resistência por parte dos componentes da escola por ser assinado por dois compositores niteroienses - Flavinho Machado e Heraldo Faria - além do mangueirense Tolito. Apesar das críticas, a Mangueira ficou bem classificada, conquistando o quarto lugar. A escola conseguiu a pontuação máxima em Bateria, Comissão de Frente e Mestre-sala e Porta-bandeira, perdendo pontos nos demais quesitos. O intérprete Jamelão e o mestre-sala Delegado receberam o prêmio Estandarte de Ouro.
- 1983: "Verde Que Te Quero Rosa… Semente Viva do Samba"

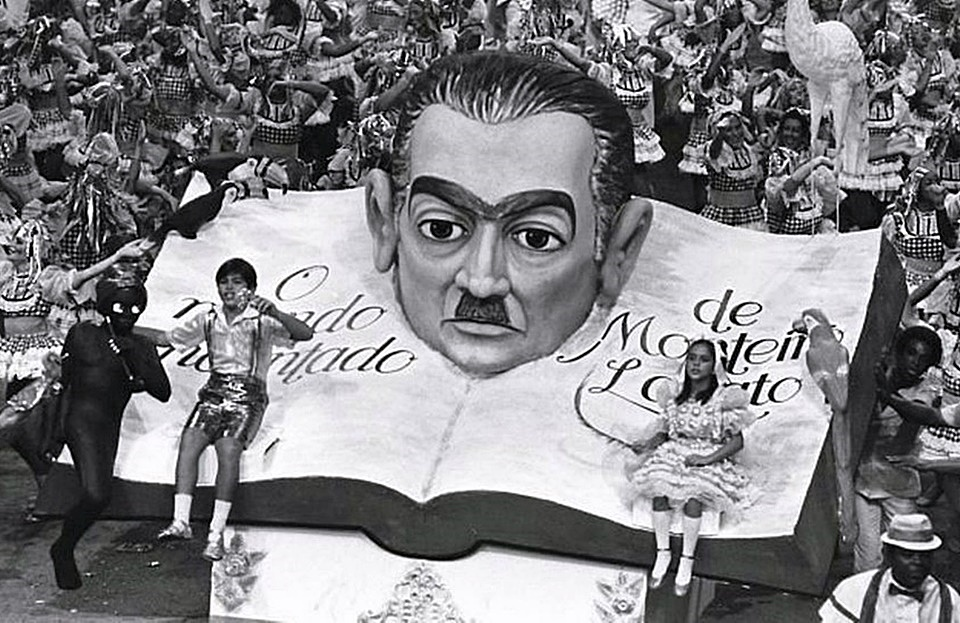
Alegoria em referência ao enredo de 1967 no desfile da Mangueira no carnaval de 1983.

Para o carnaval de 1983, a Mangueira novamente trocou de carnavalesco, contratando Max Lopes, que estava na União da Ilha. O enredo desenvolvido por Max homenageou Cartola e lembrou os quatro últimos enredos campeões da Mangueira: "Lendas do Abaeté" (1973); "Samba, Festa de Um Povo" (1968); "O Mundo Encantado de Monteiro Lobato" (1967); e "Reminiscências do Rio Antigo" (1961). O título do enredo faz referência ao terceiro álbum de estúdio de Cartola, Verde Que Te Quero Rosa, lançado em 1977. O quesito mestre-sala e Porta-bandeira voltou a valer o mesmo que os demais quesitos. Quinta agremiação a se apresentar pelo Grupo 1-A, a Mangueira desfilou novamente com um samba-enredo dos niteroienses Flavinho Machado e Heraldo Faria. A imprensa elogiou o desfile, classificando como a melhor apresentação da escola desde 1978, mas apontou problemas de harmonia e evolução, com "buracos" (espaços vazios) entre as alas e "correria" para finalizar o desfile no tempo limite; além da falta de chapéus na fantasia da Bateria. Dona Zica, que desfilou vestida de Tia Anastácia, em referência ao enredo de 1967, passou mal durante o desfile, sendo encaminhada ao hospital. Ao receber alta, declarou que se emocionou ao ver o componente que desfilou caracterizado e com uma máscara de Cartola, na última alegoria do desfile. Dona Zica afirmou que "por um momento, chegou a pensar que ele (Cartola) tinha voltado para nós". Com o desfile, a Mangueira se classificou em quinto lugar. A escola conseguiu a pontuação máxima apenas em Bateria, Harmonia e Enredo, perdendo pontos nos demais quesitos. Delegado e Mocinha receberam o prêmio Estandarte do Povo de melhor casal de mestre-sala e porta-bandeira. A Ala dos Duques recebeu o Estandarte de Ouro de melhor ala.
- 1984: "Yes, Nós Temos Braguinha"

Em abril de 1983, Djalma dos Santos (Djalma Preto) foi eleito presidente da escola pela segunda vez — após ter exercido o cargo entre 1970 e 1974 —, em um pleito viabilizado por acordo articulado por Dona Neuma, que garantiu a formação de chapa única. Fora do carnaval, Djalma trabalhava para dois contraventores do jogo do bicho: Manoel Nunes Areas (Manola) e José Petrus Kalil (Zinho). Djalma levou os dois para a Mangueira. Manola assumiu a vice-presidência da escola e Zinho foi o presidente do Conselho Deliberativo. Os dois investiram cerca de 270 milhões de cruzeiros no desfile de 1984. Em 12 de junho de 1983, morreu o diretor de bateria Mestre Waldomiro. Ximbico e Taranta assumiram o comando da bateria mangueirense. O carnaval de 1984 foi o primeiro realizado no Sambódromo da Marquês de Sapucaí, inaugurado no mesmo ano. Pela primeira vez, o desfile da primeira divisão do carnaval carioca foi dividido em duas noites. A ideia, sugerida pela AESCRJ, foi acatada pela Riotur devido a grande quantidade de escolas de samba. Ficou definido que uma escola seria campeã da primeira noite de desfiles (iniciada no domingo) e outra escola venceria a segunda noite (iniciada na segunda-feira), sendo que os dois desfiles teriam comissões julgadoras diferentes. No sábado seguinte aos desfiles seria realizada uma nova apresentação, valendo o título de supercampeã, disputada pelas três primeiras colocadas do desfile de domingo mais as três melhores classificadas do desfile de segunda-feira e as duas primeiras colocadas do Grupo 1-B (a segunda a divisão do carnaval).
A Mangueira participou da primeira noite de desfiles, competindo com Beija-Flor, Mocidade Independente, Imperatriz, Vila Isabel, Estácio de Sá e Unidos da Ponte. A Mangueira foi a sétima, e última, agremiação a se apresentar, iniciando seu desfile com o dia claro, na manhã da terça-feira de carnaval. A escola realizou um desfile em homenagem ao compositor Braguinha. O carnavalesco Max Lopes dividiu o desfile em três setores: "A Bela Época", sobre a infância de Braguinha; "Festa Junina", sobre as músicas do compositor para os festejos de meio de ano; e "Carnaval", sobre as marchinhas carnavalescas. Braguinha desfilou na primeira alegoria do desfile, sentado num banco ao lado de uma escultura de árvore com formato de mulher. Ao final da apresentação, o público desceu das arquibancadas e se juntou aos componentes da escola, dando meia-volta na pista e iniciando um novo cortejo no sentido contrário, da Praça da Apoteose para a Avenida Presidente Vargas. Em pesquisa realizada pelo IBOPE com o público no Sambódromo, a Mangueira foi eleita a melhor escola das duas noites. A Mangueira foi a vencedora do Estandarte de Ouro, recebendo quatro prêmios: de melhor escola; melhor porta-bandeira para Mocinha; passista masculino para Índio; e destaque feminino para Maria Helena. A Mangueira foi a campeã do desfile de segunda-feira, conquistando seu 13.º título no carnaval, quebrando o jejum de dez anos sem conquistas. Dos vinte julgadores do carnaval, apenas dois não deram nota máxima (dez) à escola. A Mangueira perdeu apenas dois pontos: um em Conjunto e outro em Comissão de Frente; vencendo com sete pontos de vantagem sobre a vice-campeã, Mocidade. No sábado seguinte ao carnaval, a Mangueira participou do Supercampeonato, também realizado no sambódromo. A escola foi a décima, e última, a desfilar, iniciando sua apresentação por volta das nove horas da manhã de domingo, sob forte sol. A escola foi saudada pelo público com gritos de "campeã" e repetiu a meia-volta na pista realizada no desfile de segunda-feira. Confirmando o favoritismo, a Mangueira se sagrou supercampeã, conquistando seu 14.º título no carnaval. Na avaliação dos jurados, a escola perdeu apenas um ponto, no quesito Bateria, vencendo com dois pontos de vantagem sobre a vice-campeã, Portela. Seguindo o regulamento do concurso, os quesitos Alegorias e Adereços, Enredo e Fantasias não foram avaliados. Em julho de 1984, a Mangueira foi uma das agremiações fundadoras da Liga Independente das Escolas de Samba do Rio de Janeiro (LIESA). Dirigentes de dez das principais escolas de samba do Rio decidiram se desligar da AESCRJ e fundar a nova entidade com o objetivo de administrar o desfile do grupo principal, negociar diretamente a subvenção com Prefeitura e os direitos de imagem com as emissoras de televisão, além de controlar e repartir o lucro dos desfiles com as agremiações.
- 1985: "Abram Alas que Eu Quero Passar - Chiquinha Gonzaga"

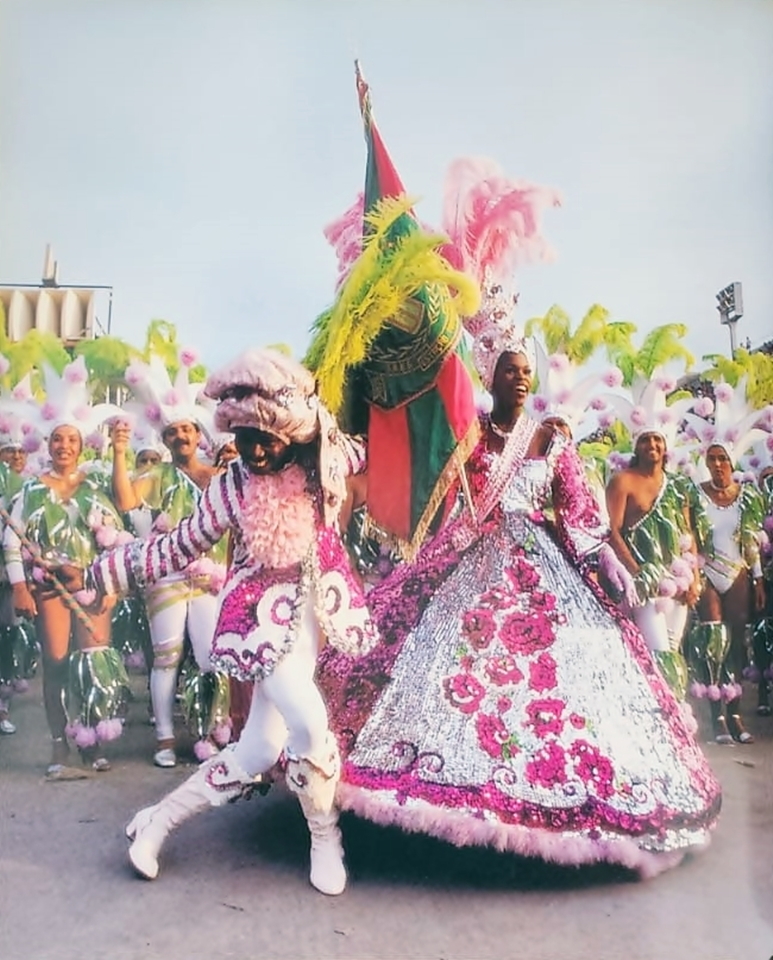
Lilico e Mocinha no carnaval de 1985.

Com a transferência de Max Lopes para a Vila Isabel, a Mangueira recontratou o carnavalesco Elói Machado, vice-campeão com a escola em 1975 e 1976. Lilico assumiu o posto de primeiro mestre-sala, substituindo Delegado. Para o carnaval de 1985, a Mangueira escolheu um enredo sobre a compositora, instrumentista e maestrina Chiquinha Gonzaga, morta cinquenta anos antes, em 1935. O enredo foi desenvolvido com o auxilio de Edinha Diniz, biógrafa de Chiquinha. Numa tentativa de "modernizar" seu visual, a Mangueira enviou seu carnavalesco para os Estados Unidos para fazer um estágio nos estúdios do cineasta George Lucas, que vivia o auge da fama pela saga Star Wars. Elói Machado prometeu alegorias com movimentos e efeitos especiais. Cerca de um mês antes do desfile, em janeiro de 1985, o galpão onde a escola preparava suas alegorias foi inundado, destelhado e teve paredes derrubadas por causa de uma forte chuva. Algumas alegorias foram danificadas e a escola passou a confeccionar seus carros alegóricos na rua. O samba-enredo do desfile de 1985 foi um dos mais executados na fase pré-carnaval. Sétima, e penúltima, escola a se apresentar na primeira noite (domingo) do Grupo 1-A, a Mangueira desfilou com o dia claro, o que ofuscou as luzes do seu carro abre-alas. Pela primeira vez desde 1949, Jamelão não cantou o samba da escola no desfile. O cantor se apresentou em Nova York dias antes do carnaval e seu voo de retorno ao Rio de Janeiro atrasou. Quando chegou ao sambódromo, o desfile da agremiação já tinha acabado. O samba foi cantado por um de seus compositores, Jurandir, junto com Dirceu da Mangueira. A cantora e compositora Leci Brandão desfilou na Comissão de Frente representando Chiquinha Gonzaga. Para não ultrapassar o tempo limite de desfile e perder pontos em cronometragem, os mais de cinco mil componentes desfilaram de forma apressada e a bateria não entrou no box de recuo. A escola ainda teve problemas com uma alegoria que teve dificuldade para entrar na pista, sendo ultrapassada por alas que vinham atrás. Parte de outra alegoria, com a reprodução de um piano, quebrou durante o desfile, e uma componente representando Chiquinha precisou ser retirada por bombeiros. Em sua crítica, O Globo apontou que a escola desfilou com muita gente, utilizou pouco a cor verde e muita cor rosa. Para o Jornal do Brasil, "o grande espetáculo prometido por Elói não aconteceu [...] A Mangueira foi discreta na harmonia, rápida demais na evolução e confusa no conjunto". Na avaliação dos jurados do carnaval, a escola perdeu pontos na maioria dos quesitos, a exceção foi Mestre-sala e Porta-bandeira, que conquistaram a pontuação máxima. Os quesitos mais despontuados foram Alegorias, Fantasias e Conjunto. A Mangueira se classificou em nono lugar, obtendo o pior resultado de sua história até então.
- 1986: "Caymmi Mostra ao Mundo o que a Bahia e a Mangueira Têm"

Com a saída dos patronos Zinho e Manola, que se transferiram para o Salgueiro, a Mangueira enfrentou dificuldades financeiras para realizar seu desfile em 1986. A escola recontratou o carnavalesco Júlio Mattos, que desenvolveu um enredo em homenagem ao cantor e compositor baiano Dorival Caymmi. O desfile também marcou o retorno de Jamelão e do diretor de harmonia Xangô. Para evitar repetir os problemas de evolução do ano anterior, a escola diminuiu a quantidade de componentes. Quinta agremiação a se apresentar na segunda noite do Grupo 1-A, a Mangueira realizou um desfile simples, mas empolgante. Na Comissão de Frente, mulheres com trajes típicos de baianas, representaram a Lavagem do Bonfim. Contrariando recomendações médicas, Caymmi participou da apresentação, desfilando na penúltima alegoria da escola. Com o desfile, a Mangueira se sagrou campeã, conquistando seu 15.º título no carnaval. A escola recebeu apenas uma nota diferente de dez (nota nove em Alegorias), vencendo com três pontos de vantagem sobre a vice-campeã, Beija-Flor. O samba-enredo do desfile, composto por Lula, Paulinho e Ivo Meirelles, é constantemente listado entre os melhores da discografia mangueirense.
- 1987: "No Reino das Palavras, Carlos Drummond de Andrade"

Em abril de 1986, Carlos Alberto Dória foi eleito presidente da Mangueira. Carlinhos Dória, como era conhecido, era policial militar e morador da Mangueira. Em seu mandato, foi criada a escola de samba mirim Mangueira do Amanhã e a Vila Olímpica da Mangueira (que seria inaugurada em 1989). Dória se envolveu em brigas com a cantora e compositora Leci Brandão e com o diretor de harmonia Xangô da Mangueira, o que culminou com o afastamento dos dois da escola. O ex mestre-sala Delegado assumiu a direção de harmonia, substituindo Xangô. Tentando o bicampeonato, a Mangueira escolheu mais um enredo de homenagem, dessa vez, ao poeta Carlos Drummond de Andrade. O carnavalesco Júlio Mattos optou por não contar a história da vida do poeta, dividindo o desfile em doze setores inspirados em poemas de Drummond. Ao saber do enredo, em julho de 1986, o poeta agradeceu a homenagem em carta endereçada à Mangueira: "Sempre me habituei a ver na gloriosa Mangueira uma das forças mais representativas de nossa cultura popular. Por tradição, ela soube captar os sentimentos e aspirações do seu povo, transformando-os em matéria rica de criação artística, internacionalmente admirada", escreveu o poeta. Recuperando-se de um infarto, Drummond não foi liberado pelos médicos para desfilar. Pela primeira vez a Mangueira teve um samba-enredo composto por uma mulher. Vera Lúcia da Silva, a Verinha, compôs o samba do desfile junto com Bira do Ponto e Rody. A obra recebeu duras críticas de especialistas por sua letra simples e melodia marcheada. A Mangueira foi a última das oito escolas que se apresentaram na primeira noite do Grupo 1 (antigo 1-A), iniciando sua apresentação por volta das oito horas da manhã da segunda-feira de carnaval. O Jornal do Brasil elogiou o desfile, mas apontou que fantasias e alegorias estavam "distantes do visual exigido" para aquela época. O jornal O Globo também elogiou a apresentação, destacando a Comissão de Frente formada pelos baluartes mangueirenses Aluísio Dias, Carlos Cachaça, Jorge Zagaia e Nelson Sargento, e por amigos de Drummond, como Chico Buarque, Aldir Blanc, João Nogueira, Hermínio Bello de Carvalho, Affonso Romano de Sant'Anna, Maria Martha Barbosa, Rildo Hora, Paulo Henrique Barbará, Hélio Thys, Dalmo Castelo e Preto Rico. Apesar de não ser apontada por especialistas como uma das favoritas ao título, a Mangueira sagrou-se campeã do carnaval com um ponto de diferença para a vice-campeã Mocidade, que desfilou com o histórico enredo "Tupinicópolis". A vitória da Mangueira foi recebida com surpresa por seus torcedores. A quadra da agremiação estava vazia durante a apuração do resultado. Na avaliação dos jurados, a Mangueira recebeu apenas cinco notas abaixo da máxima (10), sendo que quatro foram descartadas, seguindo o regulamento do concurso. Com isso, a Mangueira perdeu apenas um ponto, no quesito Harmonia. No Desfile das Campeãs, a Mangueira recebeu vaias ao iniciar seu desfile, mas finalizou sua apresentação aplaudida pelo público. Carlos Drummond de Andrade morreu meses após o carnaval, em 17 de agosto de 1987, aos 84 anos de idade. Na madrugada de 4 de outubro de 1987, o então presidente da Mangueira, Carlos Alberto Dória, foi assassinado com três tiros na porta do prédio onde morava, no bairro do Cachambi. O motivo do crime não foi desvendado. Vice-presidente da Mangueira, e irmão de Carlinhos, Elísio Dória Filho assumiu a presidência da escola.
- 1988: "Cem Anos de Liberdade, Realidade ou Ilusão?"

O ano de 1988 marcou os cem anos da assinatura da Lei Áurea e algumas escolas, como a Mangueira, escolheram enredos sobre o tema. Tentando o tricampeonato, a Mangueira escolheu um enredo crítico-social que questionava a condição dos negros após a abolição da escravatura no Brasil, uma vez que não houve ações que promovessem a inserção dos escravizados libertos na sociedade, propagando a miséria e a desigualdade entre a população negra. O samba-enredo do desfile, composto por Alvinho, Hélio Turco e Jurandir, é considerado por especialistas como um dos mais bonitos da história da Mangueira. No ano de 2023 foi decretada uma lei no Estado do Rio de Janeiro que transformou o samba no hino oficial do Dia Nacional da Consciência Negra, comemorado em 20 de novembro, data do aniversário da morte de Zumbi dos Palmares.

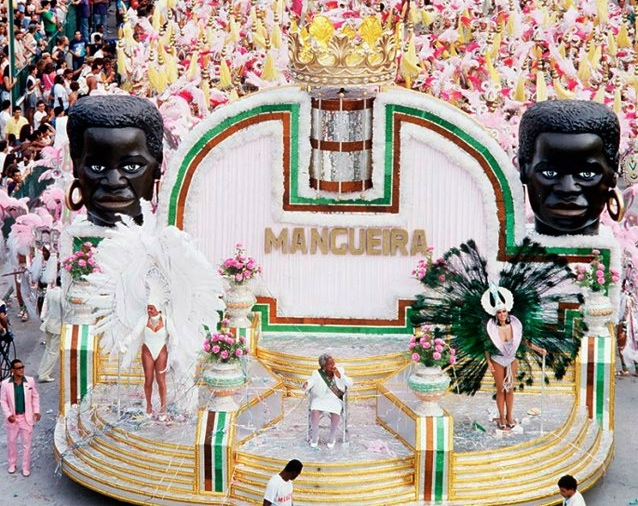
Dona Zica no carro abre-alas de 1988.

A Mangueira foi a oitava, e última, escola a se apresentar na segunda noite do Grupo 1, encerrando o carnaval de 1988. A Comissão de Frente que abriu o desfile foi formada por personalidades afro-brasileiras: os atores Milton Gonçalves, Grande Otelo e Jorge Coutinho, o cantor Djavan, o futebolista Andrade, a repórter Glória Maria, as atrizes Ruth de Souza e Jacyra Silva, os atletas João do Pulo e Adhemar Ferreira da Silva e o baluarte mangueirense Carlos Cachaça, um dos fundadores da escola. A Comissão se apresentou com um componente a menos: o cantor e compositor Martinho da Vila, que não desfilou alegando ter se perdido dos amigos mangueirenses que o levariam do desfile da Vila Isabel para a concentração da Mangueira. No final da apresentação, componentes precisaram acelerar o passo para não ultrapassar o tempo limite de desfile. A escola encerrou seu desfile sendo seguida pelo público, que desceu das arquibancadas para a pista. A apuração do resultado do carnaval, no Maracanãzinho, teve clima tenso, com brigas entre torcedores da Vila Isabel e da Mangueira. O presidente da verde-e-rosa, Elísio Dória, chegou a ser detido ao tentar entrar no estádio armado. Na avaliação dos jurados, a Mangueira conseguiu a pontuação máxima em quase todos os quesitos, com exceção de Comissão de Frente e Alegorias, com a perda de um ponto em cada. A Mangueira ficou com o vice-campeonato por um ponto de diferença para a campeã, Vila Isabel, escola de Martinho da Vila, que desfilou com o histórico "Kizomba, Festa da Raça". Torcedores mangueirenses, como Dona Zica, culparam Martinho pela perda de um ponto no quesito Comissão, mas a julgadora Fernanda Moro declarou que tirou um ponto da comissão porque ela "se desarrumou" na sua frente; enquanto a julgadora Marilda Fonseca disse que tirou um ponto por falta de criatividade.
- 1989: "Trinca de Reis"

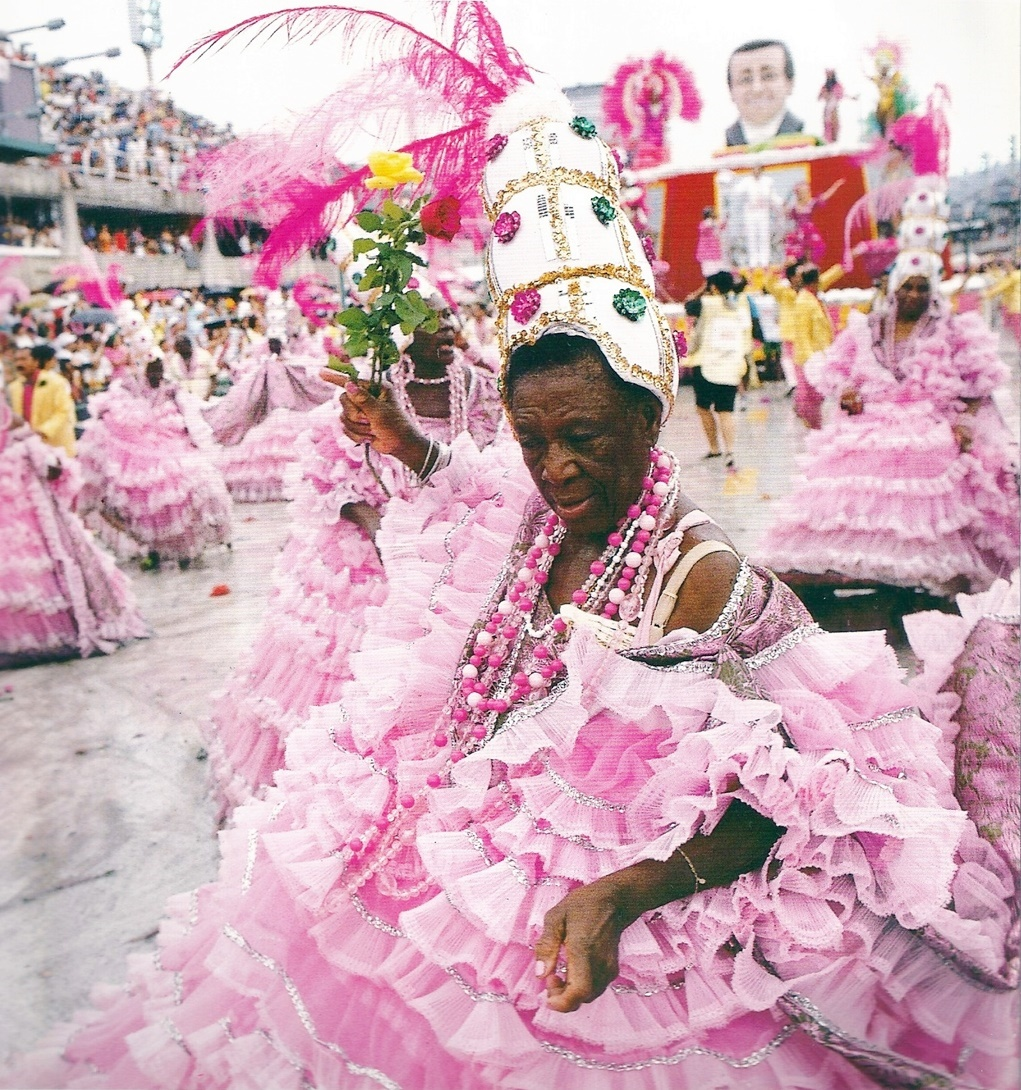
Baianas da Mangueira em 1989.

Para o carnaval de 1989, a Mangueira causou polêmica ao escolher um enredo sobre os "reis da noite carioca": os produtores Walter Pinto e Carlos Machado e o empresário Chico Recarey. O samba-enredo do desfile recebeu duras críticas de especialistas. A porta-bandeira Mocinha decidiu se aposentar, sendo substituída por Tidinha, segunda porta-bandeira, promovida ao primeiro posto. Última das nove escolas a desfilar na primeira noite (domingo), a Mangueira se apresentou sob chuva moderada. A Comissão de Frente foi formada por mulheres vestidas de vedetes. Cada homenageado desfilou num carro alegórico diferente. O desfile terminou por volta das dez horas da manhã, com o público invadindo a pista do sambódromo e seguindo atrás da escola. Na avaliação dos jurados, a Mangueira conseguiu a pontuação máxima nos quesitos Bateria, Conjunto, Harmonia e Mestre-sala e Porta-bandeira. Perdendo pontos nos demais quesitos, a escola se classificou em 11.º lugar, o pior resultado de sua história até então. Foi o último ano de Júlio Mattos como carnavalesco da Mangueira. No ano seguinte, ele ainda fez algumas esculturas para alegorias da agremiação, vindo a falecer em 1994. Ainda em 1989, foi inaugurada a Vila Olímpica da Mangueira.

### Década de 1990
A Mangueira começou a década com uma grave crise financeira, mas conseguiu se recuperar, conquistando mais um título, no carnaval de 1998. O período também se destaca pelo clássico samba "E Deu a Louca no Barroco" (1990) e pelo popular "Atrás da Verde e Rosa Só não Vai Quem Já Morreu" (1994); além da histórica Comissão de Frente do desfile de 1999.
- 1990: "E Deu a Louca no Barroco"

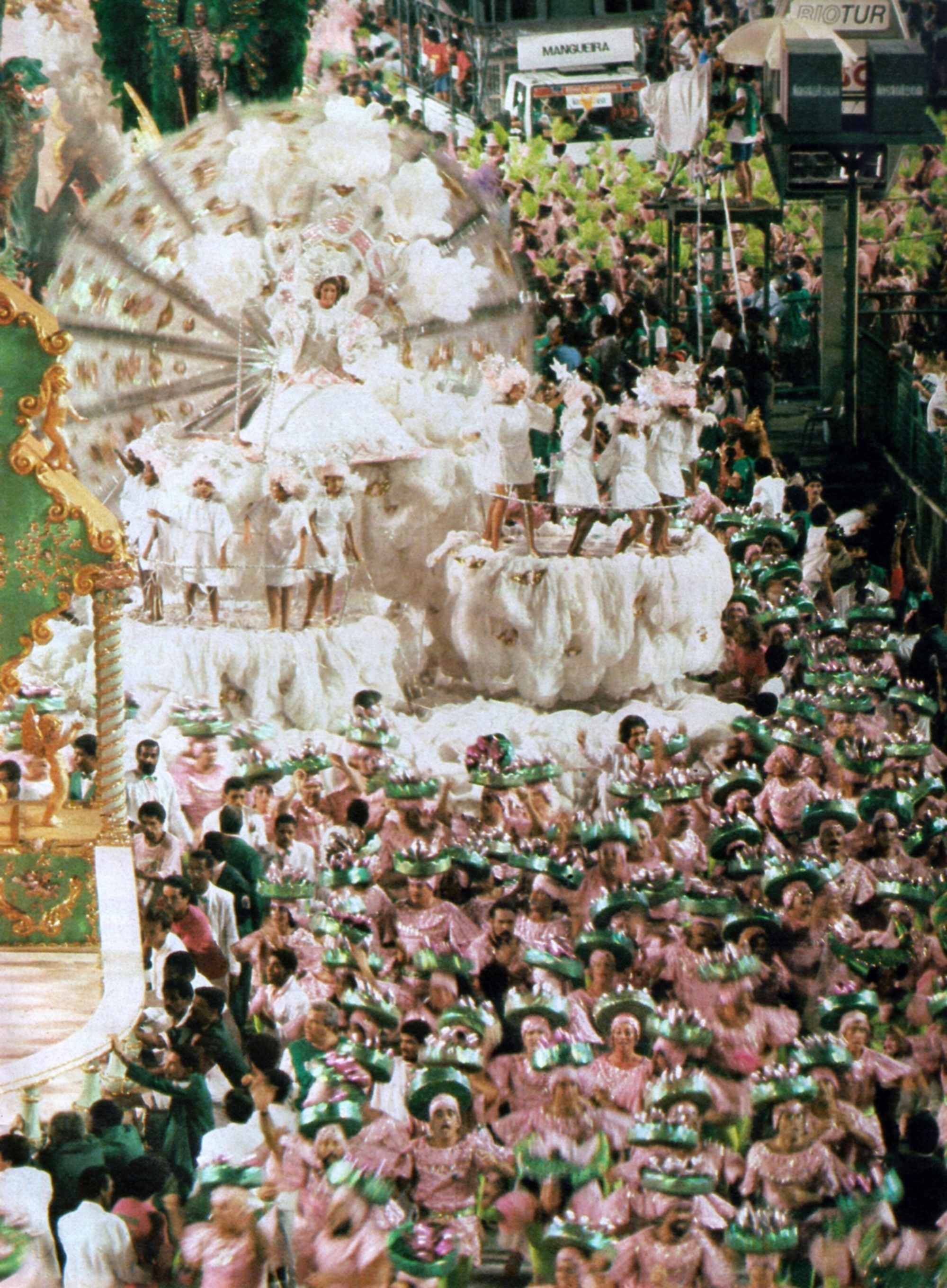
Alas passam espremidas entre duas alegorias no desfile de 1990.

Em abril de 1989, José Ananias de Barcelos foi eleito presidente da Mangueira. Morador do Morro da Mangueira, Ananias já havia ocupado os cargos de vice-presidente financeiro da escola e tesoureiro da bateria, além de ser compositor do samba de 1979. A escola realizou um concurso para escolha de um novo carnavalesco. Venceu a dupla Ernesto Nascimento e Fábio Borges com um enredo sobre Sinhá Olímpia, uma notória habitante de Ouro Preto que circulava pelas ruas da cidade contando histórias delirantes. O enredo foi uma ideia do carnavalesco Fernando Pinto, morto em 1987, reaproveitada por seu amigo, Ernesto Nascimento. A Mangueira foi a terceira das oito escolas que se apresentaram na segunda noite do Grupo Especial (antigo Grupo 1). A agremiação chegou ao carnaval apontada pela imprensa como favorita ao campeonato, mas um grave problema com uma de suas alegorias tirou a escola da disputa por título. O maior carro alegórico do desfile, "Altar com Obras de Aleijadinho", quebrou o eixo de direção no final da pista de desfile. Diretores da escola, bombeiros e até jornalistas se juntaram para empurrar a alegoria que, emperrada, não saiu do lugar. As alas que vinham atrás do carro passaram por ele, mas a alegoria seguinte não conseguiu ultrapassá-lo, prendendo todo o contingente que vinha atrás das duas alegorias. Após dezoito minutos de tentativas, a alegoria foi destravada, liberando a passagem do restante da agremiação. Mesmo com os últimos componentes correndo, a escola ultrapassou quatro minutos do tempo máximo de desfile permitido pelo regulamento, perdendo os cinco pontos referentes à cronometragem. A Mangueira se classificou em oitavo lugar, ficando mais um ano de fora do Desfile das Campeãs. Na avaliação dos jurados, a escola conseguiu a pontuação máxima em quase todos os quesitos, com exceção de Alegorias, Evolução e Fantasias que, juntos, tiraram cinco pontos da agremiação. Apesar dos problemas, a Mangueira foi a campeã da edição do Estandarte de Ouro, recebendo seis prêmios: melhor escola, melhor samba-enredo, Bateria, ala de baianas, passista masculino para Serginho do Pandeiro, e intérprete para Jamelão. Segundo os jurados da premiação, a escola "empolgou a avenida, levando a plateia ao delírio com sua bateria". Jamelão, que teve problemas de saúde antes do carnaval e desfilou acompanhado de um médico, chegou a anunciar sua aposentadoria, mas, pouco tempo depois, mudou de ideia. Quem se aposentou de fato foi o mestre-sala Lilico que, convertido à religião evangélica, virou pastor e passou a pregar contra o carnaval e a própria Mangueira.
- 1991: "As Três Rendeiras do Universo"

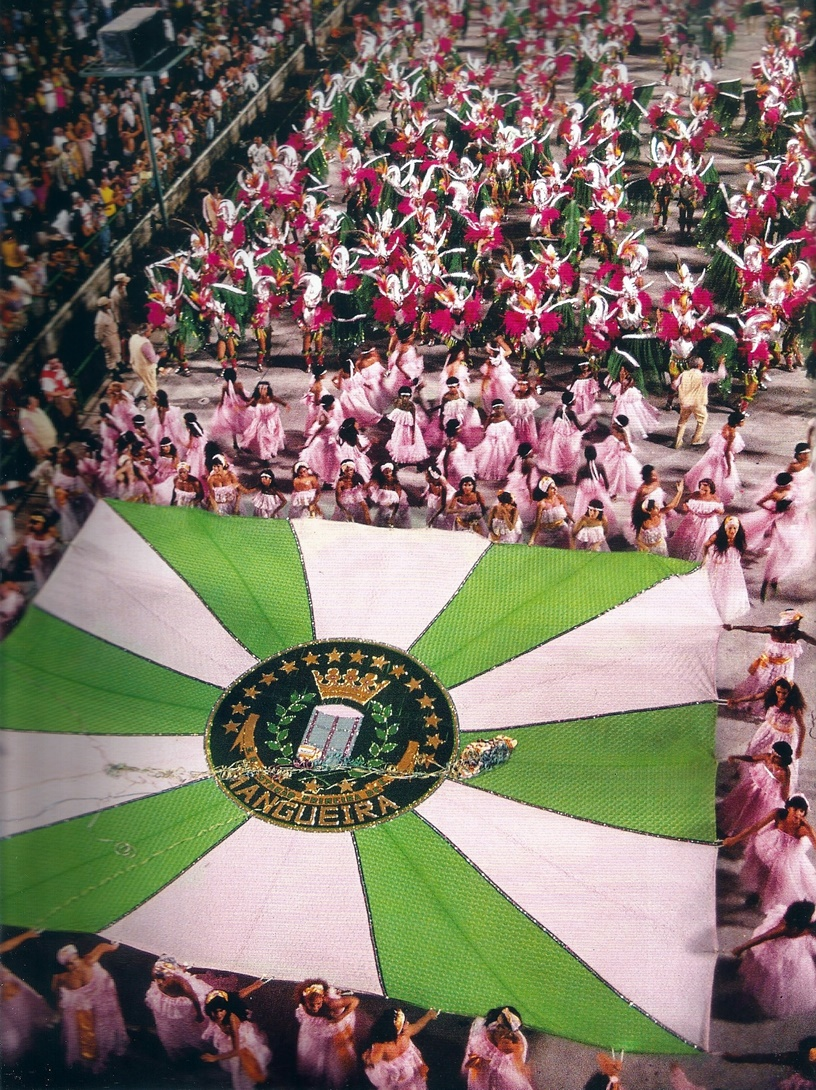
Desfile da Mangueira em 1991.

Após o desfile de 1990, a Mangueira passou por uma grave crise financeira. O fato foi amplamente divulgado pela imprensa e sensibilizou astros da música. Para arrecadar fundos para a confecção do desfile de 1991, a escola realizou um show com Alcione, Beth Carvalho, Maria Bethânia, Martinho da Vila, João Nogueira, Jorge Aragão, Guilherme de Brito, Leny Andrade, Dalmo Castello e Marquinho Sathan. Os artistas se apresentaram sem cobrar cachê. Para o carnaval de 1991, os carnavalescos Ernesto Nascimento e Cláudio Rodrigues desenvolveram um enredo baseado numa lenda em que três "rendeiras" (Renda de Luz, Renda de Água e Renda da Terra) criaram o mundo tecendo os elementos da natureza. O enredo culminaria numa homenagem ao artesanato brasileiro. A Mangueira foi a sexta das oito escolas que se apresentaram na primeira noite (domingo) do Grupo Especial. As dificuldades financeiras resultaram num desfile simples. Uma grande bandeira da escola, carregada por mulheres, foi o "abre-alas" da agremiação. Em sua análise, O Globo apontou que "os carros alegóricos da escola eram pobres, pequenos e com poucos enfeites". Segundo o Jornal do Brasil, "os carros alegóricos, que funcionaram basicamente como tripés para destaques, não apresentaram nada de criativo e não ajudaram em nada a desenvolver o enredo". O JB ainda apontou que o excesso de renda nas fantasias "cansou os olhos do público". Dos trinta julgadores do carnaval de 1991, apenas seis deram nota máxima à escola. Bateria foi o único quesito em que a agremiação conseguiu a pontuação máxima. A Mangueira obteve o pior resultado de sua história até então, se classificando em 12.º lugar, uma posição acima da zona de rebaixamento. Promovido a primeiro mestre-sala, substituindo Lilico, Robertinho recebeu o prêmio Estandarte de Ouro.
- 1992: "Se Todos Fossem Iguais a Você - Tom Jobim"

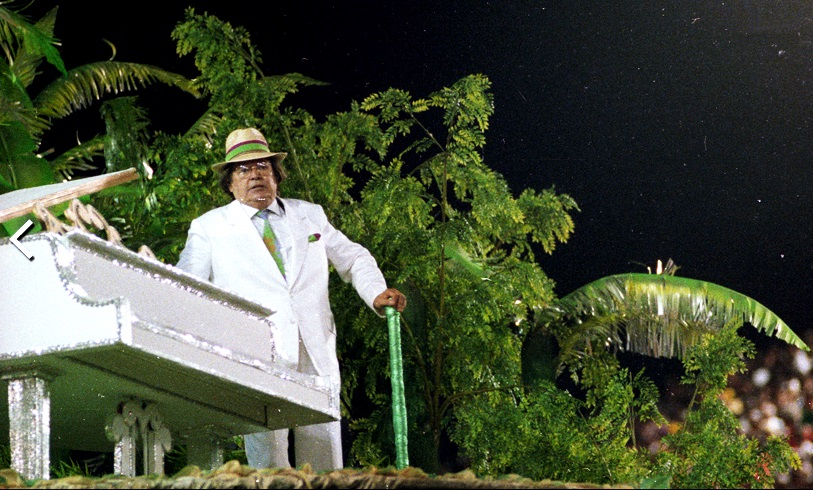
Tom Jobim no desfile do carnaval de 1992.

Para se recuperar do péssimo resultado do ano anterior, a Mangueira promoveu diversas mudanças em sua equipe. O jovem segundo casal de mestre-sala e porta-bandeira, Marquinhos e Ircléia, foi promovido ao posto de primeiro casal. Mestre Taranta retomou a direção de bateria junto com Birinha. Marília Barbosa assumiu a Comissão de Frente. O ex-presidente Percival Pires assumiu a direção de carnaval; e Xangô da Mangueira retornou ao posto de diretor de harmonia. A escola contratou o carnavalesco Ilvamar Magalhães para desenvolver um desfile em homenagem ao cantor e compositor Tom Jobim. Com dificuldades financeiras e sem patrono, a Mangueira decidiu comercializar produtos relacionados ao enredo de 1992 a fim de angariar fundos para a confecção do desfile. Entre os produtos estavam uma camisa desenhada por Ziraldo e o álbum No Tom da Mangueira, produzido por Hermínio Bello de Carvalho, com a participação de grandes nomes da música brasileira interpretando sambas sobre a agremiação, além de uma música inédita, "Piano na Mangueira", que viria a ser a última parceria entre Tom Jobim e Chico Buarque. Em novembro de 1991, Tom realizou um show na quadra da escola, com a participação de mangueirenses ilustres como Alcione e Beth Carvalho. A Mangueira foi a terceira escola a se apresentar na primeira noite (domingo) do Grupo Especial de 1992. A imprensa elogiou o desfile, classificando-o como "bonito" e "correto". Participaram da apresentação amigos de Tom, como Nana Caymmi, Miele, Hugo Carvana e Helô Pinheiro. Tom Jobim desfilou na penúltima alegoria, ao lado da reprodução de um piano branco. Na avaliação dos jurados, a escola conseguiu a pontuação máxima nos quesitos Bateria, Conjunto, Enredo, Fantasias e Samba-enredo. Os quesitos mais despontuados foram Alegorias, com a perda de 3,5 pontos; e Mestre-sala e Porta-bandeira, com a perda de 3 pontos. A Mangueira se classificou em sexto lugar, ficando de fora do Desfile das Campeãs, mas se recuperando do desastroso resultado do ano anterior. Jamelão recebeu seu terceiro Estandarte de Ouro de melhor intérprete.
- 1993: "Dessa Fruta Eu Como Até o Caroço"

Após o carnaval de 1992, Roberto Firmino dos Santos foi eleito presidente da Mangueira. A escola renovou com toda a sua equipe para o carnaval de 1993 e escolheu um enredo sobre a fruta manga. O samba-enredo do desfile, com oito compositores, foi resultado de uma junção de três sambas distintos. A Mangueira foi a última das sete escolas que desfilaram na segunda noite do Grupo Especial, encerrando o carnaval de 1993. Pela primeira vez a agremiação distribuiu bandeirinhas ao público no sambódromo, algo que se tornou comum nos anos seguintes. O Jornal do Brasil classificou o desfile como "bonito e empolgado"; enquanto O Globo apontou que a escola "surpreendeu a Sapucaí com seu melhor desfile dos últimos anos". O carnavalesco Ilvamar Magalhães abriu o desfile com fantasias e alegorias em branco, dourado e prata, passando por laranja e amarelo, lembrando a origem da fruta na África. O verde e rosa, característicos da escola, foram utilizados no final do desfile, quando o enredo remetia à própria agremiação. A alegoria "A Caminho do Brasil", na forma de uma caravela, teve dificuldade para passar pela torre de transmissão do sambódromo. A apresentadora Angélica, que desfilava na parte mais alta da alegoria, precisou ser retirada por um bombeiro pra que o carro passasse pela torre. Ao final do desfile, o público tentou invadir a pista para acompanhar a escola, mas foram impedidos por policiais, que chegaram a dar tiros ao alto para dispersar a multidão. Com o desfile, a Mangueira obteve a quinta colocação, garantindo seu retorno ao Desfile das Campeãs após cinco anos fora da festa. Na avaliação dos jurados, a escola conseguiu a pontuação máxima nos quesitos Bateria, Evolução e Mestre-sala e Porta-bandeira. Destaque também para Conjunto e Fantasias, no qual foram perdidos apenas meio ponto em cada. Os quesitos mais despontuados foram Enredo e Samba-enredo, com a perda de dois pontos em cada.
- 1994: "Atrás da Verde e Rosa Só não Vai Quem Já Morreu"

Para o carnaval de 1994, a Mangueira escolheu um enredo em homenagem aos Doces Bárbaros, grupo formado pelos cantores Caetano Veloso, Gal Costa, Gilberto Gil e Maria Bethânia em 1976. O título do enredo faz referência à música "Atrás do Trio Elétrico", lançada por Caetano em 1969. O samba-enredo do desfile, que tem entre seus autores um dos maiores compositores da Portela, David Corrêa, fez grande sucesso na fase pré-carnaval, sendo bastante executado nas rádios. O samba é constantemente listado entre os mais marcantes da história do carnaval. Em janeiro de 1994, os quatro cantores homenageados fizeram um show na quadra da escola, no Morro da Mangueira, com patrocínio da Brahma e do Banco Nacional, transmissão da Rede Bandeirantes, e diversos famosos na plateia. Com o sucesso do samba, o trabalho de marketing da escola, e a popularidade dos homenageados, a Mangueira chegou ao carnaval cercada de expectativas e apontada por especialistas como favorita ao título.

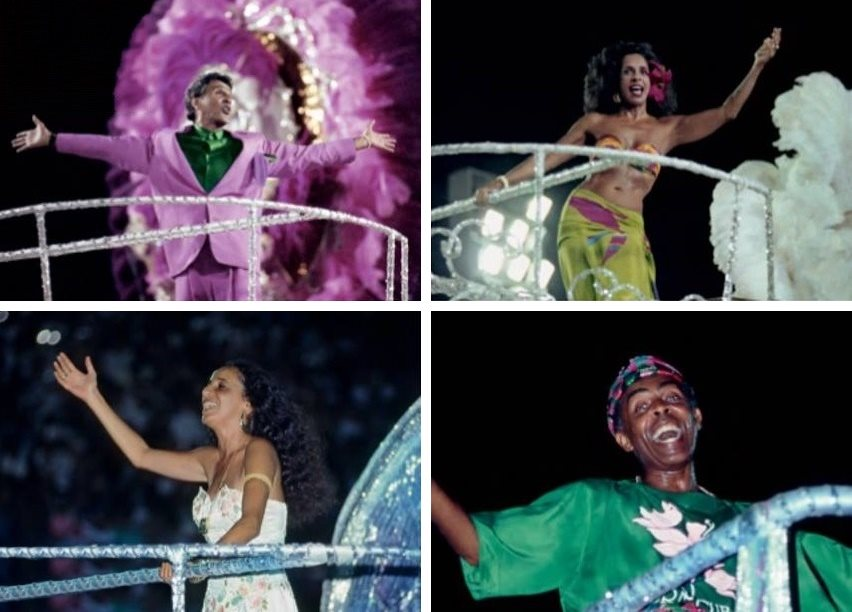
Caetano Veloso, Gal Costa, Maria Bethânia e Gilberto Gil no desfile da Mangueira em 1994.

A Mangueira foi a quinta das oito escolas que desfilaram na primeira noite (domingo) do Grupo Especial de 1994. Cada homenageado desfilou em uma alegoria. A primeira foi Maria Bethânia, num carro com referências a músicas suas, como "Rosa dos Ventos" e "Carcará". O segundo foi Caetano Veloso, numa alegoria com referências a "Luz do Sol" e "Sampa". O carro alegórico teve dificuldade para passar pela torre de transmissão do sambódromo. A terceira a desfilar foi Gal Costa, numa alegoria com referências a "Chuva de Prata" e "Aquarela do Brasil". O carro também teve dificuldade para passar pela torre. A alegoria de Gilberto Gil, com referência a "Aquele Abraço", teve o eixo quebrado antes de entrar na avenida e não desfilou. O cantor foi transferido para o último carro alegórico, que simbolizava um trio elétrico e o surdo um, símbolo da escola. A imprensa apontou que o samba-enredo empolgou o público nas arquibancadas, proporcionando um desfile animado, mas que diversos problemas afastaram a escola da briga pelo título. Segundo O Globo, a agremiação "enredou-se no seu favoritismo e, com um desfile acidentado, não foi a explosão de popularidade que todos previam". Para o Jornal do Brasil, "a escola que sambou na avenida não foi a mesma que comemorou o título antes de tudo começar". Segundo a Folha de S.Paulo "a escola não conseguiu corresponder à expectativa criada em torno de seu desfile: recebida com euforia, desapontou o público, que só voltava a manifestar entusiasmo diante da passagem dos homenageados". Os três jornais apontaram que a escola desfilou com muitos turistas estrangeiros, prejudicando a harmonia, quesito que avalia o canto dos componentes. Na avaliação dos jurados, a escola conseguiu a pontuação máxima nos quesitos Evolução e Samba-enredo. Destaque também para Bateria e Mestre-sala e Porta-bandeira, no qual foram perdidos apenas meio ponto em cada. O quesito mais despontuado foi Alegorias e Adereços, com a perda de 3,5 pontos. A Mangueira se classificou em 11.º lugar entre as dezesseis escolas do Grupo Especial. Dirigentes da escola abandonaram a apuração das notas antes do final, após se envolverem numa confusão com fotógrafos, seguranças da LIESA e policiais militares. O presidente da agremiação, Roberto Firmino, tentou invadir o palco onde estava sendo apurado o resultado; e o vice-presidente, Ivo Meirelles, rasgou seu mapa de notas. Enquanto isso, traficantes armados invadiram a quadra da escola e disparavam tiros para o alto em protesto pelo mau resultado. Os homenageados também reagiram ao 11.º lugar. Gal Costa classificou o resultado como "injusto". Gil disse que "julgamento é subjetividade" e que a "verde-e-rosa emocionou". Caetano declarou que "ganhamos de fato, mas não de direito" e que a escola merecia estar entre as três primeiras colocadas. No Desfile das Campeãs, o Salgueiro, vice-campeão, desfilou com alguns componentes da Mangueira carregando um cartaz de protesto com a inscrição "Mangueira e Salgueiro na cabeça! Quem está errado, o povo ou os jurados?".
- 1995: "A Esmeralda do Atlântico"

Para o carnaval de 1995, a Mangueira contratou Deborah Colker para coreografar a Comissão de Frente. Guanayra Firmino assumiu a direção de carnaval. Grávida, a porta-bandeira Ircléia não pôde desfilar. A segunda porta-bandeira também engravidou e não pôde a substituir. A solução foi chamar Giovanna Justo para formar o primeiro casal da escola junto com Marquinhos. Nascida e criada em Mangueira, Giovanna já havia dançado com mestre-sala na Mangueira do Amanhã. A Mangueira foi a sétima, e antepenúltima, escola a se apresentar na segunda noite do Grupo Especial. O carnavalesco Ilvamar Magalhães desenvolveu um enredo sobre várias lendas do arquipélago brasileiro Fernando de Noronha, como a da rainha Alamoa, do monstro do Sueste, da Cacimba do Padre, do Cajueiro da Cigana e do Capitão Kidd. Assim como nos anos anteriores, a escola teve uma alegoria com dificuldade para passar pela torre de transmissão do sambódromo. Um elevador hidráulico que deveria diminuir a altura de um dos destaques não funcionou e a escola perdeu tempo parada até conseguir resolver o problema. No final da apresentação, componentes precisaram acelerar o passo para não ultrapassar o tempo limite de desfile. Com o desfile, a Mangueira obteve o sexto lugar, conquistando a última vaga para o Desfile das Campeãs. Na avaliação dos jurados, a escola conseguiu a pontuação máxima em quase todos os quesitos, com exceção de Alegorias, Fantasias, Harmonia e Samba-enredo. No Desfile das Campeãs novamente a segunda alegoria teve dificuldade para passar pela torre do sambódromo. Jamelão recebeu o Troféu Manchete de melhor intérprete do ano.
- 1996: "Os Tambores da Mangueira na Terra da Encantaria"

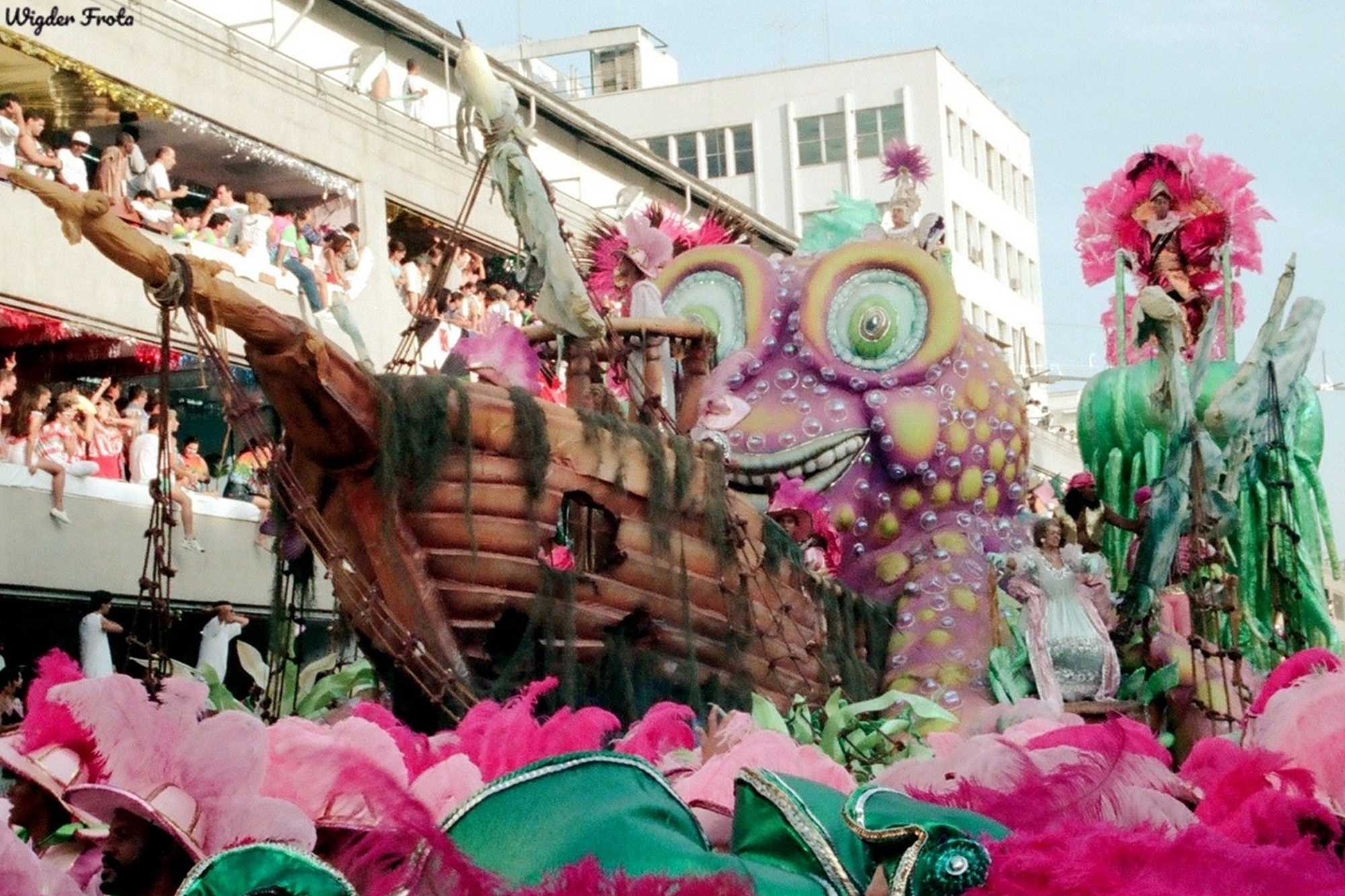
Desfile da Mangueira no carnaval de 1996.

Com o apoio da velha guarda, capitaneado por Dona Neuma, mangueirenses ilustres criaram o movimento "Muda Mangueira", elegendo, em abril de 1995, Elmo José dos Santos, também conhecido como "Rato do Tamborim", como presidente da escola. Elmo é compositor do samba de 1979 da Mangueira e também foi passista, diretor de harmonia, secretário de bateria e relações públicas até chegar ao cargo de presidente. O movimento também resgatou a participação de mangueirenses que estavam afastados da escola, como Carlos Cachaça, que foi eleito para o posto de Presidente de Honra da agremiação. Para o carnaval de 1996, Mestre Alcir Explosão assumiu o comando da bateria, enquanto Eli Gonçalves (Chininha) e Percival Pires assumiram a direção de carnaval. A escola contratou o carnavalesco Oswaldo Jardim para desenvolver um desfile sobre as lendas do Maranhão. O carnavalesco confeccionou esculturas em espuma para as alegorias, o que barateou o carnaval da escola em mais de 40%. A Mangueira foi a nona, e última, agremiação a se apresentar na segunda noite do Grupo Especial, encerrando o carnaval de 1996 com dia claro e sol forte. Em sua crítica, O Globo apontou que "o excesso de contingente nas alas prejudicou a evolução da escola, que acabou fazendo uma apresentação morna e ainda teve que correr no fim". Com o desfile, a Mangueira obteve o quarto lugar, se classificando para o Desfile das Campeãs. Na avaliação dos jurados, a escola conseguiu a pontuação máxima em quase todos os quesitos. As exceções foram Fantasias, com a perda de dois pontos; e Conjunto, com a perda de meio ponto. Jamelão recebeu seu quarto Estandarte de Ouro de melhor intérprete. De volta à escola, após um afastamento de quase dez anos, Leci Brandão recebeu o Estandarte de Ouro de personalidade.
- 1997: "O Olimpo É Verde e Rosa"

Embalada pela candidatura do Rio de Janeiro a cidade-sede dos Jogos Olímpicos de Verão de 2004, a Mangueira escolheu um enredo sobre as Olimpíadas para o carnaval de 1997. A Mangueira foi a sexta escola a se apresentar na primeira noite do Grupo Especial. O carnavalesco Oswaldo Jardim dividiu o desfile em dois setores: começando com os Jogos Olímpicos da Antiguidade e finalizando com os jogos da era moderna. No carro abre-alas desfilaram baluartes da escola representando os "deuses do Olimpo verde-e-rosa". Na penúltima alegoria desfilou o nadador russo Alexander Popov e diversos atletas olímpicos brasileiros, como Leila, Bernard, Fernando Scherer, Gustavo Borges, entre outros. Segundo a imprensa, o desfile começou bom, mas desandou no final, com problemas de evolução e queda na qualidade das fantasias e alegorias. Com o desfile, a Mangueira se classificou em terceiro lugar, seu melhor resultado desde o vice-campeonato de 1988. Na avaliação dos jurados, a escola conseguiu a pontuação máxima em quase todos os quesitos. As exceções foram Alegorias e Adereços, com a perda de um ponto; e Samba-enredo, com a perda de meio ponto. Após o carnaval, Atenas foi escolhida cidade-sede dos Jogos de 2004.
- 1998: "Chico Buarque da Mangueira"

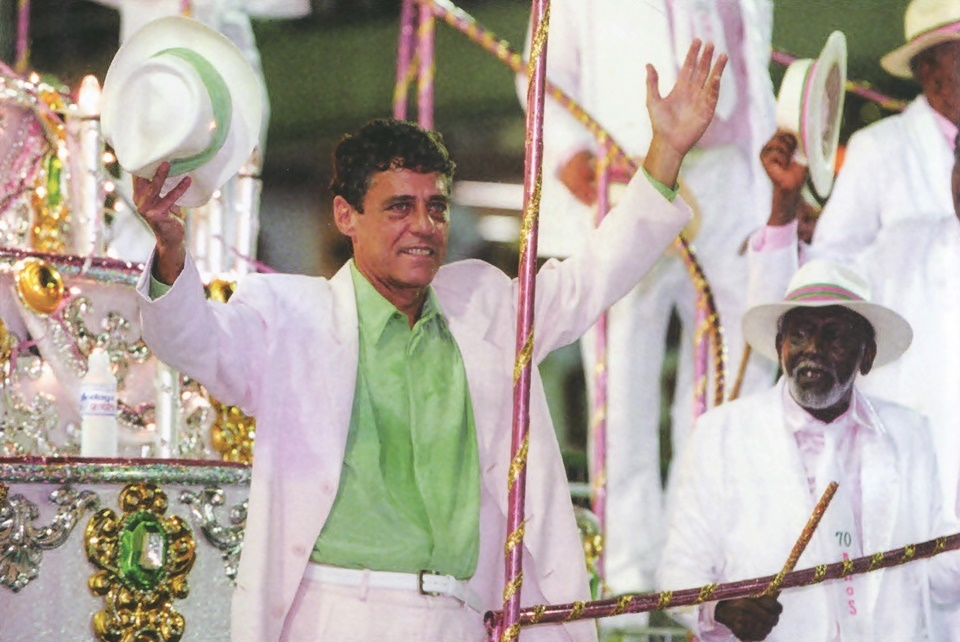
Chico Buarque no desfile de 1998.

Para o carnaval de 1998, a Mangueira contratou o coreógrafo Carlinhos de Jesus para comandar a Comissão de Frente e o carnavalesco Alexandre Louzada para desenvolver um desfile em homenagem ao cantor e compositor Chico Buarque de Holanda. A disputa para a escolha do samba-enredo do ano foi polêmica. Pelo segundo ano consecutivo, a escola abriu o concurso para compositores "de fora" da agremiação. O samba vencedor, que tinha três paulistas e um carioca entre os compositores, recebeu críticas de Leci Brandão e Moacyr Luz, derrotados na final da disputa. O samba de Moacyr, composto junto com Edmundo Souto e Paulinho Tapajós, foi gravado e lançado por Tapajós antes do samba oficial. Após ser confirmado como enredo, Chico começou a produzir um álbum para homenagear a escola. Chico Buarque de Mangueira foi lançado em novembro de 1997 e o lucro das vendas foi destinado para projetos sociais da escola. A Mangueira foi a segunda escola a se apresentar na segunda noite do Grupo Especial. A apresentação teve início com Luís Carlos Vinhas no piano e Chico Buarque entoando o primeiro verso da música "Vai Passar". Na Comissão de Frente, quinze homens vestidos de terno de linho, sapato bicolor e chapéu panamá, numa referência a Ópera do Malandro, peça musical de Chico, sambavam e simulavam uma briga com navalhas. O desfile contou com a participação de diversos famosos, amigos de Chico, como Maria Bethânia, Gilberto Gil, Nana Caymmi, Ney Matogrosso, Edu Lobo, João Bosco, João Nogueira, Emílio Santiago, Zizi Possi; Marília Pêra, entre outros. Chico Buarque desfilou na última alegoria, ao lado de baluartes da escola como Carlos Cachaça, Nelson Sargento, Dona Zica e Dona Neuma. A alegoria, em formato de bolo, fez referência ao aniversário de setenta anos da Mangueira, completados em 1998. Na última ala do desfile, componentes formaram um mosaico com uma imagem de Chico, em alusão à canção "Retrato em Branco e Preto". A escola encerrou sua apresentação sendo saudada pelo público com gritos de "campeã". A imprensa elogiou o desfile, apontando a agremiação como uma das favoritas ao título. A Mangueira recebeu três prêmios do Estandarte de Ouro: melhor escola; melhor Comissão de Frente; e melhor intérprete para Jamelão. Mangueira e Beija-Flor foram as campeãs do carnaval de 1998 atingindo a pontuação máxima. A Mangueira recebeu apenas duas notas diferentes de dez, enquanto a Beija-Flor recebeu quatro, mas todas foram descartadas, seguindo o regulamento do ano. Como as notas descartadas não poderiam ser contadas para o desempate, as duas escolas dividiram o título. A Mangueira conquistou seu 17.º título de campeã do carnaval carioca, quebrando o jejum de onze anos sem conquistas.
- 1999: "O Século do Samba"

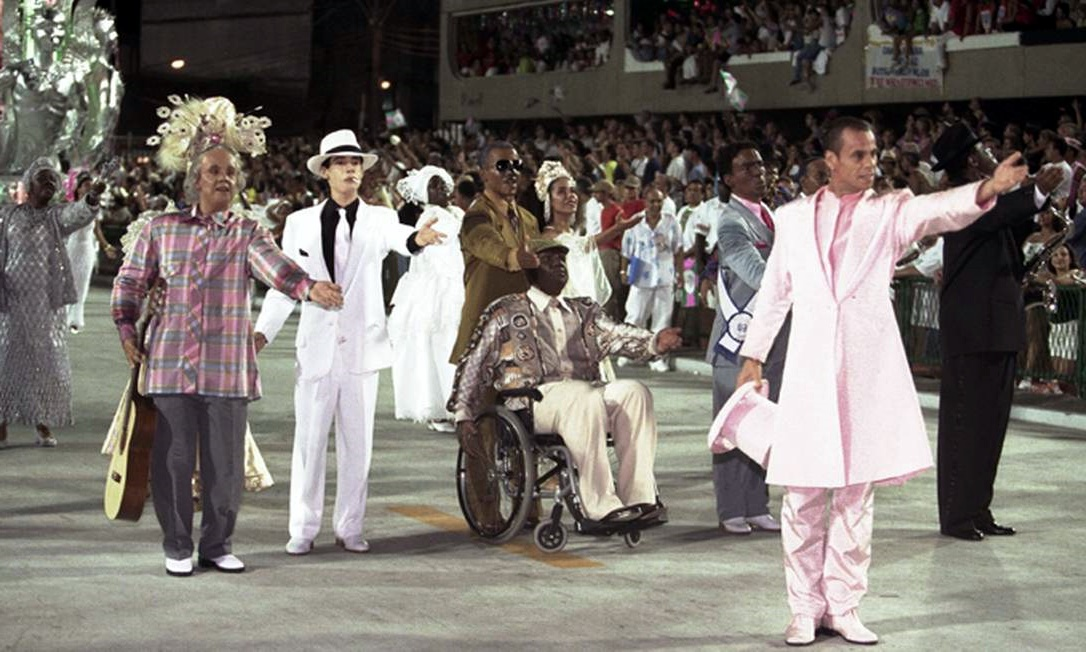
A histórica Comissão de Frente de 1999.

Elmo José dos Santos foi reeleito para mais um mandato de três anos na presidência da escola. Para tentar o bicampeonato, a Mangueira escolheu um enredo sobre o samba, celebrando o gênero como a "grande invenção brasileira" do século que estava acabando. A única mudança na equipe campeã do ano anterior foi na bateria. Mestre Russo assumiu o comando dos ritmistas, substituindo Mestre Alcir Explosão, que foi assassinado em junho de 1998, aos 35 anos de idade. A Mangueira foi a quarta escola a se apresentar na segunda noite do Grupo Especial de 1999. Segundo a imprensa, o destaque do desfile foi a Comissão de Frente coreografada por Carlinhos de Jesus, em que integrantes fielmente caracterizados, interpretavam quatorze sambistas já falecidos: Cartola; Noel Rosa; Pixinguinha; Sinhô; Ismael Silva; Candeia; Tia Ciata; Clementina de Jesus; Clara Nunes; Donga; Natal da Portela; Mestre Fuleiro; Nelson Cavaquinho; e Carmen Miranda. Os componentes utilizaram máscaras de látex, confeccionadas por Vavá Torres, com as feições dos homenageados e figurinos típicos dos artistas, recriados pelo estilista Luiz de Freitas. Cada componente utilizava um objeto característico do homenageado, alguns originais como a piteira de Donga e os óculos de Cartola. Os componentes ainda treinaram os maneirismos de cada homenageado, como andar de cadeira de rodas (no caso do intérprete de Candeia) e prender um dos braços (no caso do intérprete de Natal). A Comissão de Frente de 1999 é constantemente listada entre as melhores da história do carnaval. No carro abre-alas, desfilaram sambistas de outras escolas como os portelenses Zé Keti e Zeca Pagodinho; Dona Ivone Lara do Império Serrano e Martinho da Vila; além do mangueirense Moreira da Silva. Silas de Oliveira foi homenageado numa alegoria que também tinha uma escultura da águia, símbolo da Portela. O carnavalesco Alexandre Louzada ousou ao fazer uma saia vazada para a porta-bandeira Giovanna, mas a roupa arrebentou e precisou ser costurada várias vezes durante o desfile. A Mangueira ainda teve vários problemas de evolução, muito lenta no início e apressada no final, além de abrir "buracos" (espaços) entre as alas. Na avaliação dos jurados, a Mangueira conseguiu a pontuação máxima em quatro quesitos: Comissão de Frente, Enredo, Samba-enredo e Bateria. Perdendo pontos nos demais quesitos, a escola se classificou em sétimo lugar, ficando de fora do Desfile das Campeãs. A Comissão de Frente da escola recebeu o Estandarte de Ouro pelo segundo ano consecutivo. Em 28 de abril, data do aniversário da agremiação, foi criado o Centro de Memória da Verde e Rosa, por iniciativa da então primeira-dama, Célia Domingues, e de Dona Neuma. Em 16 de agosto de 1999 morreu Carlos Cachaça, presidente de honra e único fundador ainda vivo da Mangueira. O intérprete Jamelão assumiu o posto de presidente de honra da agremiação.

### Década de 2000
A Mangueira começou a década com desfiles competitivos e mais um título, conquistado no carnaval de 2002. Mas no final da década voltou a sofrer com uma crise financeira e política. O período também marcou a despedida do intérprete Jamelão, morto em 2008.
- 2000: "Dom Obá II - Rei dos Esfarrapados, Príncipe do Povo"

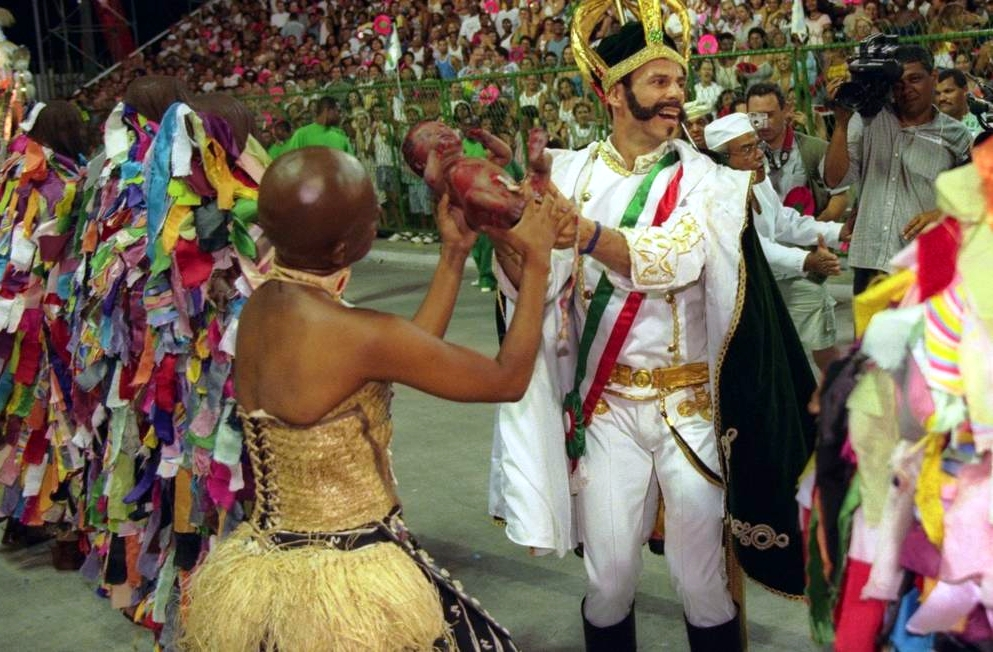
Encenação do nascimento de Dom Obá II na Comissão de Frente de 2000.

Em comemoração ao aniversário de quinhentos anos da descoberta do Brasil pelos portugueses, a LIESA decidiu que os enredos das escolas abordariam períodos específicos do país. A própria Liga forneceu 21 opções temáticas para as agremiações. Cada escola recebeu uma quantia extra de quinhentos mil reais da Prefeitura do Rio de Janeiro para confeccionar os desfiles. A Mangueira escolheu um enredo sobre a luta dos negros pela liberdade, tendo como fio condutor a figura de Cândido da Fonseca Galvão, que se autodeclarava Dom Obá II D'África. Descendente do obá do Império de Oió, Dom Obá II se voluntariou para lutar na Guerra do Paraguai, onde alcançou a patente de alferes. Foi amigo de Pedro II e reconhecido na sociedade por sua luta abolicionista e no combate ao racismo. A Mangueira foi a segunda escola a se apresentar na segunda noite do Grupo Especial de 2000. A Comissão de Frente de Carlinhos de Jesus encenou o nascimento de Dom Obá II, utilizando um boneco realista com movimentos mecânicos. Componentes ainda trocavam de roupas, passando de nobres para "esfarrapados". A ala de baianas inovou ao realizar uma coreografia seguindo a letra do samba. Quando era cantado "no Rio de lá / luxo e riqueza" apontavam para os camarotes e "no Rio de cá / lixo e pobreza" apontavam para as arquibancadas. O carro "Corte dos Esfarrapados" teve dificuldade para entrar na pista de desfile, o que gerou um "buraco" (espaço) entre as alas à frente dele. A alegoria seguinte, "Baile Imperial", quebrou antes de entrar na pista e não participou do desfile, gerando novos "buracos" e problemas na evolução dos componentes. Na última ala do desfile, componentes vestidos de ricos e pobres encenavam uma briga, simbolizando a desigualdade social e a luta de classes. Na avaliação dos jurados, a Mangueira conseguiu a pontuação máxima apenas nos quesitos Samba-enredo e Comissão de Frente. Perdendo pontos nos demais quesitos, a escola se classificou em sétimo lugar, ficando mais um ano de fora do Desfile das Campeãs. Apesar dos problemas, a Mangueira foi a campeã do Tamborim de Ouro, recebendo os prêmios de melhor escola, samba-enredo, Comissão de Frente, ala de baianas e ala de crianças. O samba também recebeu o Estandarte de Ouro. Após o carnaval, a Mangueira demitiu o carnavalesco Alexandre Louzada e prometeu mudanças na produção de alegorias e fantasias.
- 2001: "A Seiva da Vida"

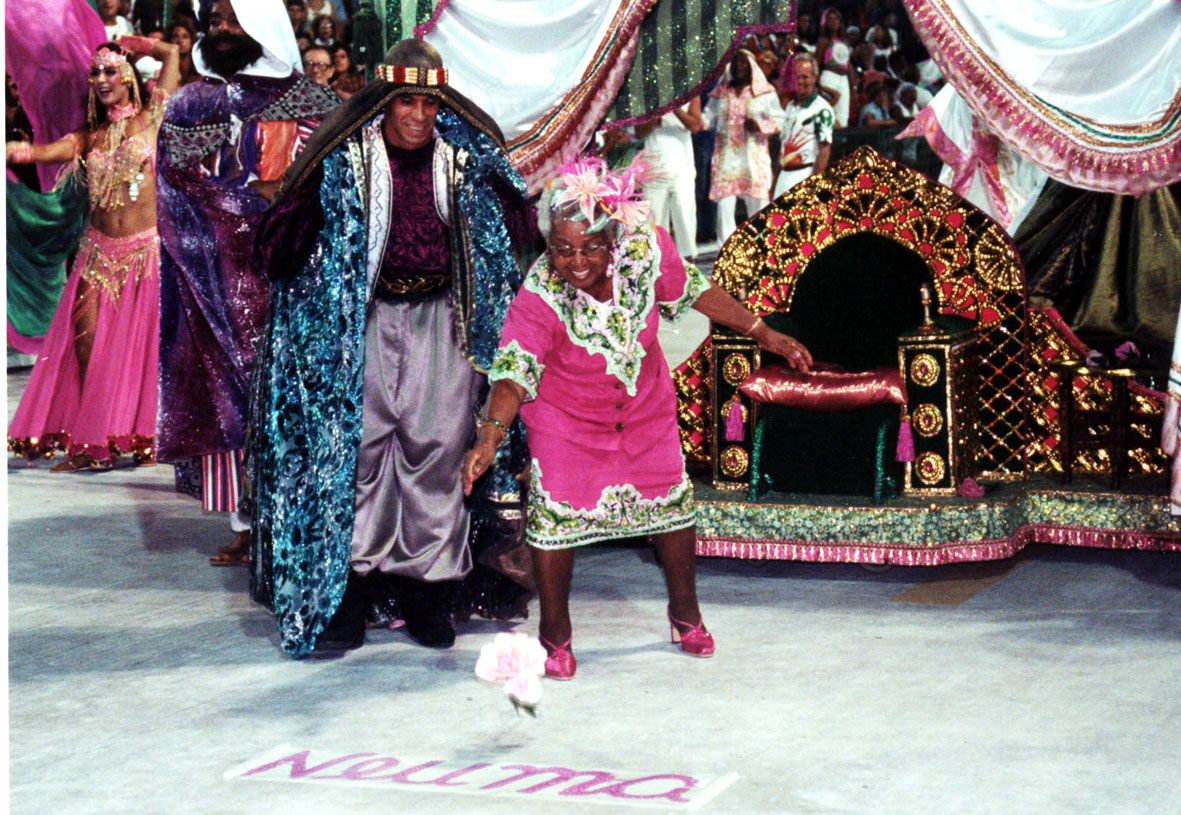
Dona Zica homenageando Dona Neuma no carnaval de 2001.

Campeão com a Mangueira em 1984, o carnavalesco Max Lopes retornou à escola após dezessete anos. Quinta escola a se apresentar na segunda noite do Grupo Especial de 2001, a Mangueira realizou um desfile sobre os povos fenícios e a teoria de sua presença no Brasil antes do descobrimento. A imprensa elogiou o desfile, destacando a qualidade das alegorias, maiores e mais sofisticadas que nos anos anteriores. A Comissão de Frente teve a participação de Dona Zica, que ficava escondida dentro de uma tenda até se revelar ao público. A baluarte foi internada com uma crise de hipertensão na semana anterior ao carnaval e só recebeu alta médica na manhã do desfile. Em determinado momento da coreografia, Zica jogava uma rosa numa faixa estendida no chão com o nome de Dona Neuma, morta no ano anterior. Neuma também foi homenageada com uma escultura na última alegoria. Com problemas em decorrência da diabetes, Jamelão foi internado no mês anterior ao carnaval e chegou a ser dúvida para o desfile, mas conseguiu se recuperar a tempo. O intérprete desfilou sentado numa cadeira em cima do carro de som por recomendação médica, devido a problemas de circulação. A bateria de Mestre Russo realizou uma bossa deixando a marcação apenas com o surdo um, enquanto os outros ritmistas paravam de tocar e levantavam seus instrumentos. A última alegoria demorou a entrar na pista devido a demora para subir os destaques no carro, o que gerou um "buraco" (espaço) entre as alas. Dois componentes que desfilavam com pernas-de-pau caíram devido ao chão molhado e foram retirados do desfile. Por precaução, outra dupla com pernas-de-pau também foi retirada da apresentação. A escola encerrou sua apresentação sendo saudada pelo público com gritos de "campeã". Com o desfile, a Mangueira se classificou em terceiro lugar, garantindo seu retorno ao Desfile das Campeãs. Na avaliação dos jurados, a escola recebeu apenas três notas abaixo da máxima: 9,5 em Fantasias; 9,5 em Alegorias; e 9,5 em Evolução. A campeã do ano foi a Imperatriz Leopoldinense com um desfile sobre a cachaça, que terminava homenageando Carlos Cachaça e a Mangueira. A ala de baianas mangueirense foi premiada com o Estandarte de Ouro.
- 2002: "Brazil com 'Z' É pra Cabra da Peste, Brasil com 'S' É Nação do Nordeste"

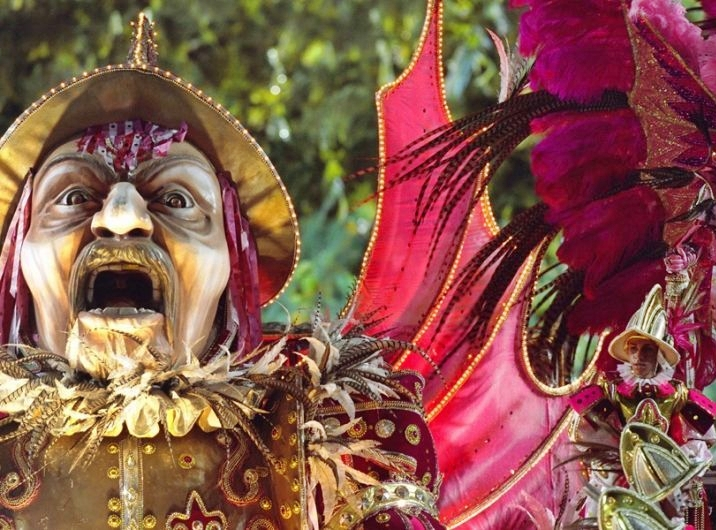
Desfile da Mangueira em 2002.

Compositor de clássicos como "Cem Anos de Liberdade, Realidade ou Ilusão?" (1988) e "E Deu a Louca no Barroco" (1990), Alvaro Luiz Caetano, conhecido como Alvinho, foi eleito presidente da Mangueira. Para o carnaval de 2002, a Mangueira escolheu como enredo a região nordeste do Brasil. A escola recebeu patrocínio de duzentos mil reais das prefeituras de Recife e de Campina Grande; além de quatrocentos mil da Embratel. A Mangueira foi a segunda agremiação a se apresentar na segunda noite do Grupo Especial. Um dos destaques do desfile foi a comissão de frente coreografada por Carlinhos de Jesus, onde bailarinas contorcionistas, caracterizadas de bonecas de pano, saíam de dentro de malas de couro. Em determinado momento, componentes soltavam um balão de gás com um cartaz escrito "Paz". O pedido de paz se estendeu ao carro abre-alas, onde componentes vestidos de cangaceiros balançavam bandeiras brancas. No final da apresentação, componentes precisaram acelerar o passo para não ultrapassar o tempo limite de desfile. A escola encerrou sua apresentação sendo saudada pelo público com gritos de "campeã". A imprensa elogiou o desfile, apontando a escola como favorita ao título. Na quarta-feira de cinzas, confirmando o favoritismo, a Mangueira conquistou seu 18.º título de campeã do carnaval carioca, com um décimo de vantagem sobre a segunda colocada, Beija-Flor. A Mangueira recebeu apenas três notas abaixo da máxima: 9,7 em Alegorias; 9,9 em Evolução; e 9,9 em Bateria. A Mangueira recebeu o Estandarte de Ouro de melhor escola e de melhor samba-enredo do ano. O samba também foi premiado com o Tamborim de Ouro.
- 2003: "Os Dez Mandamentos! O Samba da Paz Canta a Saga da Liberdade"

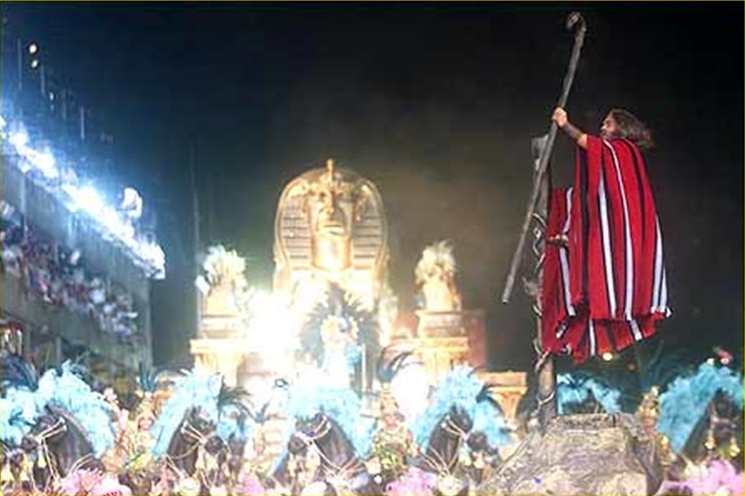
A "levitação" de Carlinhos de Jesus na Comissão de Frente de 2003.

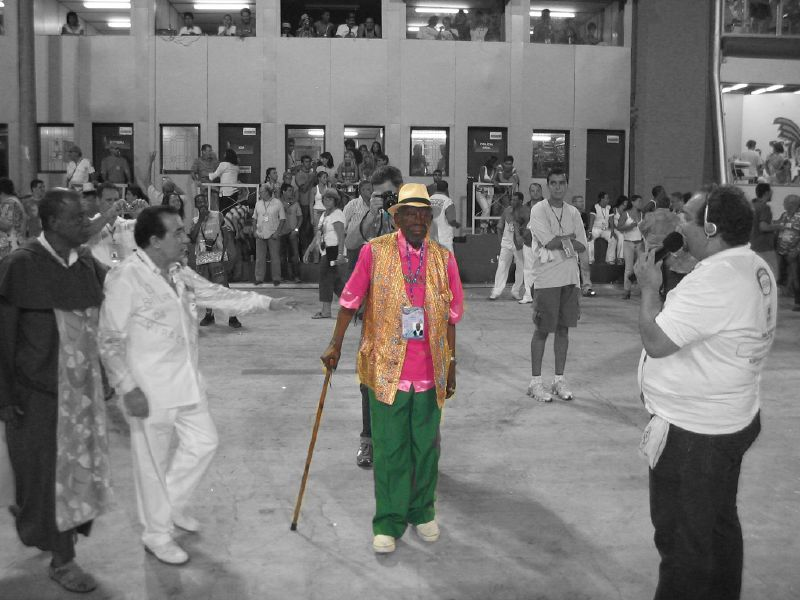
Jamelão no Desfile das Campeãs de 2006, sua despedida do carnaval.

Em busca do bicampeonato, a Mangueira manteve toda a equipe campeã do ano anterior. Pouco antes do carnaval, em janeiro de 2003, morreu Dona Zica, aos 89 anos. Segunda escola a se apresentar na segunda noite do Grupo Especial, a Mangueira realizou um desfile sobre a história do personagem bíblico Moisés e a libertação dos hebreus. O desfile começou com doze minutos de atraso por causa da forte chuva que caiu antes do início da apresentação. A imprensa elogiou o desfile, apontando a escola como uma das favoritas ao título. Um dos destaques da apresentação foi a Comissão de Frente, onde o coreógrafo Carlinhos de Jesus, caracterizado de Moisés, "levitava" através de um truque de ilusionismo. Um elevador hidráulico suspendia Carlinhos, que estava sentado num banco encoberto com sua roupa. Em outro momento, Carlinhos soltava borboletas de papel e exibia uma tábua com a palavra "Paz" escrita com efeito luminoso, imitando fogo. Carlinhos emagreceu seis quilos e treinou durante três meses com auxílio do ilusionista Issao Imamura, que o auxiliou nos truques realizados pela Comissão. Dona Zica foi homenageada na Comissão de Frente, que exibia uma faixa com a inscrição "Tia Zica, você está aqui", e na última alegoria, com uma escultura articulada, em meio aos baluartes, onde desfilaria.

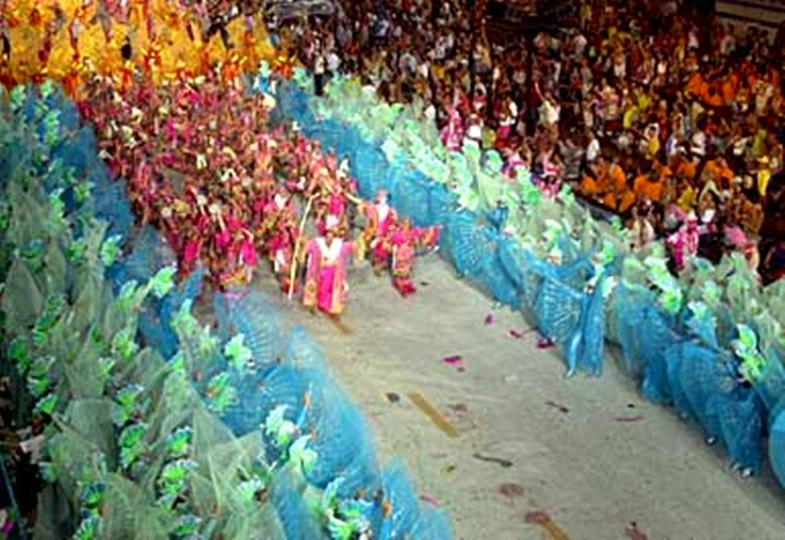
Encenação da travessia do Mar Vermelho.

A escola apresentou alegorias e fantasias luxuosas, incluindo a maior alegoria da história do carnaval até então. O carro abre-alas, dividido em três partes, media 87 metros de comprimento, com mais de cem componentes e reproduções de quatorze bigas, 32 cavalos, quatro esfinges e dois barcos. Uma ala coreografada encenou a travessia do Mar Vermelho pelos hebreus. A escola finalizou sua apresentação sendo saudada pelo público com gritos de "bicampeã". Com o desfile, a Mangueira foi vice-campeã do carnaval de 2003, com um ponto a menos que a campeã, Beija-Flor. Dos quarenta julgadores do carnaval, apenas sete não aplicaram nota máxima à Mangueira. Causou polêmica a nota 9,5 dada pelo julgador Mário Cardoso à Comissão de Frente. A escola ainda perdeu três décimos em Mestre-sala e Porta-bandeira e três décimos em Bateria. A Mangueira foi premiada com o Tamborim de Ouro de melhor escola e de melhor Comissão de Frente.
- 2004: "Mangueira Redescobre a Estrada Real… E Deste Eldorado Faz Seu Carnaval"

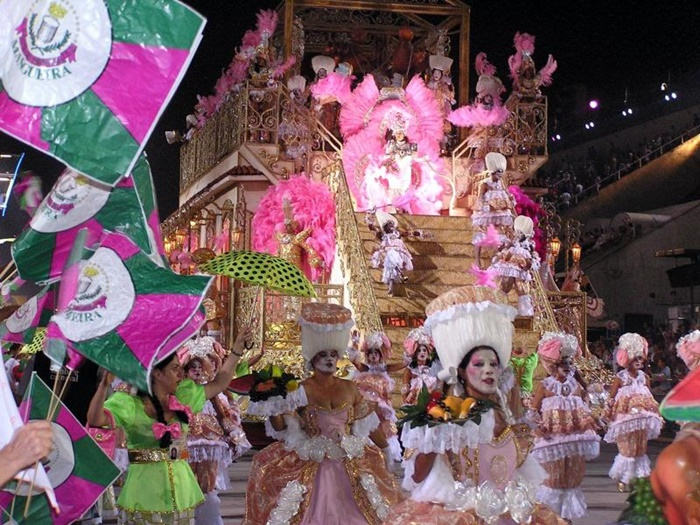
Desfile da Mangueira no carnaval de 2004.

O presidente Alvinho foi reeleito para mais um mandato. Mestre Marrom assumiu o comando da bateria. Para o carnaval de 2004, a Mangueira escolheu um enredo sobre a antiga Estrada Real, por onde escoava o ouro de Minas Gerais até os portos do Rio de Janeiro. A escola recebeu um patrocínio de 1,5 milhões de reais de empresas mineiras. A Mangueira foi a sexta, e penúltima, escola a se apresentar na primeira noite do Grupo Especial. A imprensa elogiou o desfile, destacando a beleza das alegorias e fantasias. Também foi muito elogiada a Comissão de Frente de Carlinhos de Jesus, em que componentes carregavam quatro bonecos, presos a tubos, que representavam personalidades mineiras como Aleijadinho, Tiradentes, Tancredo Neves, Carlos Drummond de Andrade, Chica da Silva e Juscelino Kubitschek. O cantor Milton Nascimento desfilou representando Chico Rei. A escola recebeu gritos de "campeã" do público em diversos setores do sambódromo. Na avaliação dos jurados, a escola conseguiu a pontuação máxima nos quesitos Enredo, Samba-enredo, Fantasias, Alegorias e Comissão de Frente. Destaque também para Harmonia, com a perda de apenas um décimo. O quesito mais despontuado foi Conjunto, com a perda de oito décimos. A Mangueira somou a mesma pontuação da vice-campeã, Unidos da Tijuca, mas ficou com o terceiro lugar no quesito de desempate, Evolução, onde a escola tijucana teve pontuação maior. A Mangueira recebeu o Estandarte de Ouro e o Tamborim de Ouro de melhor Comissão de Frente. Giovanna recebeu o Estandarte de Ouro de melhor porta-bandeira.
- 2005: "Mangueira Energiza a Avenida. O Carnaval É Pura Energia e a Energia É o Nosso Desafio"

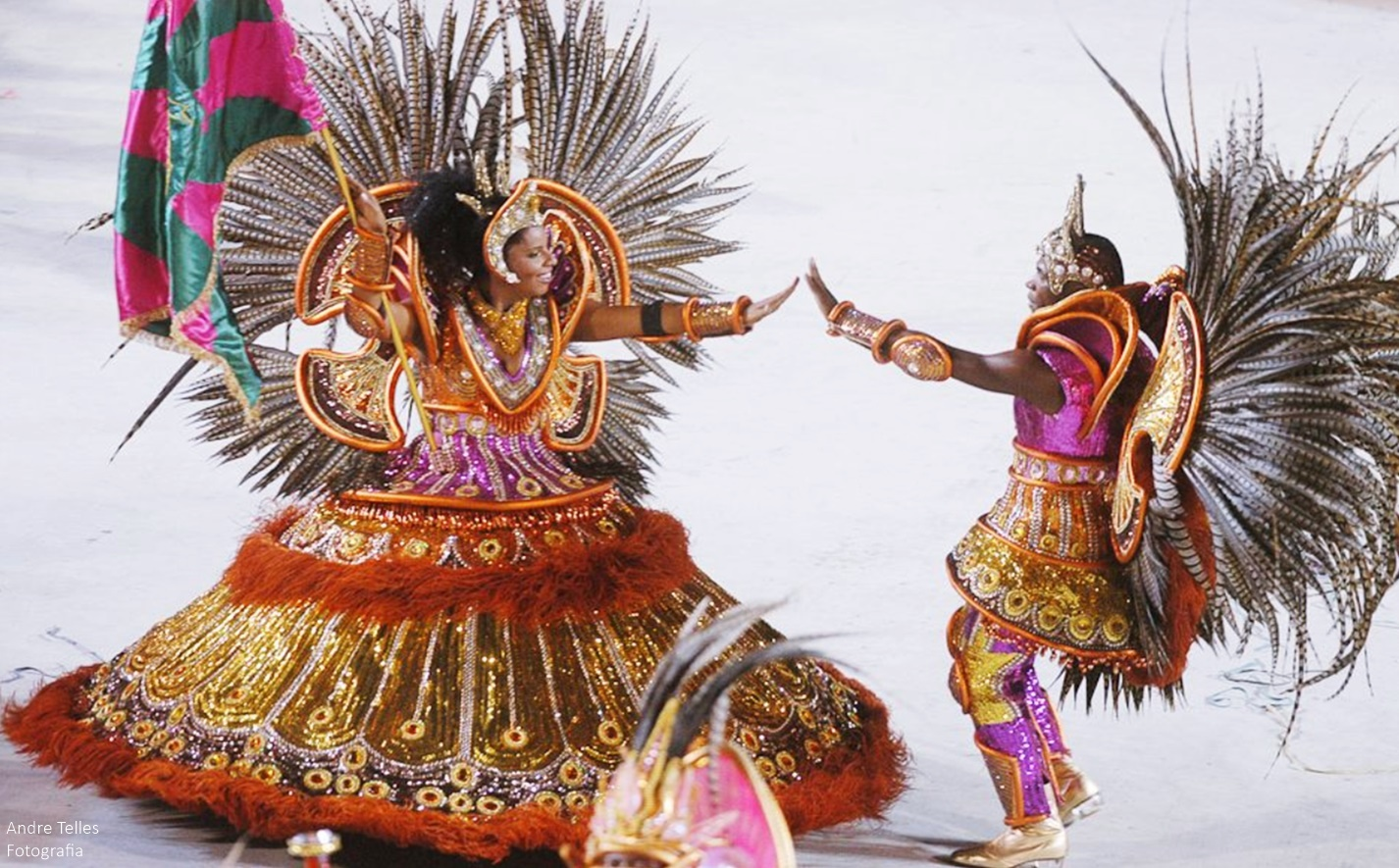
Giovanna e Marquinhos no desfile de 2005. Casal recebeu nota máxima de todos os jurados.

A Mangueira manteve toda a sua equipe para o carnaval de 2005 e escolheu um enredo sobre a energia, abordando conceitos científicos e subjetivos. O desfile teve patrocínio da Petrobras e da Eletrobras. Um trecho do samba-enredo remetia ao slogan da Petrobras ("O desafio é a nossa energia"), o que rendeu críticas a escola. A Mangueira foi a quarta agremiação a se apresentar na primeira noite do Grupo Especial. Segundo a imprensa, o desfile não empolgou o público. O carnavalesco Max Lopes trocou o verde e rosa da escola por cores escuras e prateadas, e dividiu alas ao meio, com fantasias de cores diferentes em cada lado. A Comissão de Frente teve a participação de membros da velha guarda mangueirense, como Delegado, Nelson Sargento e Hélio Turco, além da moradora mais antiga do Morro da Mangueira, vó Lucíola, com 104 anos de idade. Pela primeira vez a bateria da escola realizou "paradinhas", além de tocar num ritmo mais cadenciado do que em anos anteriores. No final da apresentação, componentes precisaram acelerar o passo para não ultrapassar o tempo limite de desfile. O único quesito que conseguiu nota máxima de todos os julgadores foi Mestre-sala e Porta-bandeira. Destaque também para Bateria, que perdeu apenas um décimo. Perdendo pontos nos demais quesitos, a Mangueira obteve o sexto lugar, conquistando a última vaga para o Desfile das Campeãs.
- 2006: "Das Águas do São Francisco, Nasce Um Rio de Esperança"

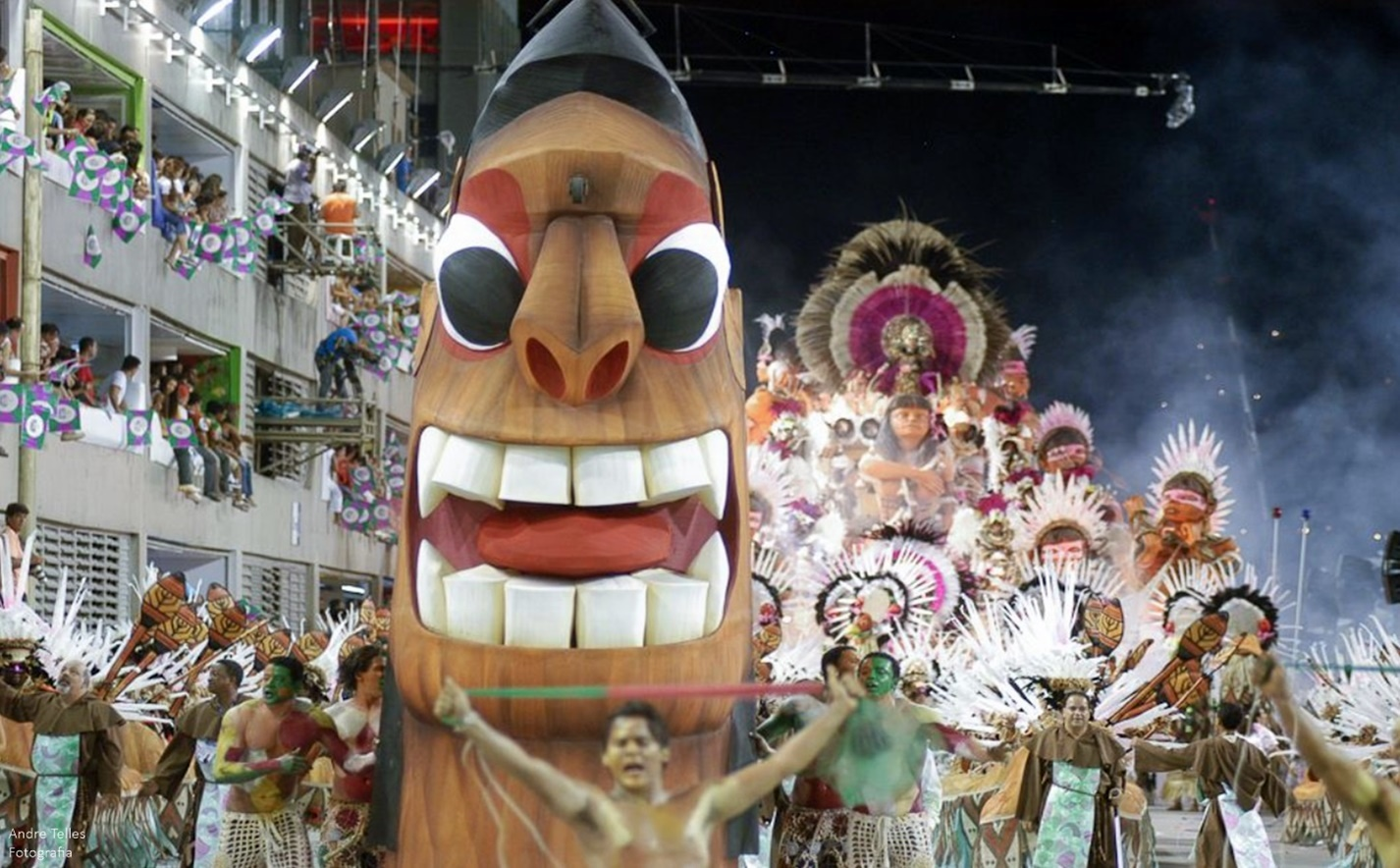
Desfile da Mangueira em 2006.

O carnaval de 2006 foi o primeiro confeccionado na Cidade do Samba, inaugurada em setembro de 2005. A Mangueira manteve toda a sua equipe e escolheu um enredo sobre o Rio São Francisco. O carnavalesco Max Lopes dividiu o enredo em duas partes: o "velho Chico", com histórias e lendas do passado; e o "novo Chico" com a chegada do progresso e uma tímida defesa da transposição do Rio, também chamado pelo governo brasileiro de Projeto de Integração do Rio São Francisco com Bacias Hidrográficas do Nordeste Setentrional. A escola conseguiu captar cerca de quinhentos mil reais junto ao Governo do Ceará com ajuda do ministro da Integração Nacional, Ciro Gomes, que, na época, era o responsável pelo projeto de transposição do São Francisco. O samba-enredo do desfile fazia menção ao projeto no trecho "Nas águas da integração, chegou Mangueira".
Segunda escola a se apresentar na segunda noite do Grupo Especial, a Mangueira iniciou seu desfile com quase uma hora de atraso devido a uma alegoria da Unidos do Porto da Pedra, que ficou presa na área de dispersão. A imprensa elogiou o desfile, apontando que a escola conseguiu contagiar o público presente no sambódromo. A agremiação finalizou sua apresentação sendo saudada pelo público com gritos de "campeã". Com o desfile, a Mangueira se classificou em quarto lugar. Na avaliação dos jurados, a escola conseguiu a pontuação máxima nos quesitos Fantasias e Samba-enredo. Destaque também para Comissão de Frente, Mestre-sala e Porta-bandeira e Enredo, no qual foram perdidos apenas um décimo em cada. O quesito mais despontuado foi Conjunto, com a perda de oito décimos. A Mangueira recebeu o Tamborim de Ouro de melhor escola do ano. Aos 93 anos de idade, Jamelão fez seu último desfile pela escola. Em outubro de 2006, o intérprete sofreu um acidente vascular cerebral isquêmico e, após mais de vinte anos, não pode gravar o samba-enredo oficial da escola para 2007. No mês seguinte, Jamelão sofreu outro AVC e, por ordem médica, precisou se afastar das atividades carnavalescas.
- 2007: "Minha Língua É Minha Pátria, Mangueira, Meu Grande Amor. Meu Samba Vai ao Lácio e Colhe a Última Flor"

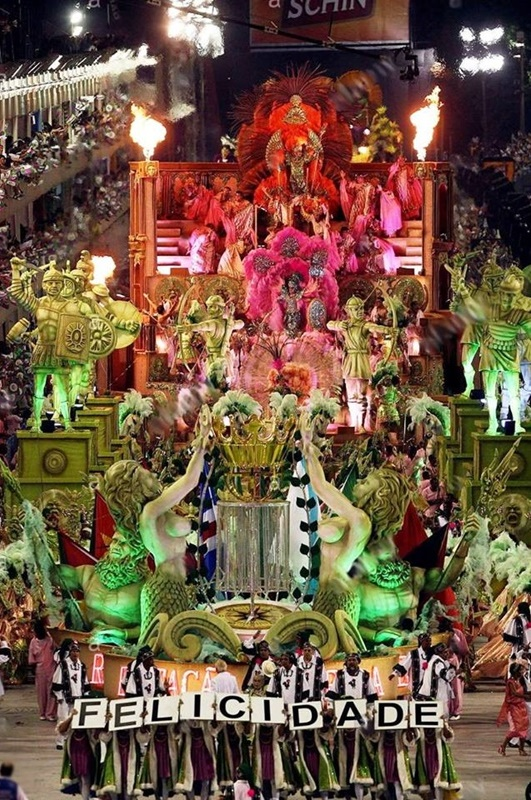
Desfile da Mangueira em 2007.

Após o carnaval de 2006, Percival Pires foi eleito presidente da Mangueira por aclamação, sendo o único concorrente ao cargo. Percival já havia sido presidente da escola entre 1980 e 1983. Para o carnaval de 2007, Mestre Russo retornou ao comando da bateria. Pela primeira vez a escola permitiu a presença de mulheres na bateria. A ideia partiu de Ivo Meirelles, que assumiu o cargo de presidente da bateria. Ivo também escolheu Preta Gil como rainha de bateria, quebrando uma tradição na agremiação, onde a rainha era escolhida através de um concurso com mulheres da comunidade. Efetivado como intérprete oficial da escola, Luizito teve um princípio de infarto durante o ensaio técnico da escola no sambódromo, em janeiro de 2007, e chegou a ser dúvida para participar do desfile. Terceira agremiação a se apresentar na primeira noite do Grupo Especial de 2007, a Mangueira realizou um desfile sobre a língua portuguesa. A escola apresentou alegorias grandes e luxuosas. O carro abre-alas, de sessenta metros de comprimento, soltava chamas. Na Comissão de Frente, integrantes carregavam placas com letras, formando palavras como "Mangueira", "Jamelão", "felicidade", entre outras. Luizito desfilou acompanhado por dois médicos, mas, contrariando o combinado de que só iria dar o grito de guerra, o intérprete cantou por quase meia hora. O desfile ficou marcado pela briga envolvendo Beth Carvalho. A cantora teria acordado com a direção da escola para desfilar numa alegoria pois não teria condições de desfilar a pé, devido a problemas na coluna. Sem ser informada em qual alegoria desfilaria, Beth se encaminhou ao carro dos baluartes, mas foi impedida de desfilar por Raymundo de Castro, baluarte e benemérito da escola. Nelson Sargento também não desfilou pela escola, alegando que sua esposa e seu filho não receberam as fantasias para desfilar. Na avaliação dos jurados, a Mangueira conseguiu a pontuação máxima nos quesitos Comissão de Frente, Enredo e Samba-enredo. Os quesitos mais despontuados foram Harmonia e Alegorias. A escola se classificou em terceiro lugar. A Mangueira recebeu o Estandarte de Ouro de melhor Comissão de Frente. Luizito recebeu o Tamborim de Ouro de melhor intérprete.
- 2008: "100 Anos do Frevo, É de Perder o Sapato. Recife Mandou Me Chamar…"

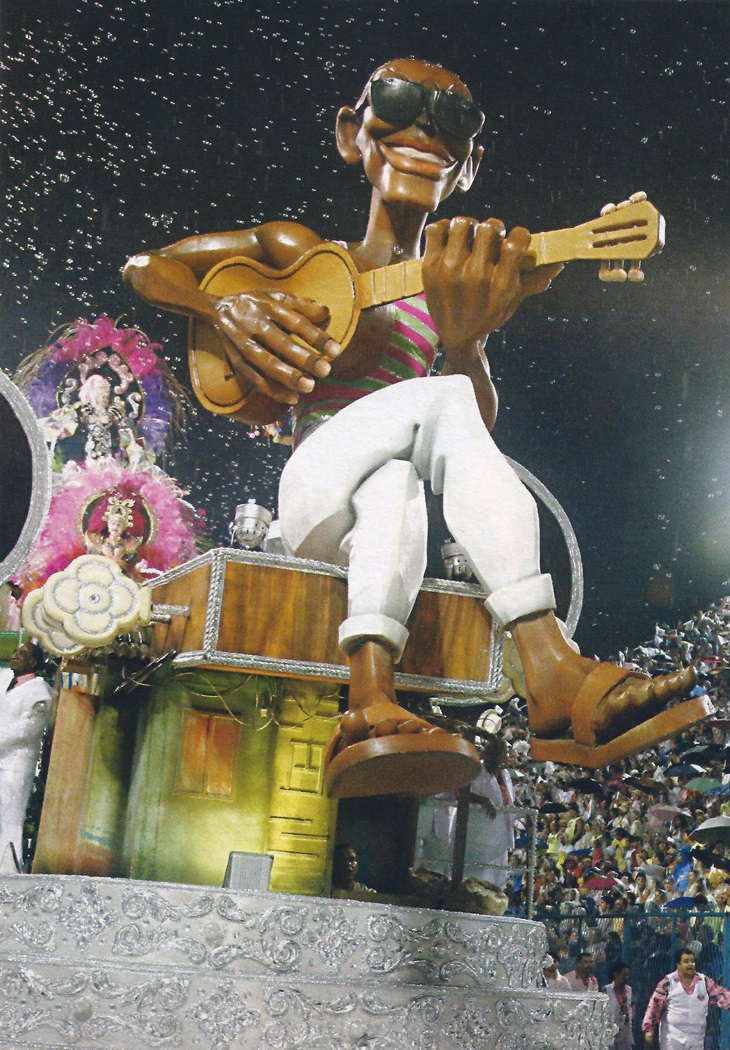
Homenagem a Cartola na última alegoria do desfile de 2008.

Para o carnaval de 2008, a escola surpreendeu ao escolher um enredo sobre o centenário do Frevo, enquanto a expectativa era de um enredo sobre o centenário de seu fundador, Cartola. O presidente da agremiação argumentou que não conseguiria fazer mais um desfile sem enredo patrocinado. Para homenagear o Frevo, a Mangueira recebeu um patrocínio de três milhões de reais da prefeitura de Recife. A escola teve um pré-carnaval conturbado, repleto de polêmicas. Entre os compositores do samba de 2008, estava Francisco do Pagode, pseudônimo de Francisco Paulo Testas Monteiro, mais conhecido como Tuchinha, chefe do tráfico de drogas do Morro da Mangueira na década de 1980. Tuchinha foi preso em 1988, mas estava em liberdade condicional desde 2006, depois de cumprir dezessete dos 43 anos de prisão a que foi condenado por dois homicídios. O fato foi amplamente divulgado pela imprensa e gerou críticas a escola. Outro compositor do samba de 2008, Lequinho defendeu a participação de Tuchinha, alegando que "ele está buscando outro caminho para sua vida" e que as críticas "são fruto de uma sociedade preconceituosa e que não consegue dar uma nova vida social para o preso". Em outubro de 2007, uma nova polêmica abalou a Mangueira. Integrantes da escola, incluindo o presidente, Percival Pires, participaram da festa de casamento do traficante Fernandinho Beira-Mar com a advogada Jacqueline Alcântara de Moraes. A participação da agremiação na festa durou cerca de quarenta minutos e contou com doze representantes da escola. O cachê do grupo teria sido de dois mil e quinhentos reais. Preso, Beira-Mar não participou da festa. O fato foi revelado pela imprensa em novembro, quando Jacqueline foi presa na Operação Fênix da Polícia Federal por ligação com o tráfico de drogas. Em sua defesa, Percival argumentou que não sabia das acusações contra Jacqueline. No início de dezembro, Percival Pires renunciou a presidência da escola. A vice-presidente, Eli Gonçalves (Chininha), assumiu a presidência. Presidente da bateria da Mangueira, Ivo Meirelles também se envolveu em diversas polêmicas. Ivo assumiu o posto de mestre da bateria e escolheu Gracyanne Barbosa como nova rainha de bateria. Cotada para assumir o posto, Viviane Araújo, ex-namorada de Belo, declarou que o cantor influenciou na escolha de Gracyanne, sua nova namorada. Ivo rebateu Viviane, dizendo que ela "faz programa". Viviane entrou na Justiça contra Ivo, que foi indiciado por calúnia e difamação. No ensaio técnico da Mangueira no sambódromo, Ivo se envolveu numa briga com um diretor de harmonia. Após o imbróglio, Ivo se desligou do cargo de mestre de bateria. Em janeiro de 2008, a Polícia Federal descobriu uma passagem secreta para o interior do Morro da Mangueira, no camarote da bateria, na quadra da escola. Segundo a investigação, o local serviria para a entrada e saída de traficantes, incluindo de Tuchinha, que estaria vendendo drogas dentro da quadra. A passagem foi aberta por Ivo Meirelles enquanto presidente da bateria. Em defesa, Ivo disse que foi procurado por alguns moradores que queriam vender as casas que ficam atrás da escola por causa do barulho. Ivo teria comprado as casas para transformar em um espaço para os ritmistas e o local ainda estaria em obras. O dinheiro da obra teria sido arrecado através de doações. Ivo também desmentiu a presença de Tuchinha no camarote.

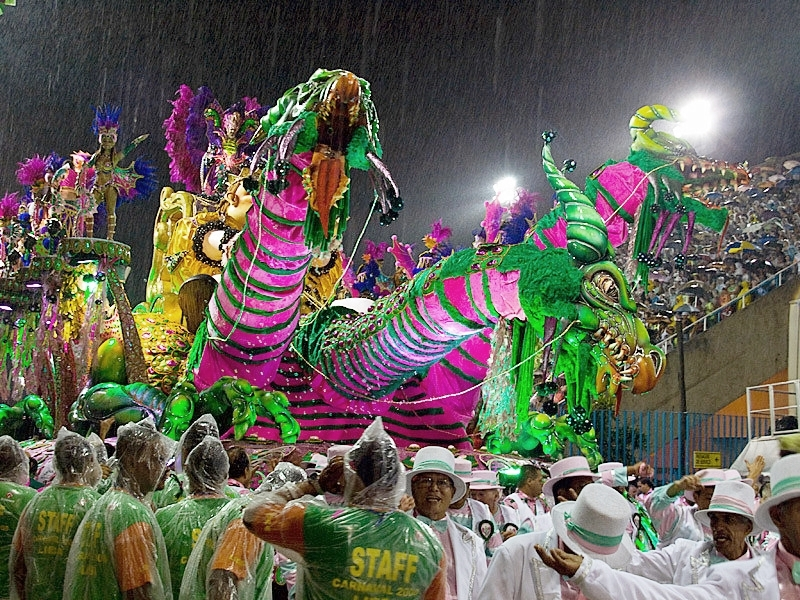
Chuva forte no desfile de 2008.

Penúltima escola a se apresentar na primeira noite do Grupo Especial de 2008, a Mangueira desfilou sob forte chuva. Segundo a imprensa, o desfile não empolgou o público e os próprios componentes também desfilaram desanimados, além da chuva prejudicar o acabamento de alegorias e fantasias. A Comissão de Frente teve a participação de alunos da Escola Municipal do Frevo de Recife. Mestre Taranta assumiu o comando da bateria, acabando com as "paradinhas". Cartola foi homenageado na última alegoria do desfile. A Mangueira obteve o seu pior resultado em quatorze anos, se classificando em décimo lugar. A escola conseguiu a pontuação máxima apenas no quesito Mestre-sala e Porta-bandeira. Destaque também para a Bateria, que perdeu apenas um décimo. Após o carnaval, Max Lopes foi dispensado da Mangueira, encerrando um ciclo de oito anos na escola. Alegando motivos particulares, Carlinhos de Jesus se desligou da agremiação após onze anos no comando da Comissão de Frente. No dia 14 de junho de 2008, morreu o intérprete Jamelão, aos 95 anos de idade, vítima de choque séptico. Ex-presidente da Mangueira, Roberto Paulino foi eleito presidente de honra, substituindo Jamelão.
- 2009: "A Mangueira Traz os Brasis do Brasil Mostrando a Formação do Povo Brasileiro"

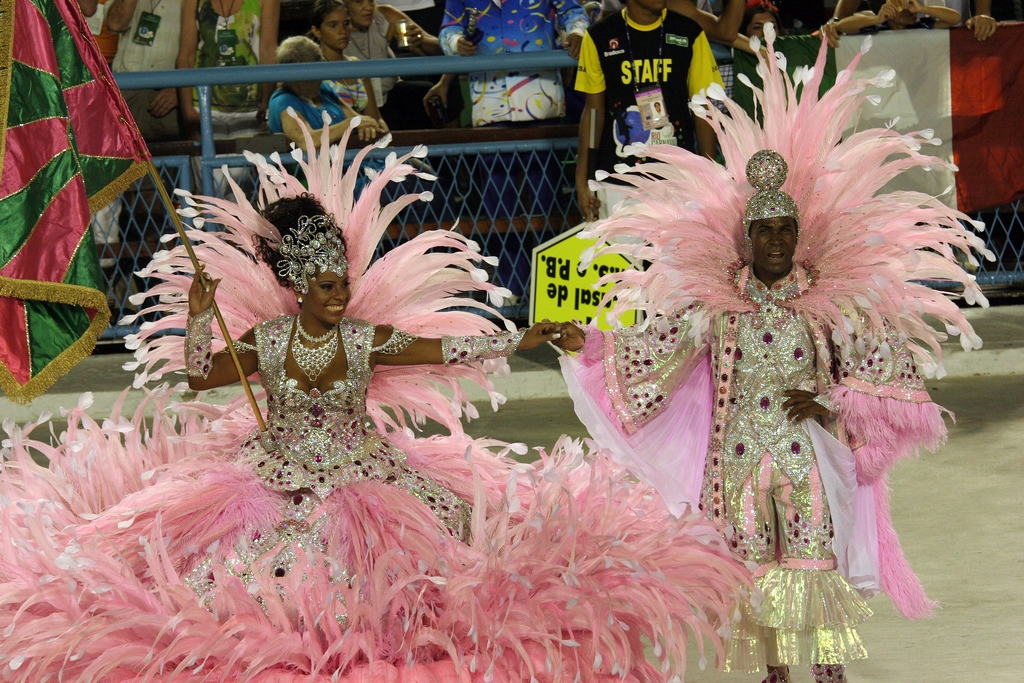
Único casal a receber nota máxima de todos os jurados em 2009, Giovanna e Marquinhos desfilaram pela última vez na Mangueira.

Em 7 de janeiro de 2009, morreu, aos 85 anos, Xangô da Mangueira, ex-intérprete, baluarte e histórico diretor de harmonia da agremiação. Para o carnaval de 2009, a Mangueira contratou o carnavalesco Roberto Szaniecki, que nos anos anteriores obteve bons resultados na Grande Rio. A coreógrafa e bailarina Janice Botelho assumiu a Comissão de Frente. Enfrentando uma grave crise financeira, a escola teve muita dificuldade na confecção do carnaval. Pouco antes do desfile, torcedores da agremiação combinaram, pelas redes sociais, um mutirão para ajudar a escola a finalizar a confecção das alegorias e fantasias. Penúltima escola a se apresentar na segunda noite do Grupo Especial de 2009, a Mangueira realizou um desfile sobre a miscigenação do povo brasileiro, inspirado no livro O Povo Brasileiro: A Formação e o Sentido do Brasil, do professor, antropólogo e político Darcy Ribeiro. A imprensa apontou problemas de acabamento em alegorias e fantasias, além de relatos de falta de organização na armação da escola. O carnavalesco Roberto Szaniecki não compareceu ao desfile. Segundo a presidente da agremiação, ele estaria cansado "após ficar vários dias sem dormir". Mestre Taranta comandou a bateria de cadeira de rodas. Meses antes, o diretor precisou amputar os dedos do pé direito devido a diabetes. Apesar dos problemas, a Mangueira se classificou em sexto lugar, garantindo seu retorno ao Desfile das Campeãs. A escola conseguiu a pontuação máxima nos quesitos Enredo, Samba-enredo e Mestre-sala e Porta-bandeira. O quesito mais despontuado foi Alegorias e Adereços, com a perda de 1,3 pontos. O samba-enredo da Mangueira foi o mais premiado do ano, recebendo quatro premiações, incluindo o Estandarte de Ouro. A escola ainda recebeu o Tamborim de Ouro de melhor enredo. Após o carnaval, Roberto Szaniecki se desligou da agremiação. Marquinhos e Giovanna também se demitiram da escola após quinze anos dedicados a Mangueira.

### Década de 2010
A Mangueira começou a década envolvida nas polêmicas do seu presidente, Ivo Meirelles. Após uma conturbada disputa judicial, a escola trocou de comando, elegendo Chiquinho da Mangueira. Com a chegada do carnavalesco Leandro Vieira, conquistou mais dois títulos: em 2016 com uma homenagem a Maria Bethânia e em 2019 com o icônico "História pra Ninar Gente Grande".
- 2010: "Mangueira É Música do Brasil"

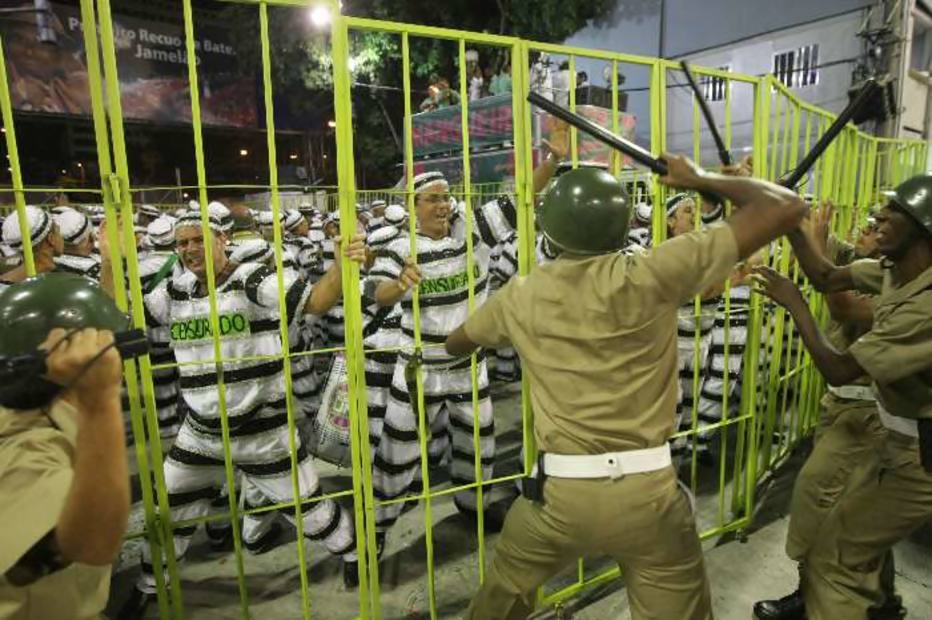
Bateria da Mangueira "presa", lembrando a ditadura, no carnaval de 2010.

Em abril de 2009 a Mangueira elegeu seu novo presidente num pleito cercado de polêmicas. O candidato vencedor, Ivo Meirelles, oficializou a sua candidatura após o prazo de encerramento das inscrições. O outro candidato seria Carlos Dória Júnior, filho do ex-presidente Carlos Dória. No entanto, alegando problemas pessoais, ele retirou a candidatura. Como candidato único, Ivo foi aclamado presidente da escola, com mandato até 2012. Anos depois, em depoimento a Polícia, Carlos Dória Júnior alegou que dois homens armados mandaram ele retirar a candidatura e informaram que Ivo seria o novo presidente da agremiação. A primeira ação de Ivo como presidente foi pedir desculpas a Beth Carvalho pelo imbróglio no desfile de 2007, que causou o afastamento da cantora da escola. Ivo também mudou toda a equipe da agremiação. Márcia Lage foi contratada como carnavalesca. O intérprete Luizito ganhou a companhia de Zé Paulo Sierra e Rixxah, formando um trio apelidado de "os três tenores". Mestre Jaguara Filho assumiu a Bateria e Jaime Arôxa assumiu a Comissão de Frente. Renata Santos foi coroada rainha de bateria. Raphael Rodrigues e Marcella Alves assumiram o primeiro posto de mestre-sala e porta-bandeira. Neta de Zica e Cartola, Nilcemar Nogueira assumiu a direção de carnaval. José Carlos Netto assumiu a direção de harmonia. Em setembro de 2009, a Mangueira demitiu a carnavalesca Márcia Lage. Para o lugar dela, foram contratados Jorge Caribé e Jaime Cezário. Última escola a se apresentar no carnaval de 2010, a Mangueira realizou um desfile sobre a música brasileira. Participaram da apresentação músicos como Alcione, Sandra Sá, Milton Nascimento, Emílio Santiago, Marcos Valle e João Donato. O mestre-sala Raphael desfilou caracterizado de Cartola. Rogéria desfilou presa numa gaiola na alegoria em referência a censura na época da ditadura. A bateria da escola também fez referência a músicos presos na ditadura. Com roupas listradas, simbolizando presidiários, ritmistas da bateria eram cercados por grades e reprimidos por diretores interpretando militares, numa coreografia liderada por Carlinhos de Jesus. O carro abre-alas teve um princípio de incêndio rapidamente controlado pelos bombeiros. Na quinta alegoria, uma parte lateral foi danificada e precisou ser serrada. No final da apresentação, componentes precisaram acelerar o passo para não ultrapassar o tempo máximo permitido pelo regulamento. A Mangueira se classificou em sexto lugar, garantindo a última vaga para o Desfile das Campeãs. A escola conseguiu a pontuação máxima nos quesitos Bateria, Samba-enredo e Harmonia. O quesito mais despontuado foi Alegorias e Adereços, com a perda de sete décimos. A Mangueira recebeu o Tamborim de Ouro de melhor escola. O samba-enredo recebeu três premiações. Raphael e Marcella receberam os prêmios Tamborim de Ouro e Troféu Tupi.
- 2011: "O Filho Fiel, Sempre Mangueira"

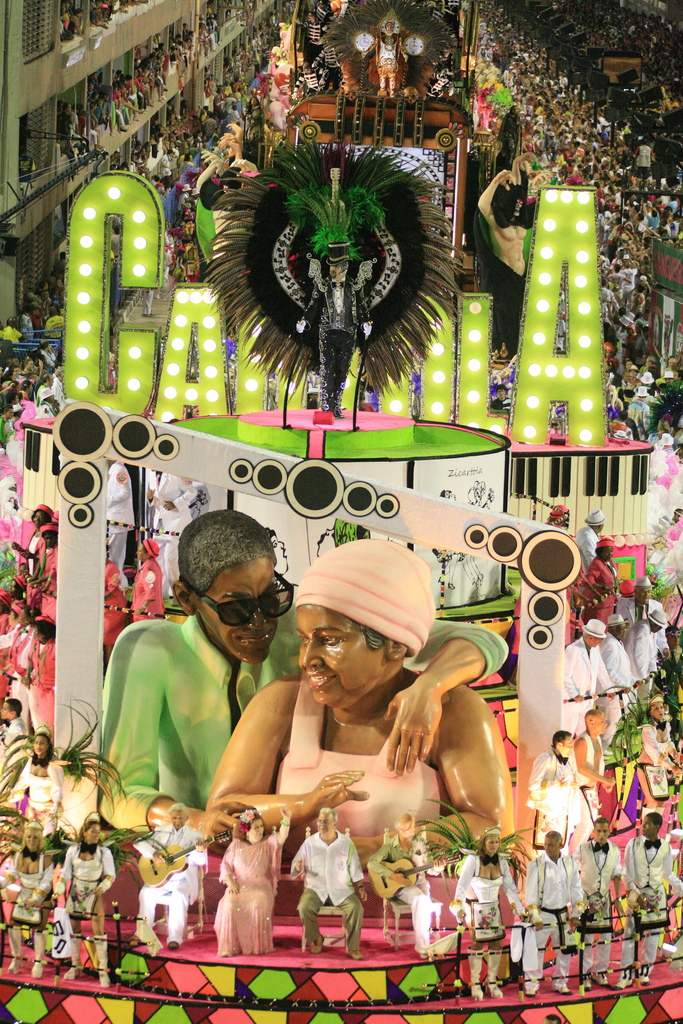
Desfile da Mangueira em 2011.

Para o carnaval de 2011, a Mangueira contratou os carnavalescos Mauro Quintaes e Wagner Gonçalves, que desenvolveram um enredo em homenagem ao cantor e compositor mangueirense Nelson Cavaquinho, morto em 1986. Se vivo, Cavaquinho completaria cem anos em 2011. A escola fez uma alteração no seu trio de intérpretes: Saiu Rixxah e entrou Ciganerey, que se juntou a Luizito e Zé Paulo Sierra. Jeferson Carlos assumiu a direção de carnaval e Dimichel Velasco e José Carlos assumiram a direção de harmonia. Assim como no ano anterior, o presidente da agremiação, Ivo Meirelles, escolheu o samba do desfile sozinho, sem comissão julgadora como as demais escolas. Segundo Ivo, a bateria da escola foi consultada e concordou com a escolha. Dos seis compositores do samba, quatro são paulistas. Entre os dois cariocas do grupo, Cesinha Maluco, porteiro da quadra da escola, tentava emplacar um samba-enredo na Mangueira desde 1972. O outro carioca, Aílton Nunes, era ritmista da escola e em janeiro de 2011, faltando menos de dois meses para o carnaval, foi promovido a diretor de bateria da agremiação. Última escola a se apresentar na primeira noite do Grupo Especial de 2011, a Mangueira iniciou seu desfile com chuva após um atraso de trinta minutos, o que lhe rendeu uma multa de 45 mil reais. Antes do início, o ator Milton Gonçalves leu um poema em homenagem a Nelson Cavaquinho e o trio de intérpretes da agremiação cantou alguns sucessos de Nelson, o que fez a escola atrasar mais a sua entrada. A imprensa classificou o desfile como "emocionante", destacando a bateria e a "garra dos componentes". A bateria da escola ousou fazendo uma "paradona" de vinte segundos, quando todos os ritmistas paravam de tocar e batiam palmas enquanto o trio de cantores conduziam o samba. Chuva e dificuldades financeiras resultaram em alegorias e fantasias simples e com problemas de acabamento. O desfile marcou o retorno de Beth Carvalho a escola, após quatro anos sem desfilar. No final da apresentação, sem chuva e com o dia claro, componentes precisaram acelerar o passo para não ultrapassar o tempo máximo permitido pelo regulamento. A Mangueira se classificou em terceiro lugar. A escola conseguiu a pontuação máxima nos quesitos Harmonia, Mestre-sala e Porta-bandeira, Enredo e Samba-enredo. O quesito mais despontuado foi Alegorias e Adereços, com a perda de mais de um ponto. A Mangueira recebeu o Troféu Tupi de melhor escola do ano e o Estandarte de Ouro de melhor bateria e de melhor comissão de frente. A bateria da agremiação recebeu sete prêmios, sendo a mais premiada do ano. Após o carnaval, os carnavalescos Mauro Quintaes e Wagner Gonçalves foram dispensados da escola. Em junho de 2011, morreu o presidente de honra da agremiação, Roberto Paulino. O ex mestre-sala Delegado assumiu o posto de presidente de honra da escola.
- 2012: "Vou Festejar! Sou Cacique, Sou Mangueira!"

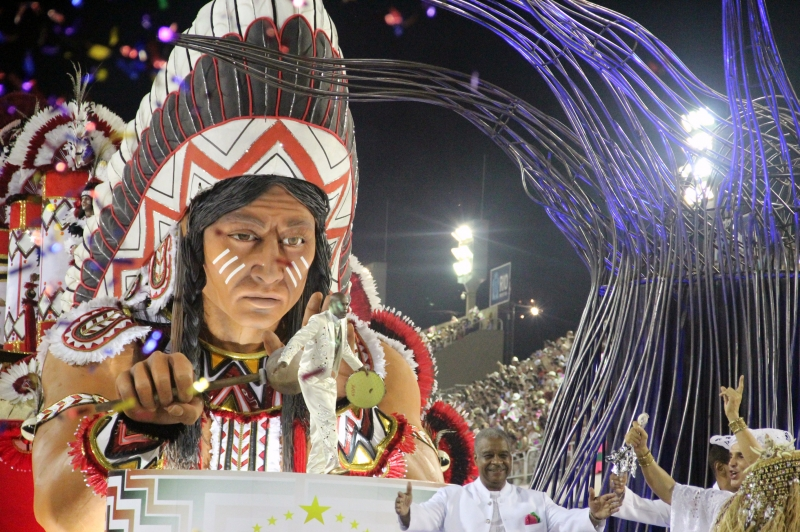
Desfile da Mangueira no carnaval de 2012.

Para o carnaval de 2012, a Mangueira contratou o carnavalesco Cid Carvalho, que desenvolveu, junto com Beth Carvalho, Sérgio Cabral e Bira Presidente, um enredo sobre o bloco Cacique de Ramos, que completou cinquenta anos em 2011. A Mangueira foi a quarta escola a se apresentar na segunda noite do Grupo Especial de 2012. A agremiação inovou ao parar a bateria por mais de dois minutos, transformando a chamada "paradinha" numa "paradona". Ensaiada durante seis meses, a extensa pausa foi sugerida pelo presidente da agremiação, Ivo Meirelles. No momento em que paravam de tocar, os ritmistas  abriam espaço para a passagem de um tripé com os intérpretes oficiais da escola e os cantores Alcione, Dudu Nobre, Sombrinha e Xande de Pilares, que se revezavam na condução do samba. A ideia não foi bem executada. Nem todos os setores do sambódromo tinham o áudio dos cantores, o que gerou o "atravessamento" do samba. Alguns componentes e expectadores chegaram a pensar que houve falha no som da Sapucaí. A cantora Beth Carvalho desfilou na comissão de frente. A Mangueira se classificou em sétimo lugar, ficando de fora do Desfile das Campeãs. A escola conseguiu a pontuação máxima apenas nos quesitos Bateria e Harmonia. Seu pior desempenho seu deu em Alegorias e Adereços, onde perdeu oito décimos. A bateria da escola recebeu o prêmio SRzd. O casal de mestre-sala e porta-bandeira, Raphael e Marcella, recebeu o Tamborim de Ouro.

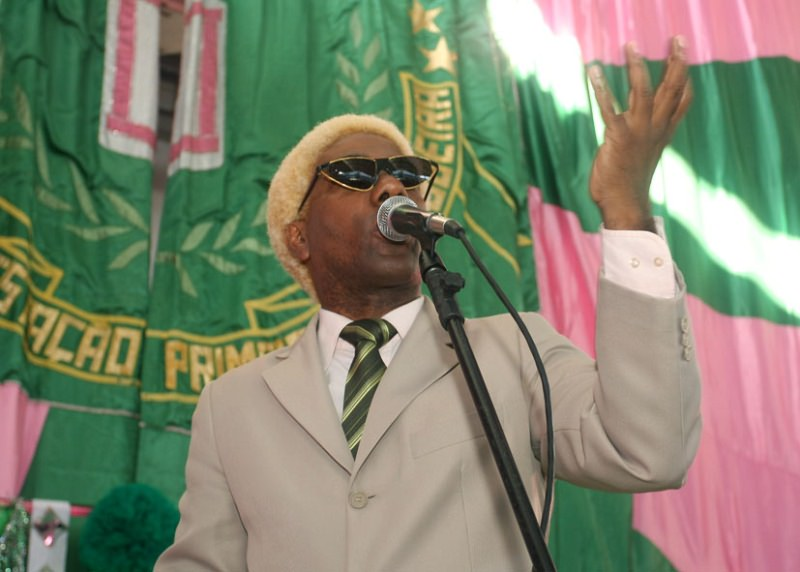
Ivo Meirelles colecionou polêmicas enquanto esteve a frente da Mangueira.

A Mangueira faria uma eleição presidencial no dia 28 de abril de 2012. Segundo o presidente em exercício, Ivo Meirelles, e o presidente da comissão eleitoral da escola, Paulo Frederico Guimarães Corrêa, no dia 28 de março do mesmo ano, quando ocorriam as inscrições das chapas concorrentes para a eleição, cinco homens armados com pistolas invadiram a quadra da escola e anunciaram que Ivo Meirelles não era mais o presidente da agremiação. Os traficantes teriam roubado um livro com todas as atas das eleições e anunciado que o novo presidente seria o advogado Marcos Oliveira, integrante da chapa "Levanta Mangueira". No momento, já estavam inscritos para a eleição Ivo Meirelles e o ex-presidente Percival Pires. Um dos traficantes envolvidos foi identificado como Acir Ronaldo Monteiro da Silva, o "2K". A Polícia iniciou uma investigação, mas outras testemunhas desmentiram a história contada por Ivo e Paulo. Na semana da eleição, a comissão eleitoral da escola impugnou as chapas "Raízes da Mangueira", de Percival Pires, e "Levanta Mangueira", de Marcos Oliveira, alegando descumprimento do estatuto da agremiação. A única chapa que restou no pleito, foi de Ivo Meirelles, que foi aclamado para mais um mandato de três anos a frente da escola. O Tribunal de Justiça chegou a determinar a realização da eleição, mas a direção da escola não realizou o pleito. O caso foi parar na Justiça, que, posteriormente, anulou o resultado e nomeou um interventor para organizar uma nova eleição. Ivo Meirelles seguiu na presidência, enquanto a escola organizava novas eleições para depois do carnaval. Em outubro de 2012, Ivo foi indiciado por associação ao tráfico. Segundo o inquérito da Polícia Civil, Ivo teria se aliado a traficantes para ser nomeado presidente da agremiação. Em troca, ele arrecadaria, por mês, 150 mil reais para sustentar os criminosos. Em novembro de 2012, morreu o ex mestre-sala e presidente de honra da Mangueira, Delegado. O compositor Nelson Sargento foi eleito para assumir o posto de presidente de honra da agremiação.
- 2013: "Cuiabá: Um Paraíso no Centro da América"

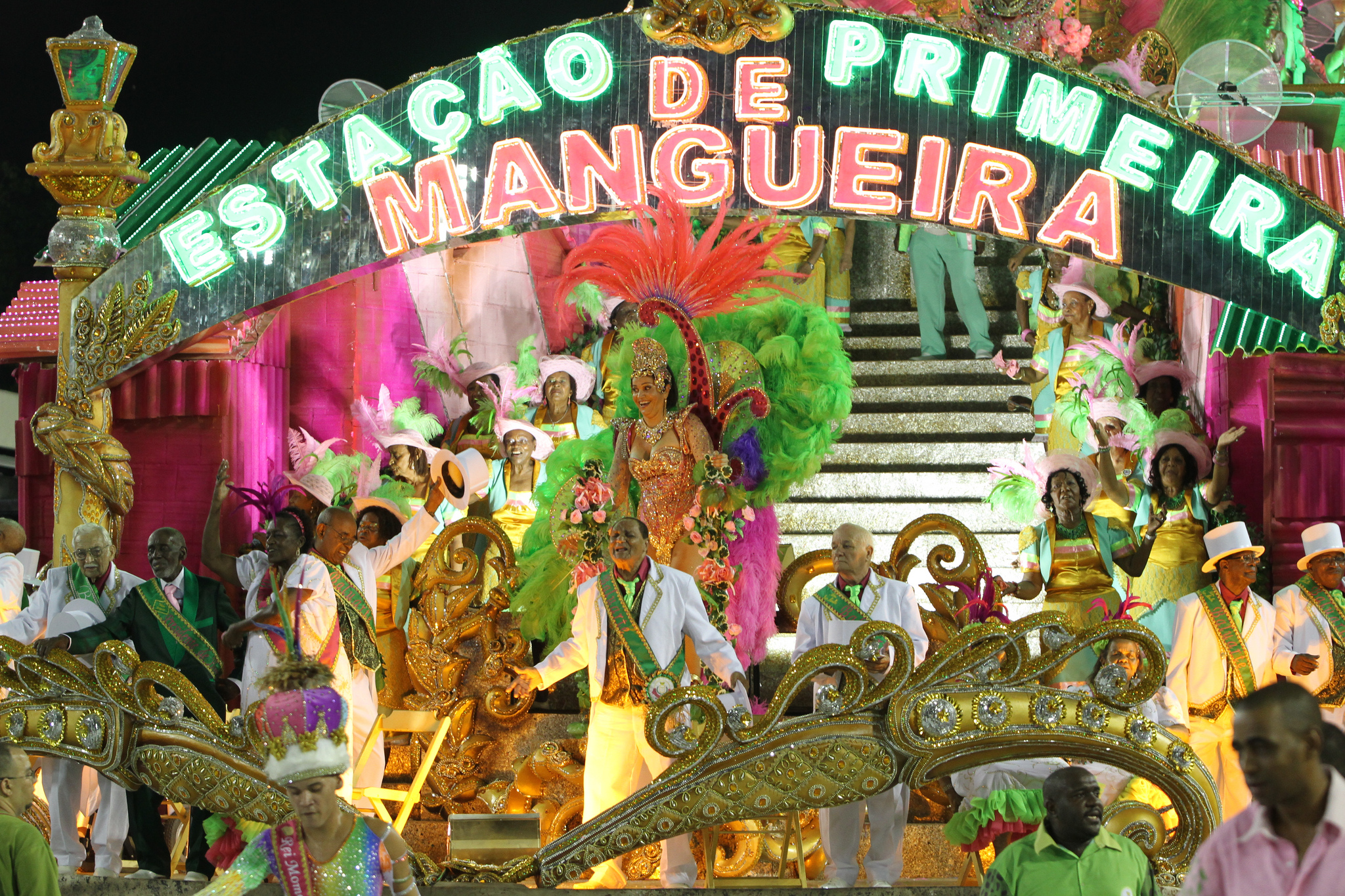
Detalhe do carro abre-alas da Mangueira no carnaval de 2013.

Segunda escola a se apresentar na segunda noite do carnaval de 2013, a Mangueira realizou um desfile sobre a cidade de Cuiabá no Mato Grosso. A escola recebeu um patrocínio de cerca de 3,6 milhões de reais, divididos entre a iniciativa privada e a prefeitura da cidade. Gracyanne Barbosa retornou ao posto de rainha da bateria. Após a "paradona" da bateria em 2012, Ivo Meirelles realizou mais uma nova inovação, levando duas baterias para a avenida em 2013. A escola também levou também dois carros de som, o primeiro sendo comandado por Luizito, Zé Paulo e Ciganerey e o segundo por Agnaldo Amaral. Cerca de quinhentos ritmistas, separados em dois grupos, se alternaram no comando do samba, com uma breve "paradinha" servindo para marcar a passagem de uma bateria para outra. Foram várias trocas a partir da metade do desfile. Por diversas vezes a bateria fez ainda paradas maiores para que integrantes da escola e o público pudessem cantar o samba-enredo. A movimentação das duas baterias pela avenida fez com que a evolução da Mangueira fosse prejudicada. A escola também teve problemas com as alegorias. O carro abre-alas, com um princípio de incêndio, e a terceira alegoria, com forte cheiro de queimado, tiveram dificuldade para sair da pista. A última alegoria prendeu na torre de transmissão do sambódromo, que ficava no final da pista. Uma estrutura com uma libélula, que deveria girar para se desvencilhar da torre, não funcionou e a escola perdeu tempo parada até conseguir resolver o problema. A agremiação ultrapassou o tempo limite de desfile em seis minutos, o que gerou uma penalização de seis décimos. No julgamento oficial, a agremiação obteve a pontuação máxima nos quesitos Bateria, Enredo e Mestre-sala e Porta-bandeira. Perdendo décimos nos demais quesitos, a escola se classificou em oitavo lugar. Apesar dos problemas, a Mangueira recebeu o Estandarte de Ouro de melhor escola do ano. Segundo o júri da premiação, "não houve problemas de cronometragem ou falhas que pudessem atrapalhar a comunicação entre o público e a Mangueira, que sacudiu a Sapucaí na noite de segunda-feira com um carnaval empolgante". Os jurados do Estandarte ainda destacaram "a beleza da verde e rosa, que vestiu suas alas de ponta a ponta com as cores da agremiação". Também chamaram a atenção para "o bom desempenho da comissão de frente e para a qualidade do samba apresentado". Raphael e Marcella receberam três prêmios de melhor casal de mestre-sala e porta-bandeira, sendo o casal mais premiado do ano. Marcella ainda recebeu o Estandarte de Ouro de melhor porta-bandeira. Após o carnaval, em 17 de fevereiro de 2013, o traficante "2K", acusado de invadir a quadra da escola um ano antes, foi assassinado a tiros. Horas depois, dois homens ligados a Ivo Meirelles também foram mortos: Jefferson Oliveira, ritmista da bateria da Mangueira; e Alan da Silva, segurança da quadra da escola. A morte dos dois teria sido uma represália à morte de "2K". A Polícia iniciou a investigação sobre uma possível ligação entre as três mortes e a eleição na agremiação. Segundo relatos anônimos colhidos pela imprensa, a facção que comandava o Morro de Mangueira não queria mais Ivo envolvido com a escola de samba.
- 2014: "A Festança Brasileira Cai no Samba da Mangueira"

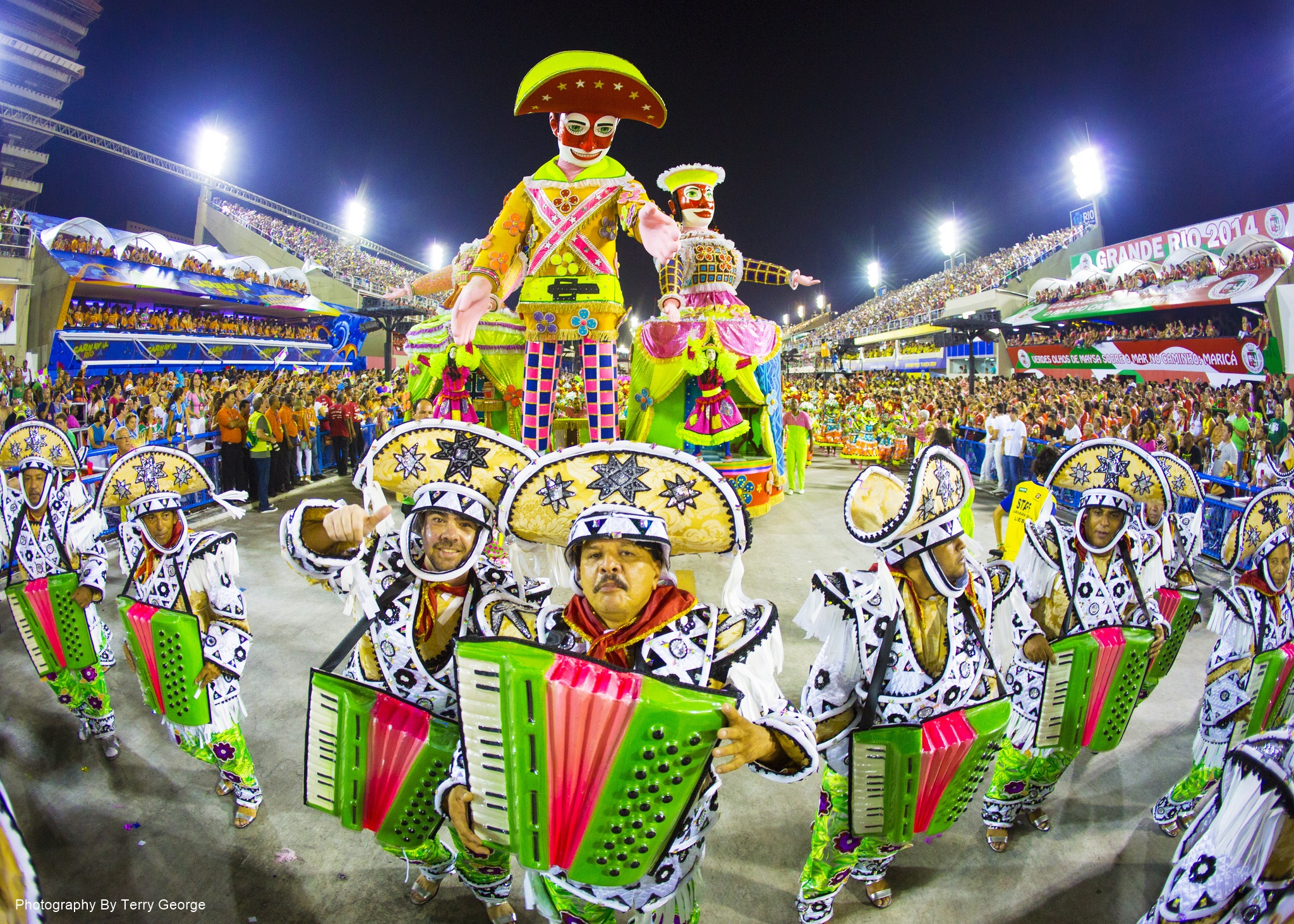
Desfile da Mangueira no carnaval de 2014.

Em 28 de abril de 2013, dia do seu aniversário de 85 anos, a Mangueira passou pelo processo eleitoral que vinha sendo adiado desde 2012. Envolvido em seis inquéritos policiais, Ivo Meirelles não concorreu a reeleição. Numa disputa contra Percival Pires e Raymundo de Castro, o deputado estadual Chiquinho da Mangueira foi eleito presidente da escola, com mandato até 2016. Para o carnaval de 2014, a Mangueira promoveu mudanças em sua equipe. Campeã do carnaval de 2013 com a Unidos de Vila Isabel, Rosa Magalhães foi contratada para ser a nova carnavalesca da verde e rosa. Carlinhos de Jesus assumiu a comissão de frente. Com a transferência de Marcella Alves para o Salgueiro, Squel Jorgea, que estava na Mocidade, foi contratada como nova porta-bandeira, fazendo par com Raphael Rodrigues. Squel é neta de Xangô da Mangueira, histórico diretor de harmonia da agremiação. Após quatro anos, a escola voltou a ter apenas um intérprete oficial. Somente Luizito foi mantido no cargo. Rainha do carnaval 2013 e filha da ex-rainha de bateria Valéria Bastos, Evelyn Bastos assumiu o posto de rainha da bateria. Após sete anos, o posto voltou a ser ocupado por uma mangueirense nascida, criada e moradora da comunidade. Quarta escola a se apresentar na primeira noite do Grupo Especial de 2014, a Mangueira realizou um desfile sobre festas brasileiras. Assim como no ano anterior, uma alegoria da escola ficou presa na torre de transmissão da pista. A alegoria tinha uma enorme escultura de um pajé, que teve sua cabeça destruída para pode passar pela torre. A escola perdeu tempo parada até resolver a situação, o que prejudicou o quesito evolução. Após a alegoria se desprender, componentes precisaram acelerar o passo para concluir o desfile, conseguindo finalizar a apresentação no tempo máximo permitido. Com o desfile, a Mangueira repetiu o resultado do ano anterior, se classificando em oitavo lugar. Dos quarenta julgadores do carnaval, apenas cinco deram nota máxima para a escola: um em bateria, dois em fantasias e dois em samba-enredo. A escola recebeu o Estandarte de Ouro de melhor comissão de frente, ala de passistas e ala de baianas. O Tamborim de Ouro também premiou a comissão de frente de Carlinhos de Jesus. Após o carnaval, Mangueira e Rosa Magalhães decidiram encerrar o contrato "em comum acordo".  Após quinze anos, a diretoria da agremiação, retornou com a tradicional edição do Arraiá da Estação Primeira.
- 2015: "Agora Chegou a Vez Vou Cantar: Mulher de Mangueira, Mulher Brasileira em Primeiro Lugar!"

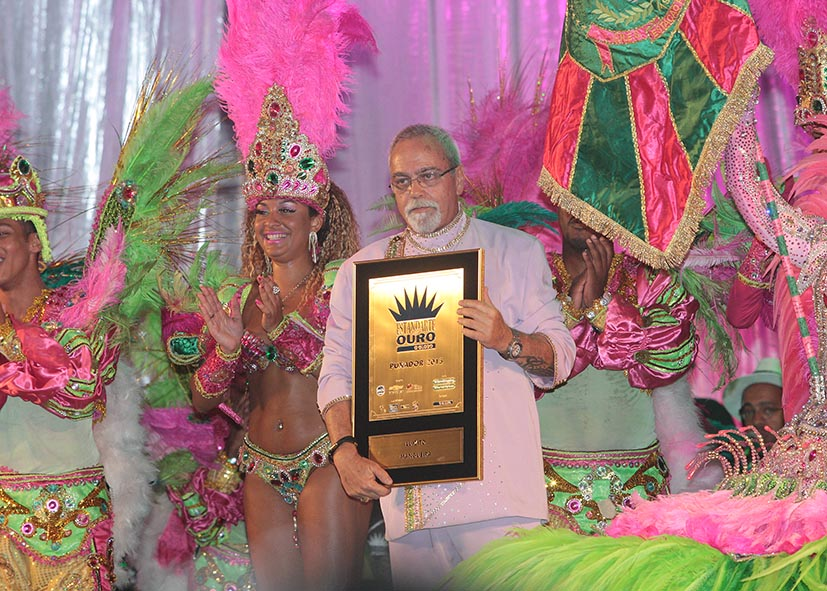
Luzito recebendo o Estandarte de Ouro 2015. Foi o último carnaval do intérprete, que morreu em setembro do mesmo ano.

A Mangueira promoveu mudanças em sua equipe para o carnaval de 2015. Vitor Art e Rodrigo Explosão assumiram o comando da bateria. Júnior Schall assumiu a direção de carnaval e Edson Góes, a direção de harmonia. A escola acertou o retorno do carnavalesco Cid Carvalho, que desenvolveu um enredo sobre as mulheres brasileiras e as baluartes da escola. A Mangueira foi a segunda agremiação a se apresentar na primeira noite do Grupo Especial. Desfilando sob forte chuva, a escola teve problemas em três alegorias. Uma delas bateu num poste, enquanto outras duas passaram com dificuldade pela pista de desfie. No quarto carro alegórico, um telão que projetava rostos de mulheres mangueirenses apagou várias vezes durante o percurso. Componentes precisaram acelerar o passo para concluir o desfile, finalizando a apresentação a apenas um minuto do tempo máximo permitido. A escola ainda enfrentou problemas com o som da avenida, que falhou três vezes seguidas no início da apresentação. Participaram do desfile mangueirenses ilustres como Alcione, Rosemary, Leci Brandão e o cantor Benito di Paula, autor da canção "Mulher Brasileira", que inspirou o enredo. Na avaliação dos jurados, a Mangueira atingiu a pontuação máximas apenas nos quesitos samba-enredo e mestre-sala e porta-bandeira. Perdendo muitos décimos nos outros quesitos, a escola se classificou em décimo lugar, sua pior colocação desde 2008, quando também desfilou sob forte chuva. Raphael Rodrigues e Squel Jorgea receberam os prêmios SRzd e Tupi de melhor casal de mestre-sala e porta-bandeira. Squel ainda recebeu o Estandarte de Ouro. O intérprete Luizito, a ala de passistas e Nelson Sargento também receberam o Estandarte de Ouro. Após o carnaval, a Mangueira demitiu o carnavalesco Cid Carvalho e o coreógrafo Carlinhos de Jesus.
- 2016: "Maria Bethânia: A Menina dos Olhos de Oyá"

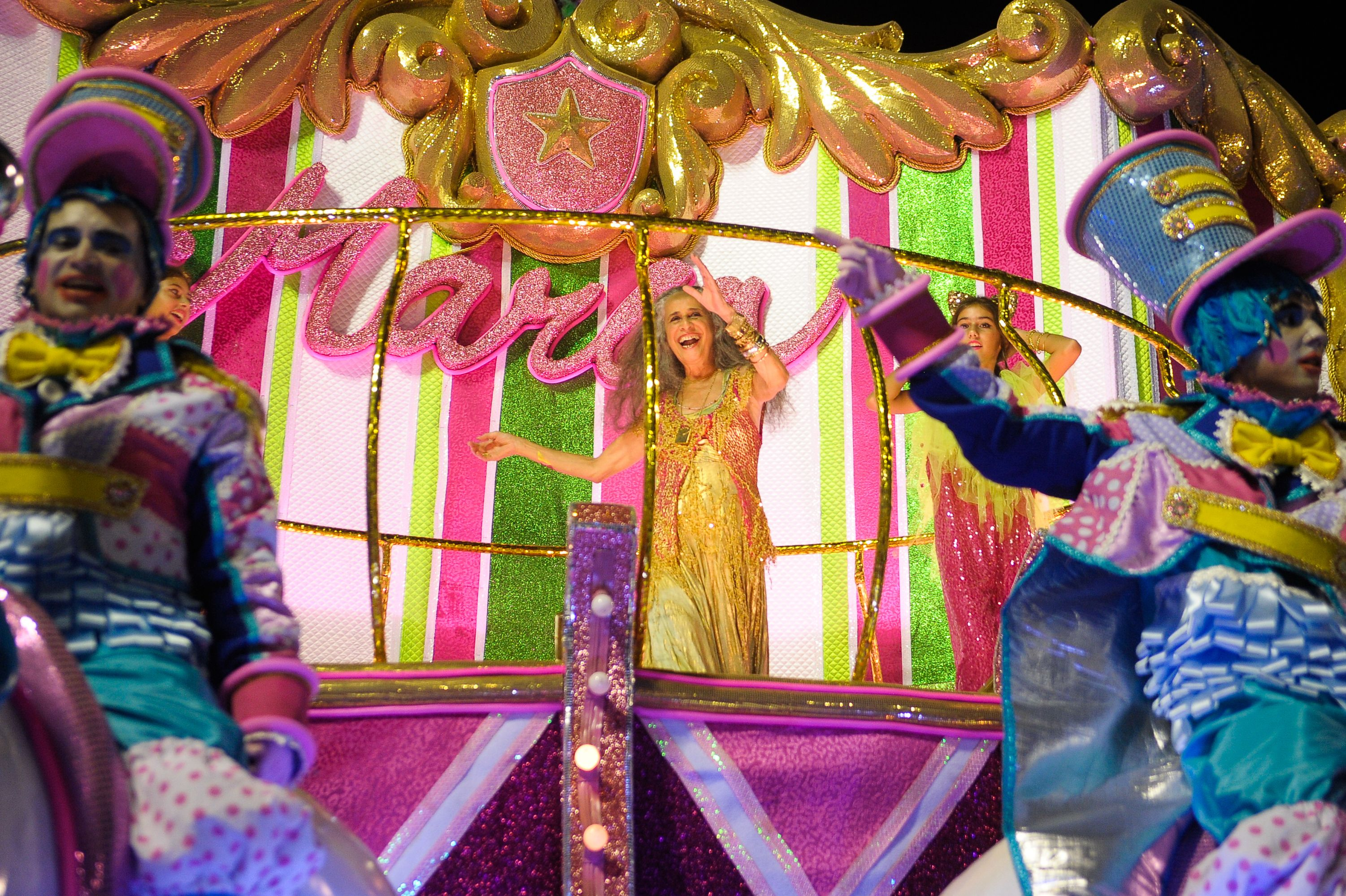
Maria Bethânia no desfile de 2016.

Para o carnaval de 2016, a Mangueira contratou Leandro Vieira, que estava com a Caprichosos de Pilares na segunda divisão. Pela Mangueira, Leandro fez sua estreia como carnavalesco do Grupo Especial e também foi o carnavalesco mais novo que já assumiu a preparação de um desfile da escola. Na época, Leandro namorava a porta-bandeira da agremiação, Squel Jorgea. Para comandar a comissão de frente da escola, a Mangueira contratou Junior Scapin, outro talento premiado do grupo de acesso, que também faria sua estreia no Grupo Especial. No dia 6 de setembro de 2015, morreu Luizito, o intérprete oficial da Mangueira. O cantor passou a madrugada anterior na quadra da escola, onde foi realizada uma eliminatória da disputa de samba-enredo para o carnaval de 2016. Ao chegar em casa, no Morro da Mangueira, onde morava com a esposa, sofreu um infarto fulminante, morrendo aos 61 anos de idade. Para ocupar o posto de Luizito, a Mangueira promoveu Ciganerey, que desde 2009 era cantor de apoio do carro de som da agremiação.

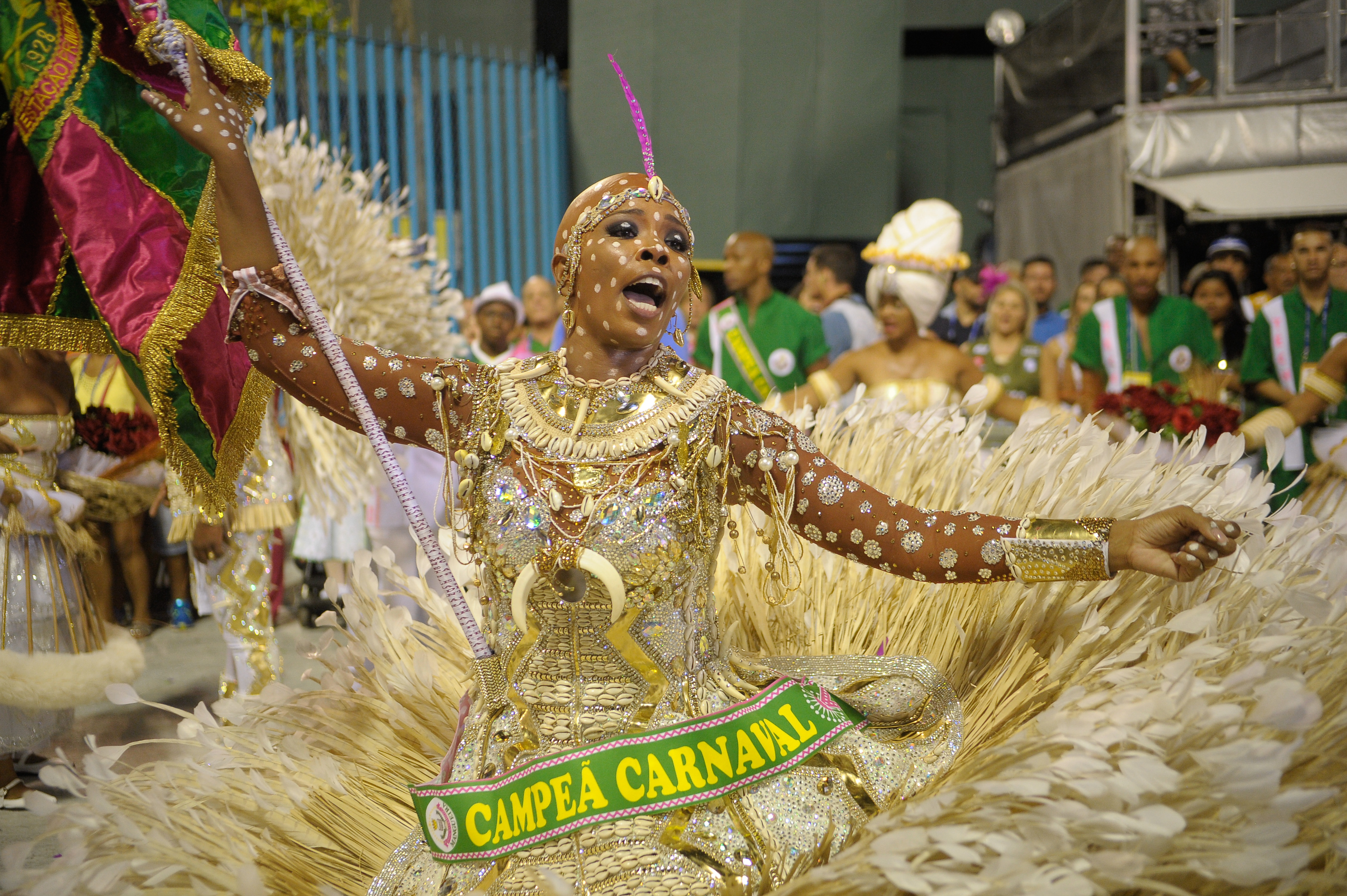
A porta-bandeira Squel careca foi uma das imagens marcantes do desfile de 2016.

A Mangueira foi a última escola a se apresentar na segunda noite do Grupo Especial, encerrando o carnaval de 2016. O desfile homenageou os cinquenta anos de carreira de Maria Bethânia, abordando a religiosidade da cantora e sua ligação afetiva com a cultura popular brasileira. A homenageada participou da apresentação, desfilando na última alegoria da escola, ao lado das duas afilhadas. Também participaram do desfile diversos amigos famosos de Bethânia, como Alcione, Alexandre Pires, Ana Carolina, Cauã Reymond, Regina Casé, Renata Sorrah, Vanessa da Mata, entre outros, além de seu irmão Caetano Veloso e de Beth Carvalho, que retornou ao desfile da Mangueira após três anos afastada devido a problemas de saúde. Uma das imagens emblemáticas do desfile foi da porta-bandeira Squel careca com uma pintura corporal que lembra as marcas de pemba usadas nos iniciados do candomblé. Leandro Vieira foi liberado pela direção da escola para "modernizar" o visual da agremiação. Além da porta-bandeira careca, o carnavalesco tirou o excesso de componentes de cima dos carros, colocou alas coreografadas, usou tons de verde e rosa mais suaves e ousou ao colocar as componentes da comissão de frente de seios nus. Ao final da apresentação, o público invadiu a pista de desfile e seguiu a escola aos gritos de "é campeã!". A imprensa especializada elogiou o desfile, listando a Mangueira entre as favoritas ao título. A Mangueira foi campeã do carnaval de 2016 com um décimo de vantagem sobre a segunda colocada, Unidos da Tijuca. A escola recebeu seis notas abaixo da máxima, sendo que quatro foram descartadas seguindo o regulamento do concurso. Com isso, a agremiação perdeu apenas dois décimos na avaliação oficial, ambos no quesito Comissão de Frente. Foi o 19.º título de campeã conquistado pela Mangueira no carnaval carioca. Com a vitória, a escola quebrou o jejum de quatorze anos sem conquistas. A agremiação recebeu diversos prêmios, dentre eles o Estandarte de Ouro e o S@mba-net de melhor escola do ano. O desfile foi tema de dois documentários: Fevereiros, de Marcio Debellian, e O Próximo Samba, de Marcelo Lavandoski. Maria Bethânia gravou um álbum em agradecimento ao desfile: Mangueira: A Menina dos Meus Olhos, lançado em 2019, reúne músicas de compositores mangueirenses e canções sobre a escola de samba e o Morro da Mangueira, além da regravação do samba oficial do desfile e de duas obras concorrentes derrotadas na disputa de samba-enredo da escola. Bethânia também canta o refrão do samba oficial de 2016 numa das faixas do álbum De Santo Amaro a Xerém, lançado em 2018 e gravado ao vivo em parceria com Zeca Pagodinho.
- 2017: "Só com a Ajuda do Santo"

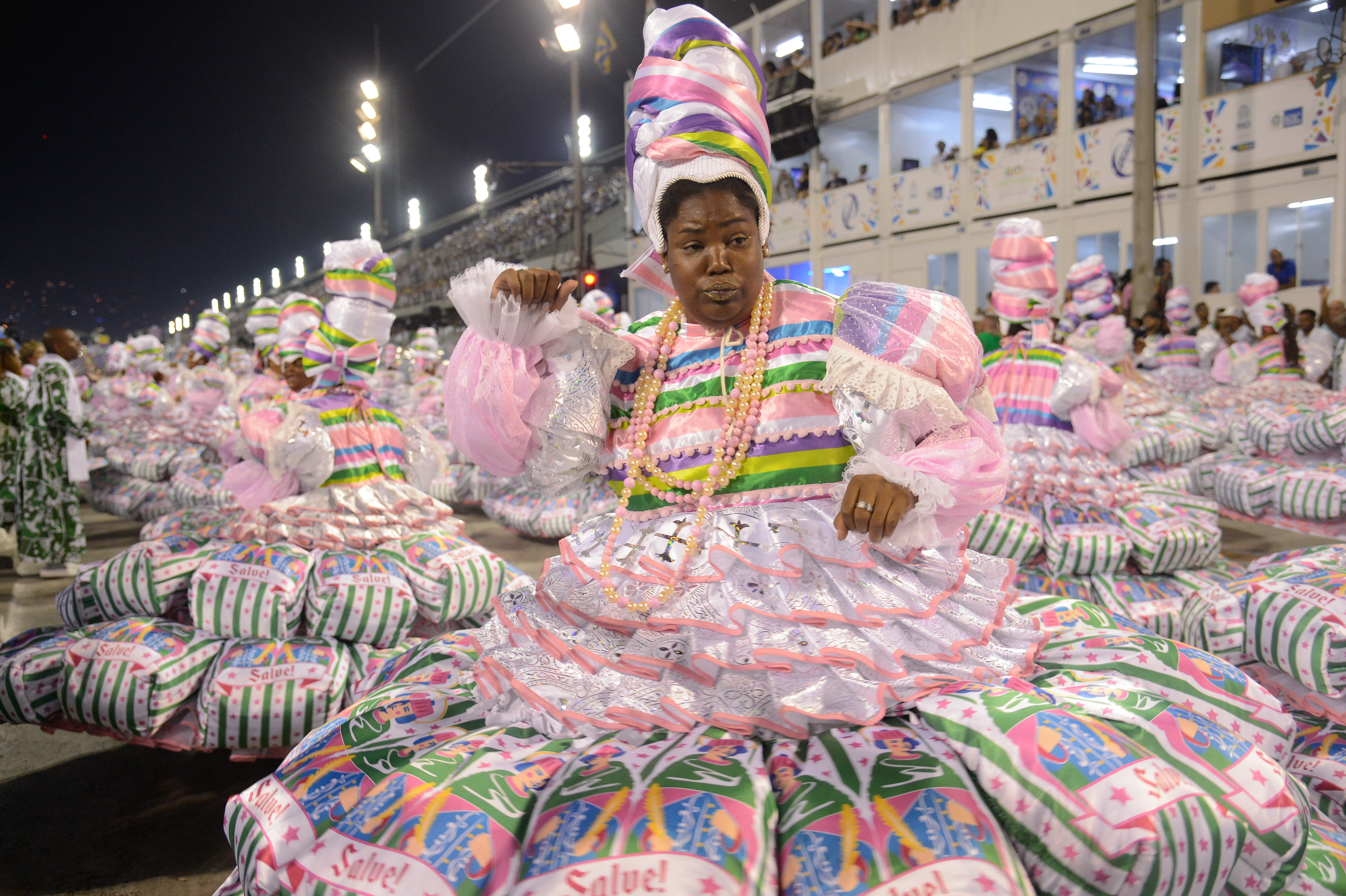
Ala de baianas da Mangueira foi a mais premiada do carnaval de 2017.

Em abril de 2016, Chiquinho da Mangueira foi reeleito para mais um mandato de três anos na presidência da escola. O diretor de carnaval Junior Schall e o mestre-sala Raphael se desligaram da Mangueira, migrando para a Vila Isabel. Segundo mestre-sala da escola desde 2006, Matheus Olivério foi promovido ao primeiro posto, formando par com sua sobrinha, Squel. Assim como no ano anterior, a Mangueira foi a última escola a desfilar na segunda noite, encerrando o carnaval de 2017. A agremiação apresentou um enredo autoral de Leandro Vieira, sobre a forma particular com que o brasileiro lida com a religiosidade. Especialistas elogiaram o desfile, mas apontaram uma falha grave de evolução envolvendo a segunda alegoria, que ficou muito tempo parada, abrindo um espaço vazio para a ala da frente. A agremiação encerrou sua apresentação aos gritos de "bicampeã". Conquistando a pontuação máxima na maioria dos quesitos, com exceção de evolução e comissão de frente, a Mangueira se classificou em quarto lugar. A escola recebeu os prêmios Estandarte de Ouro, Estrela do Carnaval e S@mba-Net de melhor escola do ano. A ala de baianas, com fantasia decorada com saquinhos de doce de Cosme e Damião, foi a mais premiada do ano, recebendo cinco premiações. Um dos destaques do desfile, o tripé "Santo e orixá", que trazia de um lado a imagem de Jesus Cristo e, de outro, a de Oxalá, não foi levado ao Desfile das Campeãs a pedido da Arquidiocese do Rio de Janeiro.
- 2018: "Com Dinheiro ou Sem Dinheiro, Eu Brinco!"

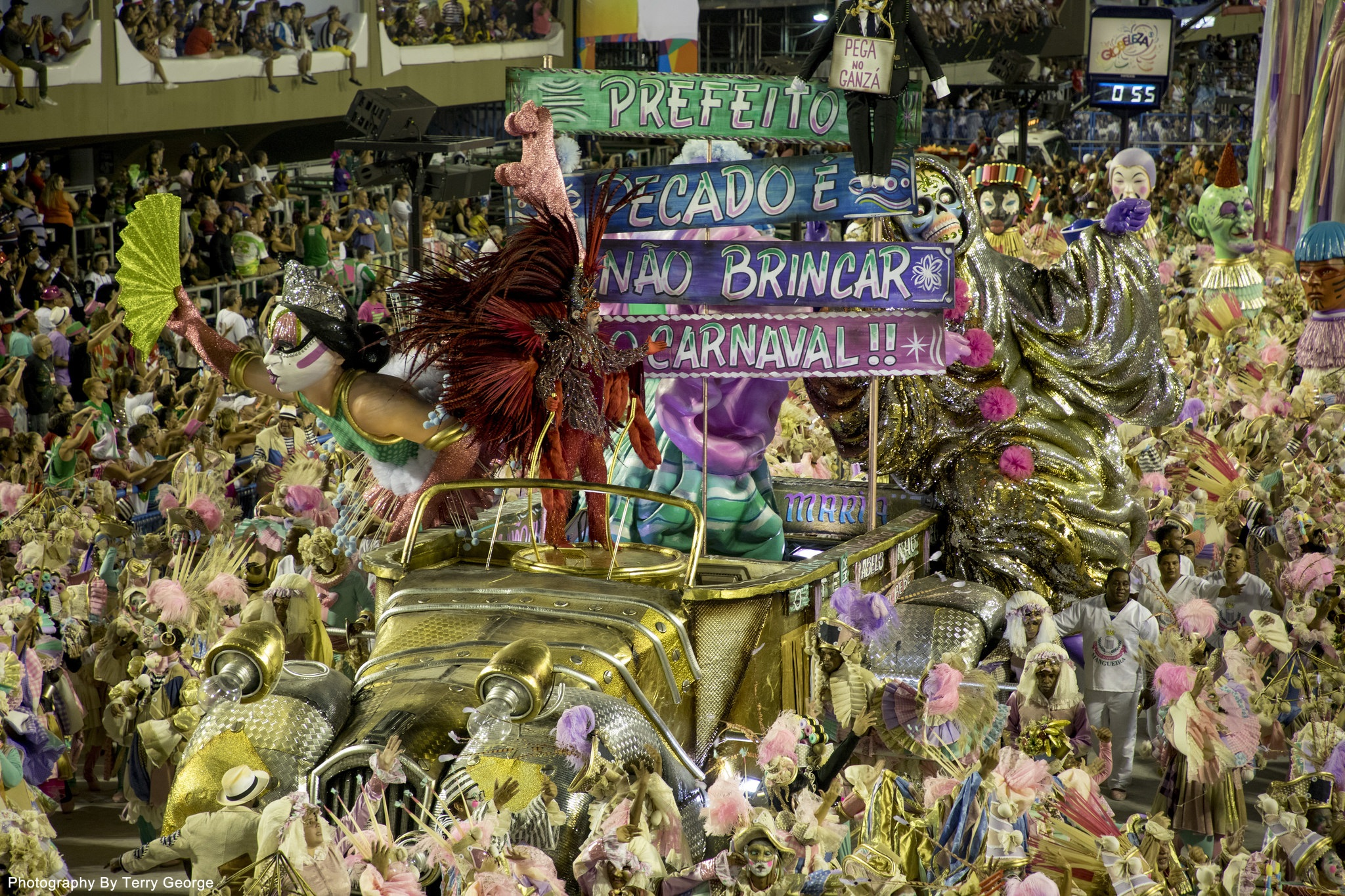
Recado ao Prefeito Marcelo Crivella numa das alegorias do desfile de 2018.

O coreógrafo Júnior Scapin não teve seu contrato renovado, sendo substituído pelos coreógrafos Adriana Salomão e Steven Harper, que primeira vez assinariam sozinhos uma comissão de frente no carnaval carioca. O carnaval de 2018 teve um período de preparação conturbado. Em junho de 2017, a Prefeitura do Rio anunciou o corte de 50% do repasse de verbas públicas para as escolas de samba. A decisão gerou polêmica visto que em sua campanha à Prefeitura, Marcelo Crivella prometeu manter o patrocínio às escolas. Bispo licenciado da Igreja Universal do Reino de Deus, Crivella também foi acusado de ser influenciado pela sua religião ao cortar parte da verba do carnaval. A LIESA ameaçou cancelar os desfiles e sambistas organizaram protestos, mas o Prefeito manteve o corte. Sem dinheiro, a LIESA decidiu cancelar os ensaios técnicos, após quinze anos bancando o evento. Em outubro de 2017, faltando cerca de quatro meses para os desfiles, o Ministério do Trabalho interditou os barracões de todas as escolas na Cidade do Samba. Os barracões foram liberados ao final de novembro, após as escolas cumprirem uma série de exigências visando melhores condições de trabalho. A subvenção foi paga às escolas em janeiro de 2018, faltando menos de um mês para os desfiles. A Mangueira foi a sexta, e penúltima, escola a se apresentar na primeira noite do Grupo Especial de 2018. A escola apresentou um enredo autoral de Leandro Vieira. Inspirado no corte de verba das escolas de samba, "Com Dinheiro ou Sem Dinheiro, Eu Brinco!" exaltou o caráter festivo e revolucionário do carnaval. O título do enredo foi inspirado na marchinha carnavalesca "Eu Brinco", de Pedro Caetano e Claudionor Cruz, que compuseram a música em 1944, época em que a realização do carnaval também estava ameaçada de não acontecer. Em uma das alegorias do desfile, o prefeito Marcelo Crivella foi retratado como um boneco de Judas carregando uma placa com a inscrição "Pega no Ganzá", trecho de um samba-enredo cantado por Crivella em uma reunião onde pediu o voto das escolas de samba. Em nota oficial, Crivella criticou a escola, apontando "intolerância religiosa" no protesto da agremiação. Especialistas elogiaram o desfile, listando a escola entre as favoritas ao título. A Mangueira recebeu os prêmios Estandarte de Ouro e Troféu Sambario de melhor enredo e de melhor ala de baianas. Destaque também para a ala de passistas, vencedora de três premiações. Conquistando a pontuação máxima na maioria dos quesitos, com exceção de bateria e comissão de frente, a escola se classificou em quinto lugar.
- 2019: "História pra Ninar Gente Grande"

Após o carnaval, a escola promoveu mudanças em alguns quadros, como a contratação do intérprete Marquinho Art'Samba e dos coreógrafos Priscilla Mota e Rodrigo Negri, além da efetivação de Wesley do Repique como mestre de bateria. No dia 8 de novembro de 2018, o presidente da escola, e deputado estadual, Chiquinho da Mangueira, foi preso pela Polícia Federal na operação Furna da Onça. Chiquinho foi acusado pelo Ministério Público Federal de usar a Assembleia Legislativa do Rio de Janeiro para beneficiar o Governo de Sérgio Cabral (2011-2014) em votações, recebendo, em troca, uma propina mensal. Em nota divulgada à imprensa, a Mangueira declarou que "apesar dos acontecimentos políticos recentes que motivaram a ausência temporária de seu presidente, Chiquinho da Mangueira, todas as atividades da agremiação seguirão normalmente, assim como o seu planejamento para o carnaval 2019. A instituição, que completou 90 anos em abril, sempre estará acima das pessoas e possui um estatuto vigente que vem sendo cumprido em sua totalidade". Com a prisão de Chiquinho, o vice-presidente da escola, Aramis Santos, assumiu a presidência da agremiação. O atraso no pagamento do subsídio pela Prefeitura do Rio aumentou ainda mais a crise financeira na escola, que precisou tomar medidas drásticas como cancelar ensaios na quadra e cortes na equipe de trabalho. Em janeiro de 2019, o então presidente do Superior Tribunal de Justiça (STJ), ministro João Otávio Noronha, concedeu habeas corpus para Chiquinho da Mangueira. Em prisão domiciliar, ele não pode comparecer ao desfile, assistindo a apresentação de casa.
No carnaval de 2019, a Mangueira apresentou o enredo "História pra Ninar Gente Grande", propondo uma revisão da História do Brasil, exaltando lideranças populares negligenciadas pela narrativa oficial, como Dragão do Mar, Luísa Mahin e Cunhambebe, e desconstruindo a imagem de figuras apontadas como "heroicas" como Pedro Álvares Cabral, Marechal Deodoro da Fonseca e Dom Pedro I. A Mangueira foi a sexta escola a se apresentar na segunda noite do Grupo Especial, iniciando seu desfile na madrugada da terça-feira de carnaval, dia 5 de março de 2019. O desfile gerou imagens fortes como uma reprodução do Monumento às Bandeiras pichado, numa crítica à exaltação aos Bandeirantes. Na última alegoria, uma componente representando Princesa Isabel com mãos sujas de sangue, e componentes representando Padre José de Anchieta, Duque de Caxias e Marechal Floriano Peixoto dançando em cima da reprodução de corpos ensanguentados. Uma bandeira do Brasil estilizada com as cores verde e rosa e com a inscrição "Índios, negros e pobres" no lugar de "Ordem e Progresso" encerrou a apresentação, e, posteriormente, foi exposta do Museu de Arte Moderna do Rio. O desfile foi aclamado pela crítica especializada, ganhando adjetivos como "histórico", "impactante", "transgressor", "arrebatador", e sendo listado entre os melhores do século. A Mangueira recebeu diversas premiações, incluindo o Estandarte de Ouro, o Tamborim de Ouro e o S@mba-Net de melhor escola do ano.
Outro destaque do desfile foi o samba-enredo composto por Deivid Domênico, Tomaz Miranda, Silvio Moreira Filho (Mama), Márcio Bola, Ronie de Oliveira, Danilo Firmino, Manu da Cuíca e Luiz Carlos Máximo. Vencedor de diversas premiações, o samba fez sucesso antes mesmo do carnaval, e ganhou diversas regravações após o desfile. Citando Marielle Franco, a obra virou um hino em homenagem a vereadora, assassinada em 14 de março de 2018. O samba também foi usado por professores para ministrar aulas e inspirou os alunos da Olimpíada Nacional em História do Brasil a criarem um dicionário com verbetes sobre personalidades raramente estudadas pela historiografia oficial do Brasil. A Mangueira venceu o carnaval de 2019 com três décimos de vantagem sobre a vice-campeã, Viradouro. Ao todo, a escola recebeu apenas três notas abaixo da máxima, mas, seguindo o regulamento do concurso, todas foram descartadas. Foi o 20.º título de campeã conquistado pela Mangueira no carnaval carioca. Enquanto políticos de esquerda elogiaram e até participaram do desfile, políticos de direita criticaram a escola de samba. O Comando do Exército Brasileiro divulgou uma nota em defesa do seu patrono, Duque de Caxias, que foi duramente criticado no desfile.

### Década de 2020
- 2020: "A Verdade Vos Fará Livre"

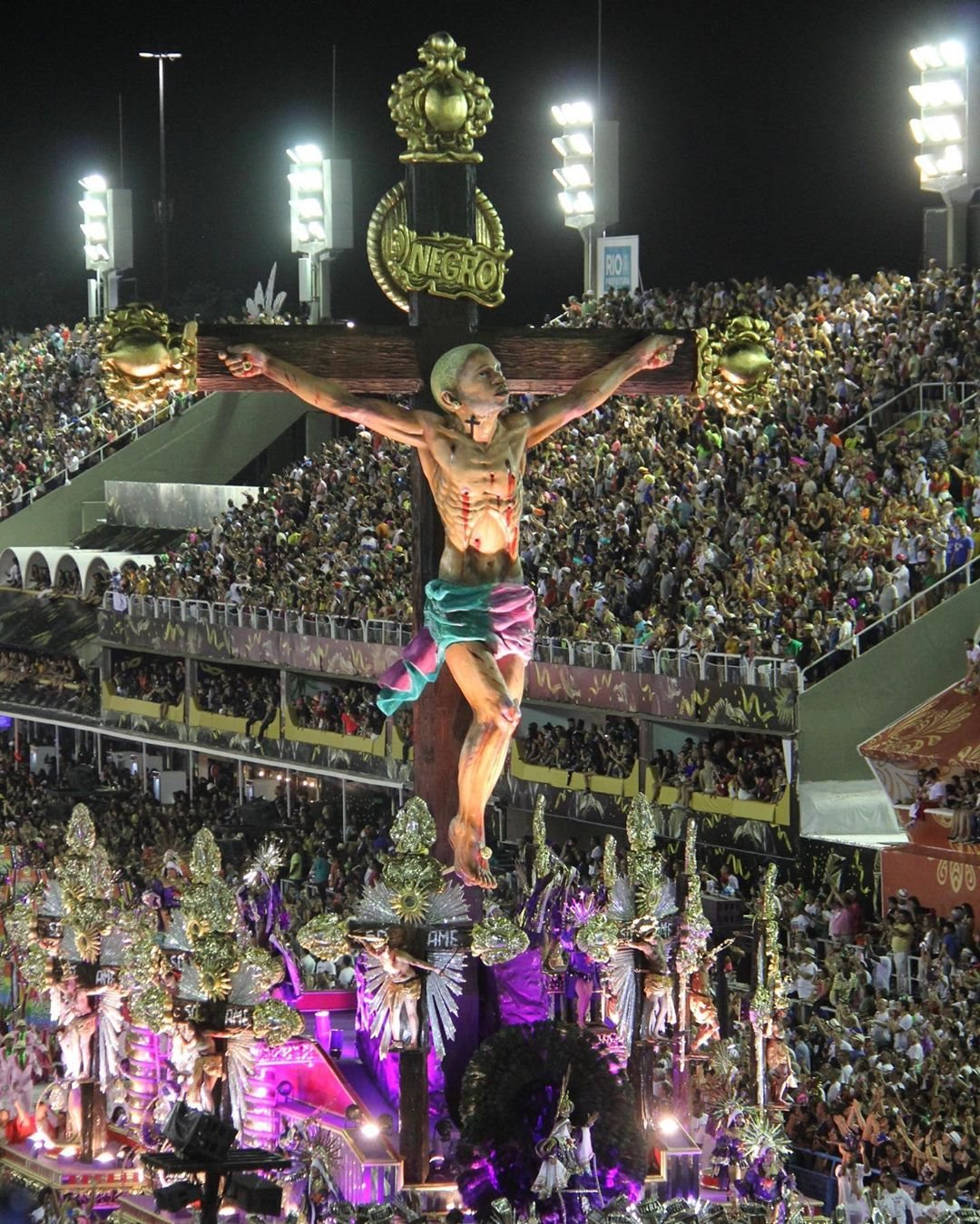
Alegoria "O Calvário" foi um dos destaques do desfile de 2020.

Em abril de 2019, a escola aclamou a única chapa inscrita em seu processo eleitoral como vitoriosa, elegendo Elias Riche o novo presidente da agremiação, tendo Guanayra Firmino como vice-presidente. Para o carnaval de 2020, a escola manteve a equipe campeã de 2019. O enredo desenvolvido pelo carnavalesco Leandro Vieira apresentou uma releitura crítica da vida de Jesus Cristo, fazendo analogias à sociedade contemporânea. Após dois anos cortando a verba pela metade, o prefeito Marcelo Crivella decidiu cortar integralmente a subvenção das escolas que desfilam no Sambódromo. A Mangueira foi a terceira escola a se apresentar na primeira noite do Grupo Especial. Um dos destaques do desfile foi a alegoria "O Calvário", que tinha uma grande escultura de um menino negro crucificado, com diversas marcas de tiro pelo corpo, representando a morte de inocentes nas favelas cariocas. A rainha de bateria, Evelyn Bastos, representou Jesus mulher e optou por não sambar durante o desfile. A comissão de frente, que representou Jesus dançando funk e sofrendo repressão policial, recebeu diversos prêmios, como Tamborim de Ouro, Estrela do Carnaval e S@mba-Net. Numa das alas, componentes carregavam cruzes com a inscrição "bandido morto", em alusão à frase "bandido bom é bandido morto". O então presidente do Brasil, Jair Messias Bolsonaro, criticou o desfile da agremiação, dizendo que a escola "desacatou religiões". O samba-enredo do desfile fazia uma "crítica velada" a Bolsonaro no verso "Favela, pega a visão / Não tem futuro sem partilha / Nem messias de arma na mão". Especialistas classificaram o desfile como "frio", longe da empolgação e aclamação popular do ano anterior. A escola perdeu pontos em vários quesitos, com exceção de bateria, enredo e samba-enredo, obtendo a sexta colocação do carnaval, conquistando a última vaga para o Desfile das Campeãs.
- 2021/2022: "Angenor, José e Laurindo"

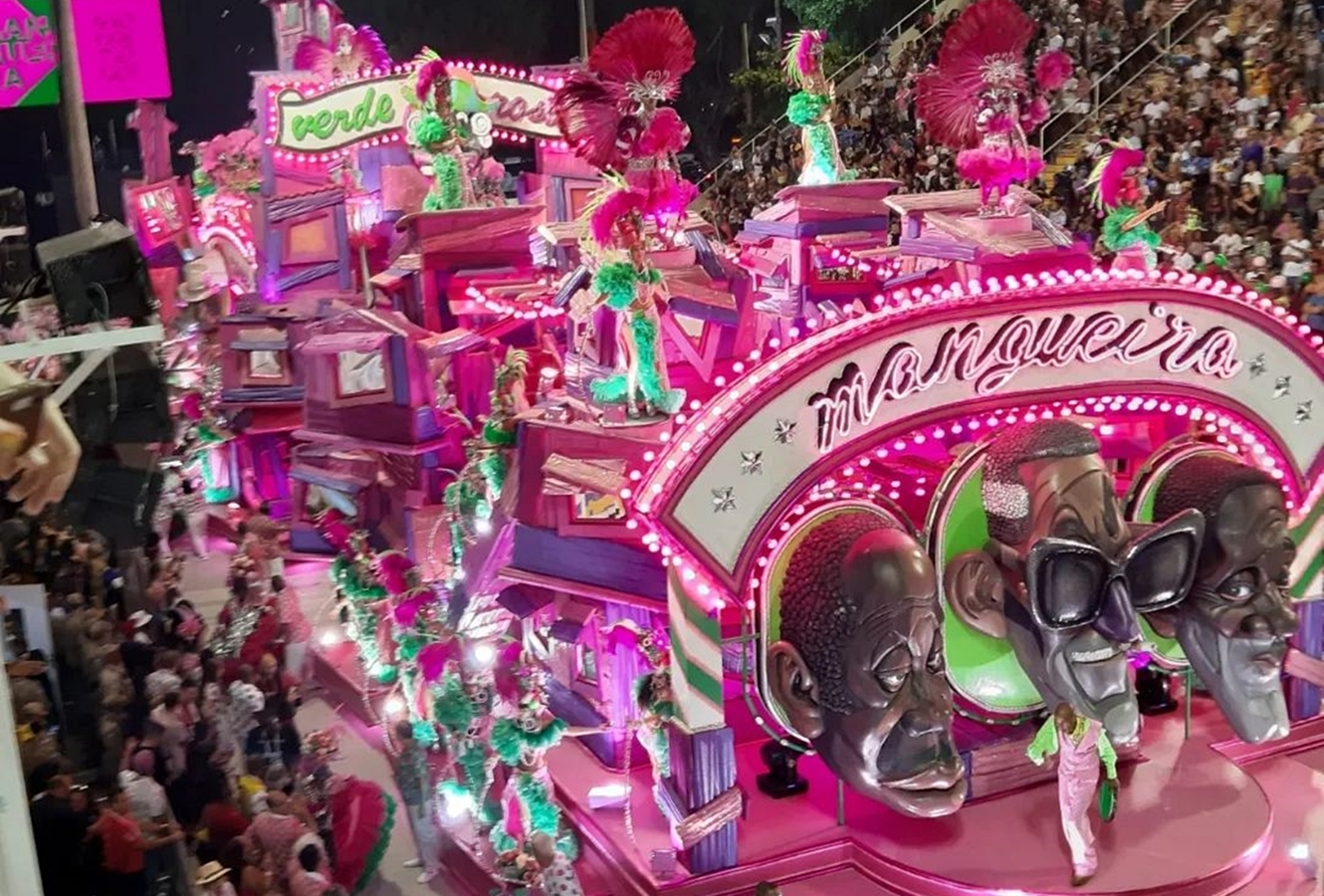
Desfile da Mangueira em 2022.

Por causa do avanço da Pandemia de COVID-19 em todo o mundo, o desfile das escolas de samba de 2021 foi cancelado, sendo a primeira vez, desde a criação do concurso, em 1932, que o evento não foi realizado. Em maio de 2021 o compositor e presidente de honra da Mangueira, Nelson Sargento, morreu de COVID aos 96 anos. Compositor com mais sambas na história da Mangueira, Hélio Turco foi empossado como novo presidente de honra da escola. Com o agravamento da pandemia, as escolas paralisaram as atividades presenciais nas quadras e barracões, mas seguiram se programando para o desfile futuro. Para o carnaval de 2022, Leandro Vieira desenvolveu um enredo em homenagem à três importantes personalidades da Mangueira: o cantor e compositor Cartola, morto em 1980; o intérprete Jamelão, morto em 2008; e o mestre-sala Delegado, morto em 2012. O título do enredo ("Angenor, José e Laurindo") faz referência aos nomes de batismo dos homenageados: Angenor de Oliveira (Cartola), José Bispo Clementino dos Santos (Jamelão) e Hélio Laurindo da Silva (Mestre Delegado). Com o retorno de Eduardo Paes à Prefeitura do Rio de Janeiro, a subvenção voltou a ser paga às agremiações. No final de 2021, com a campanha de vacinação contra a COVID e a diminuição de mortes pela doença, as escolas retomaram os ensaios para o carnaval de 2022. Com o aumento dos casos de COVID no país devido ao avanço da variante Ómicron, o desfile das escolas de samba que ocorreriam no carnaval de 2022 foram adiados para abril do mesmo ano, durante o feriado de Tiradentes. A Mangueira foi a segunda escola a se apresentar na primeira noite do Grupo Especial. Um dos destaques do desfile foi a comissão de frente, coreografada por Priscilla Mota e Rodrigo Negri, em que dançarinos caracterizados de Cartola, Jamelão e Delegado, trocavam de roupa em fração de segundos. A comissão foi a mais premiada do ano, recebendo prêmios como o Estandarte de Ouro, S@mba-Net, Sambario, SRzd e Troféu Tupi. O intérprete Marquinhos Art’Samba passou mal durante o desfile e foi atendido por bombeiros em cima do carro de som, mas continuou sua apresentação. A escola se classificou em sétimo lugar no carnaval, ficando de fora do Desfile das Campeãs, algo que não acontecia desde 2015.
- 2023: "As Áfricas que a Bahia Canta"

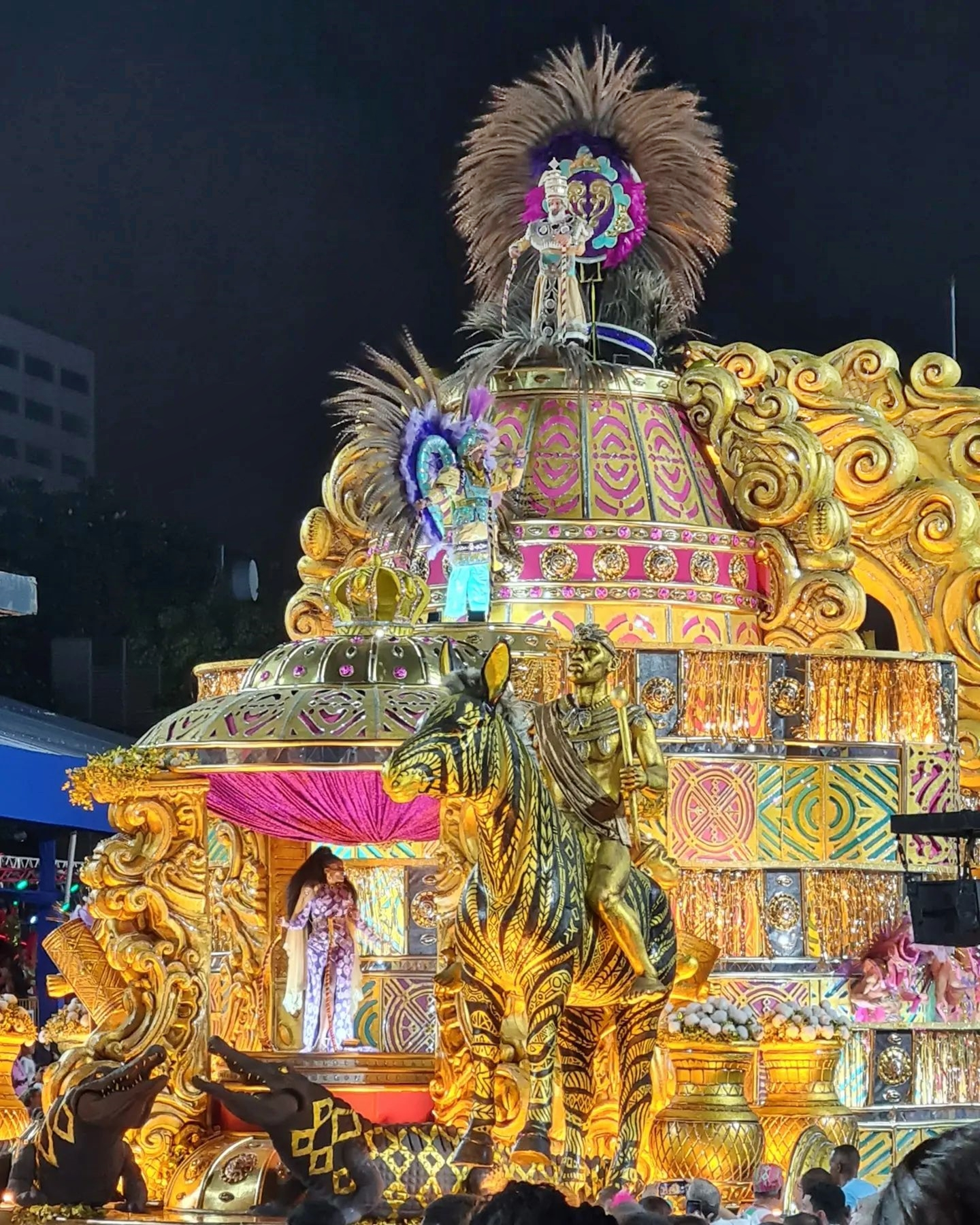
Desfile da Mangueira em 2023.

Para o carnaval de 2023, a Mangueira teve diversas alterações em seus quadros. Leandro Vieira se desligou da escola, após seis carnavais na agremiação. A escola também perdeu os coreógrafos Priscilla Mota e Rodrigo Negri, que se transferiram para a Viradouro. A porta-bandeira Squel decidiu se aposentar do carnaval. Para seu lugar, foi contratada a porta-bandeira Cintya Santos, que estava na Unidos do Porto da Pedra. A Mangueira elegeu Guaynara Firmino como sua nova presidente e contratou Annik Salmon (que estava no Porta da Pedra) e Guilherme Estevão (que estava no Império da Tijuca) como seus novos carnavalescos. Claudia Mota foi contratada para coreografar a comissão de frente. A escola também efetivou seu cantor de apoio, Dowglas Diniz, como intérprete oficial junto a Marquinho Art'Samba. A bateria passou a ser comandada por Rodrigo Explosão e Taranta Neto. A escola também contratou novos diretores de carnaval, de harmonia e de barracão. O enredo escolhido para 2023 abordou a música baiana sob a perspectiva de instituições afro-brasileiras pouco difundidas nas construções cronológicas do carnaval, como os cortejos pré e pós abolição da escravatura, os cucumbis e os clubes negros, além dos embates contra intolerância religiosa e racial dos afoxés, as denúncias de desigualdade social por arte dos blocos afros e a expansão da "afrobaianidade" pelos cantores de axé, destacando o protagonismo feminino na luta contra intolerância e o racismo e pelo fortalecimento da identidade afro-brasileira. A Mangueira encerrou a primeira noite (domingo) do Grupo Especial com um desfile animado e chegou à dispersão aos gritos de "É campeã". Com o desfile, a escola se classificou em quinto lugar. Na avaliação dos jurados do carnaval, a agremiação conseguiu a pontuação máxima na maioria dos quesitos, com exceção de Alegorias, Comissão de Frente, e Mestre-sala e Porta-bandeira. Com onze prêmios recebidos, o samba-enredo da escola foi o mais premiado do ano.
- 2024: "A Negra Voz do Amanhã"

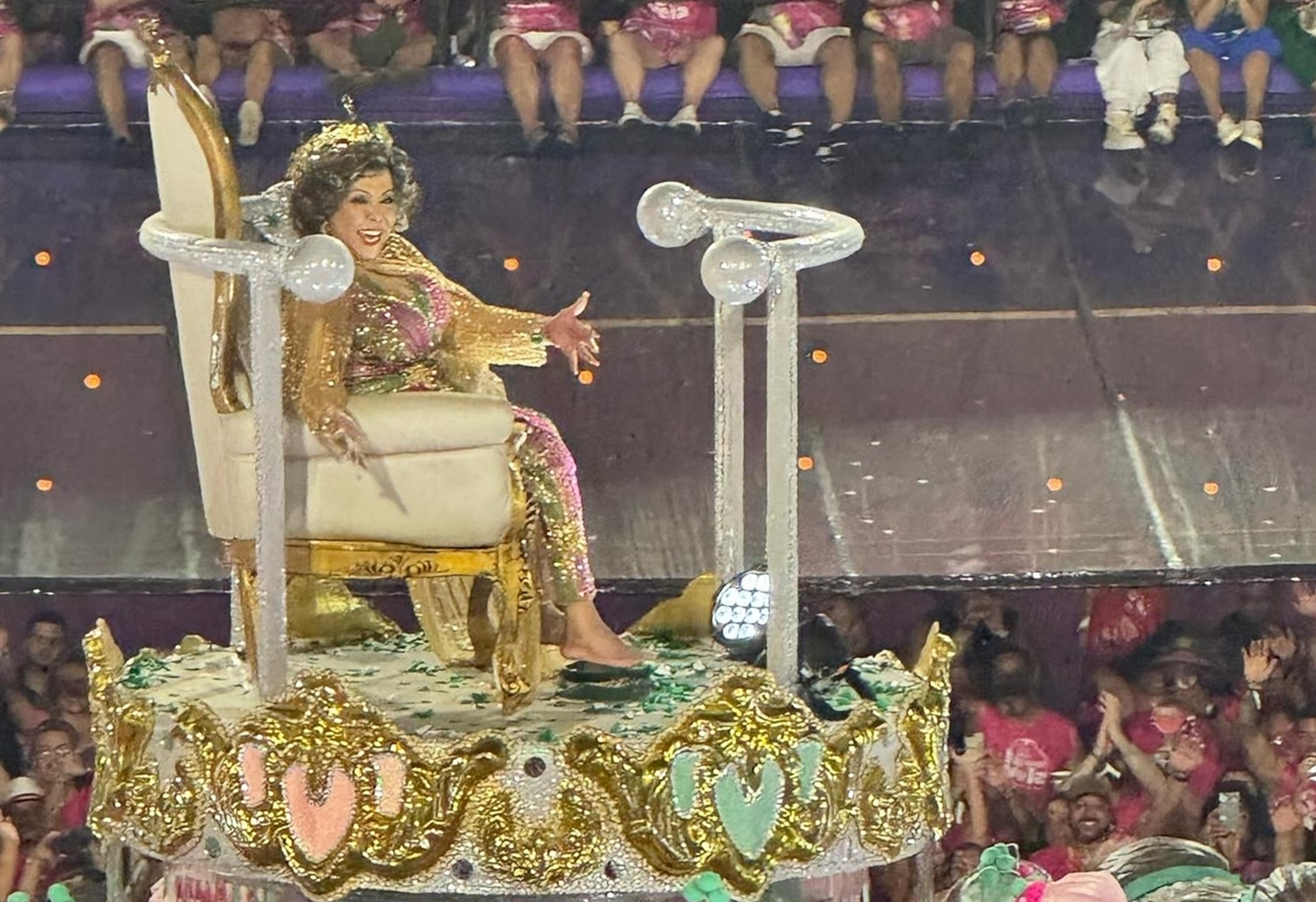
Alcione no desfile de 2024 em sua homenagem.

Em junho de 2023 morreu Hélio Turco, presidente de honra e o maior vencedor de samba-enredo da escola. Para sucedê-lo, Eli Gonçalves da Silva, conhecida como Chininha, foi eleita presidente de honra da agremiação, tornando-se a primeira mulher a receber essa honraria. Chininha já havia feito história ao assumir a presidência da escola em 2008. A coreógrafa da Comissão de Frente, Cláudia Mota, não teve seu contrato renovado, sendo substituída pelos coreógrafos Lucas Maciel e Karina Dias, que estavam no Paraíso do Tuiuti. Para o carnaval de 2024 a Mangueira escolheu um enredo em homenagem aos cinquenta anos de carreira da cantora Alcione, torcedora mangueirense e fundadora da escola mirim Mangueira do Amanhã. A Mangueira foi a quarta escola a se apresentar na segunda noite do Grupo Especial de 2024. O desfile teve a presença de diversos famosos, como Maria Bethânia, Taís Araújo, Lázaro Ramos, Altay Veloso, Elymar Santos, Zeca Baleiro, entre outros. Aos 76 anos de idade, Alcione desfilou como destaque na última alegoria. Especialistas elogiaram o desfile, mas apontaram erros de evolução e problemas de acabamento nas alegorias. No terceiro carro alegórico, uma escultura de Alcione desfilou com a cabeça quebrada sendo segurada por um aderecista da escola. Na dispersão, com o desfile encerrado, parte da última alegoria desabou, derrubando uma mulher e atingindo outra. Com pontos perdidos em Alegorias, Evolução, Enredo e Fantasias, a Mangueira se classificou em sétimo lugar, ficando de fora do Desfile das Campeãs. A escola foi premiada com o Estandarte de Ouro de melhor bateria, o terceiro em sua história. Após o carnaval, a agremiação dispensou os carnavalescos Annik Salmon e Guilherme Estevão.
- 2025: "À Flor da Terra - No Rio da Negritude Entre Dores e Paixões"

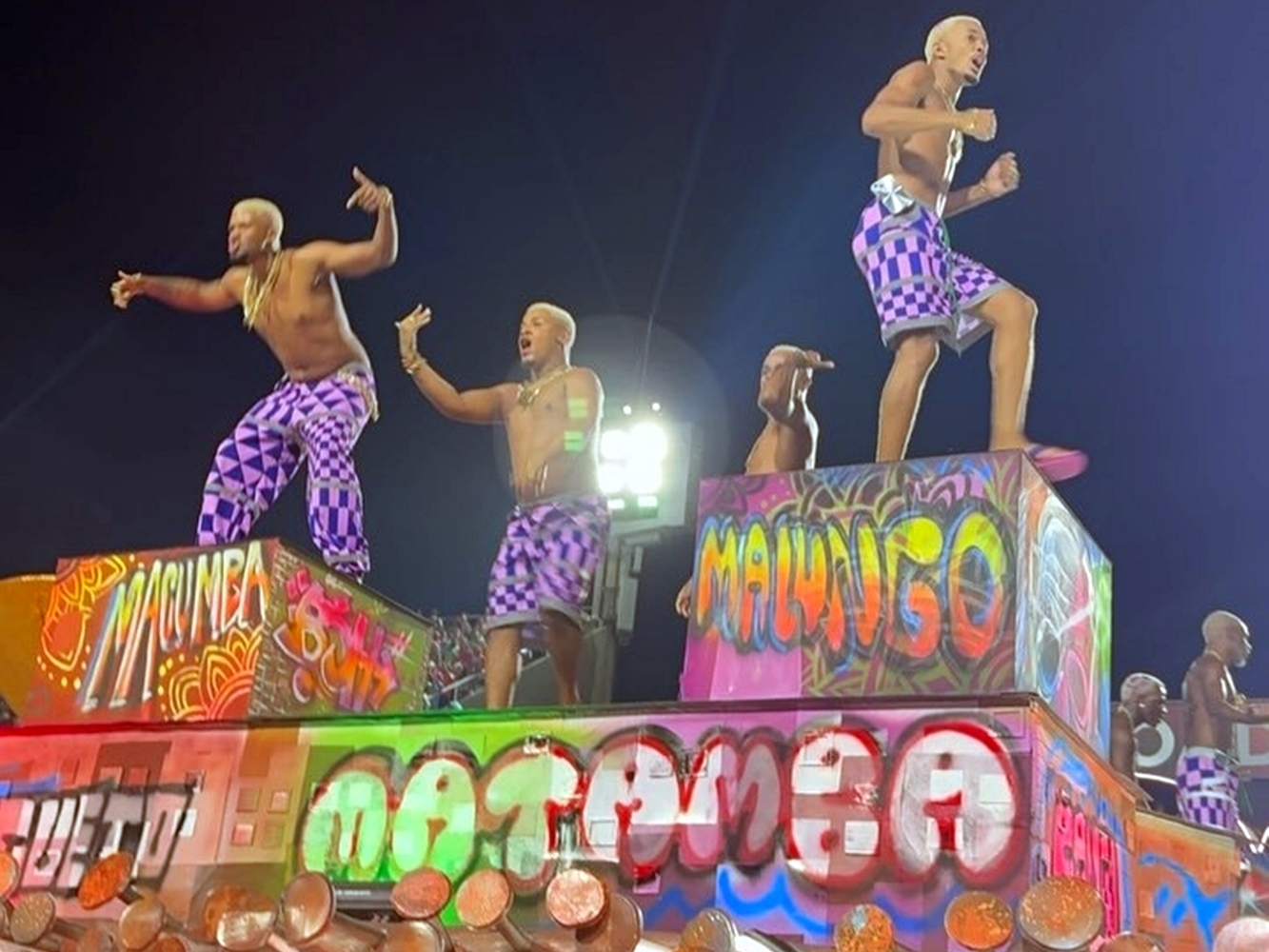
Comissão de Frente foi um dos destaques do desfile da Mangueira no carnaval de 2025.

Para o carnaval de 2025, a Mangueira contratou o carnavalesco multicampeão do carnaval de São Paulo, Sidnei França, que desenvolveu um enredo sobre a historicidade da população preta na região da Pequena África, na Zona Central do Rio de Janeiro. Foi o primeiro desfile de Sidney no carnaval do Rio. Dudu Azevedo assumiu a Direção de Carnaval da escola com o afastamento de Amauri Wanzeler. A partir de 2025, o desfile do Grupo Especial que passou a ser dividido em três noites, com quatro escolas se apresentando em cada noite. A Mangueira foi a quarta escola a se apresentar na primeira noite (domingo). Especialistas elogiaram a Comissão de Frente, a Bateria e a Harmonia da agremiação. A Mangueira recebeu os prêmios S@mba-Net de melhor Bateria e de melhor Comissão de Frente. Com um desfile apático, longe das características da verde e rosa que levanta o público e sempre tem um dos sambas mais cantados a escola passou fria e com problemas de evolução se classificou em sexto lugar, garantindo seu retorno ao Desfile das Campeãs. A escola conseguiu a pontuação máxima nos quesitos Enredo, Bateria, Harmonia e Evolução, perdendo décimos nos demais quesitos. Após o carnaval, a Mangueira anunciou o desligamento do intérprete Marquinho Art'Samba, após seis carnavais consecutivos na escola. Dowglas Diniz foi mantido como intérprete oficial.
- 2026: "Mestre Sacaca do Encanto Tucuju - O Guardião da Amazônia Negra"

Sem concorrentes, Guanayra Firmino foi aclamada presidente da Mangueira para mais um mandato, tendo Moacyr Barreto como vice-presidente. Para o carnaval de 2026, a escola montou uma Comissão de Harmonia formada por Alexandre Rouge, Arídio Oliveira, Fábio de Souza, Izadora Neves, Léo Assis, Vinicius Araújo e Valber Frutuoso. O carnavalesco Sidnei França desenvolveu um enredo sobre Mestre Sacaca, morto em 1999. O amapaense Raimundo dos Santos Souza utilizava seus conhecimentos no tratamento de doenças e no cuidado comunitário por meio de garrafadas, chás, unguentos e simpatias, dedicando sua vida à defesa da floresta amazônica, práticas e culturas afro-indígenas. Se vivo, ele completaria cem anos em 2026. O Governo do Amapá, por meio da Secretaria de Cultura do Estado, formalizou um repasse de dez milhões de reais de patrocínio para o desfile.

## Carnavais
| Estação Primeira de Mangueira | Estação Primeira de Mangueira                                                                                       | Estação Primeira de Mangueira                                                                                       | Estação Primeira de Mangueira | Estação Primeira de Mangueira                                                                                       | Estação Primeira de Mangueira |
| Ano                           | Colocação | Divisão | Enredo | Carnavalesco | Ref.                          |
| ----------------------------- | --- | --- | --- | --- | ----------------------------- |
| 1931                          | | | "O Jardim" | |                               |
| 1932                          | Campeã | Grupo Único | "Sorrindo ou Na Floresta" | Diretoria da escola                                                                                                 | [ 547 ] [ 548 ]               |
| 1933                          | Campeã | Grupo Único | "Uma Segunda-feira no Bonfim da Bahia" | Pedro Palheta e Maçu da Mangueira                                                                                   | [ 549 ] [ 548 ]               |
| 1934                          | Campeã | Grupo Único | "Divina Dama - República da Orgia" | Diretoria da escola                                                                                                 | [ 550 ] [ 548 ]               |
| 1935                          | Vice-campeã | Desfile Oficial | "O Regresso de Uma Colheita na Primavera" | Diretoria da escola                                                                                                 | [ 551 ] [ 552 ]               |
| 1936                          | Vice-campeã | Desfile Oficial | (Não houve enredo) | Diretoria da escola                                                                                                 | [ 552 ] [ 553 ]               |
| 1937                          | A Polícia não permitiu que a escola desfilasse, pois o evento havia ultrapassado o horário previamente estabelecido | A Polícia não permitiu que a escola desfilasse, pois o evento havia ultrapassado o horário previamente estabelecido | A Polícia não permitiu que a escola desfilasse, pois o evento havia ultrapassado o horário previamente estabelecido                                                                                      | A Polícia não permitiu que a escola desfilasse, pois o evento havia ultrapassado o horário previamente estabelecido | [ 552 ] [ 554 ]               |
| 1938                          | Não houve julgamento                                                                                                | Desfile Oficial | "Homenagem" | Sr. Armando | [ 552 ] [ 555 ]               |
| 1939                          | Vice-campeã | Desfile Oficial | "No Jardim" | Sr. Armando | [ 552 ] [ 556 ]               |
| 1940                          | Campeã | Desfile Oficial | "Prantos, Pretos e Poetas" | Sr. Armando | [ 552 ] [ 557 ]               |
| 1941                          | Vice-campeã | Desfile Oficial | "Pedro Ernesto" | Sr. Armando | [ 552 ] [ 558 ]               |
| 1942                          | 3.º Lugar | Desfile Oficial | "A Vitória do Samba nas Américas" | Sr. Armando | [ 552 ] [ 559 ]               |
| 1943                          | Vice-campeã | Desfile Oficial | "Samba no Palácio Itamaraty" | Sr. Armando | [ 552 ] [ 560 ]               |
| 1944                          | Vice-campeã | Desfile Oficial | "Glória ao Samba" | Sr. Armando | [ 552 ] [ 561 ]               |
| 1945                          | Vice-campeã | Desfile Oficial | "A Nossa História" | Sr. Armando | [ 552 ] [ 562 ]               |
| 1946                          | Vice-campeã | Desfile Oficial | "Carnaval da Vitória" | Sr. Armando | [ 552 ] [ 563 ]               |
| 1947                          | Vice-campeã | Desfile Oficial | "Brasil, Ciências e Artes" (Samba-enredo composto por Carlos Cachaça e Cartola) | Sr. Armando | [ 552 ] [ 564 ]               |
| 1948                          | 4.º Lugar | Desfile Oficial | "Vale de São Francisco" (Samba-enredo composto por Carlos Cachaça e Cartola) | Sr. Armando | [ 552 ] [ 565 ]               |
| 1949                          | Campeã | Grupo 1 | "Apologia aos Mestres" (Samba-enredo composto por Alfredo Português e Nelson Sargento) | Funcionários da Casa da Moeda                                                                                       | [ 552 ] [ 566 ]               |
| 1950                          | Campeã | Grupo 1 | "Plano SALTE - Saúde, Lavoura, Transporte e Educação" (Samba-enredo composto por Alfredo Português e Nelson Sargento)                                                                                    | Funcionários da Casa da Moeda                                                                                       | [ 552 ] [ 567 ]               |
| 1951                          | 3.º Lugar | Grupo 1 | "Unidade Nacional" (Samba-enredo composto por Cícero dos Santos e Pelado da Mangueira) | Funcionários da Casa da Moeda                                                                                       | [ 552 ] [ 568 ]               |
| 1952                          | Resultado não divulgado                                                                                             | Grupo 1 | "Sonhos de Um Poeta - Visões de Gonçalves Dias" (Samba-enredo composto por Cícero dos Santos, Padeirinho e Pelado da Mangueira)                                                                          | Funcionários da Casa da Moeda                                                                                       | [ 552 ] [ 569 ]               |
| 1953                          | 3.º Lugar | Grupo 1 | "Unidade do Brasil" | Funcionários da Casa da Moeda                                                                                       | [ 552 ] [ 570 ]               |
| 1954                          | Campeã | Grupo 1 | "Rio de Janeiro de Ontem e de Hoje" (Samba-enredo composto por Cícero dos Santos e Pelado da Mangueira)                                                                                                  | Funcionários da Casa da Moeda                                                                                       | [ 552 ] [ 571 ]               |
| 1955                          | Vice-campeã | Grupo 1 | "As Quatro Estações do Ano ou Cântico à Natureza" (Samba-enredo composto por Alfredo Português e Nelson Sargento)                                                                                        | Funcionários da Casa da Moeda                                                                                       | [ 552 ] [ 572 ]               |
| 1956                          | 3.º Lugar | Grupo 1 | "Exaltação à Getúlio Vargas - Emancipação Nacional" (Samba-enredo composto por Oswaldo Vitalino, "Padeirinho")                                                                                           | Funcionários da Casa da Moeda                                                                                       | [ 552 ] [ 573 ]               |
| 1957                          | 3.º Lugar | Grupo 1 | "Brasil Rumo ao Progresso" (Samba-enredo composto por Jorge Zagaia e Leléo) | Funcionários da Casa da Moeda                                                                                       | [ 552 ] [ 574 ]               |
| 1958                          | 3.º Lugar | Grupo 1 | "Poema Inolvidável ou Canção do Exílio" (Samba-enredo composto por Jorge Zagaia e Leléo) | Funcionários da Casa da Moeda                                                                                       | [ 552 ] [ 575 ]               |
| 1959                          | 3.º Lugar | Grupo 1 | "O Brasil Através dos Tempos" (Samba-enredo composto por Cícero dos Santos, Hélio Turco e Pelado) | Armando Silva | [ 552 ] [ 576 ]               |
| 1960                          | Campeã | Grupo 1 | "Carnaval de Todos os Tempos" (Samba-enredo composto por Cícero dos Santos, Hélio Turco e Pelado) | Roberto Paulino e Darque Dias Moreira                                                                               | [ 552 ] [ 577 ]               |
| 1961                          | Campeã | Grupo 1 | "Reminiscências do Rio Antigo" (Samba-enredo composto por Cícero dos Santos, Hélio Turco e Pelado) | Roberto Paulino e Darque Dias Moreira                                                                               | [ 552 ] [ 578 ]               |
| 1962                          | 4.º Lugar | Grupo 1 | "Casa Grande e Senzala" (Samba-enredo composto por Comprido, Jorge Zagaia e Leléo) | Roberto Paulino e Darque Dias Moreira                                                                               | [ 552 ] [ 579 ]               |
| 1963                          | Vice-campeã | Grupo 1 | "Exaltação à Bahia" (Samba-enredo composto por Cícero dos Santos, Hélio Turco e Pelado) | Júlio Mattos | [ 552 ] [ 580 ]               |
| 1964                          | 3.º Lugar | Grupo 1 | "História de Um Preto Velho" (Samba-enredo composto por Comprido, Hélio Turco e Pelado) | Júlio Mattos | [ 552 ] [ 581 ]               |
| 1965                          | 4.º Lugar | Grupo 1 | "Rio Através dos Séculos" (Samba-enredo composto por Comprido, Hélio Turco e Pelado) | Júlio Mattos | [ 552 ] [ 582 ]               |
| 1966                          | Vice-campeã | Grupo 1 | "Exaltação à Villa-Lobos" (Samba-enredo composto por Jurandir e Cláudio) | Júlio Mattos | [ 552 ] [ 583 ]               |
| 1967                          | Campeã | Grupo 1 | "O Mundo Encantado de Monteiro Lobato" (Samba-enredo composto por Batista da Mangueira, Darcy da Mangueira e Luiz)                                                                                       | Júlio Mattos | [ 552 ] [ 584 ]               |
| 1968                          | Campeã | Grupo 1 | "Samba, Festa de Um Povo" (Samba-enredo composto por Batista da Mangueira, Darcy da Mangueira, Dico e Hélio Turco)                                                                                       | Júlio Mattos | [ 552 ] [ 585 ]               |
| 1969                          | Vice-campeã | Grupo 1 | "Mercadores e Suas Tradições" (Samba-enredo composto por Darcy da Mangueira, Hélio Turco e Jurandir) | Júlio Mattos | [ 552 ] [ 586 ]               |
| 1970                          | 3.º Lugar | Grupo 1 | "Um Cântico à Natureza" (Samba-enredo composto por Aílton, Dilmo e Nei) | Júlio Mattos | [ 552 ] [ 587 ]               |
| 1971                          | 4.º Lugar | Grupo 1 | "Os Modernos Bandeirantes" (Samba-enredo composto por Darcy da Mangueira, Hélio Turco e Jurandir) | Júlio Mattos e Carlinhos Sideral                                                                                    | [ 552 ] [ 588 ]               |
| 1972                          | Vice-campeã | Grupo 1 | "Carnaval dos Carnavais" (Samba-enredo composto por Moacir, Nílton Russo e Padeirinho) | Júlio Mattos e Pedro Paulo Lopes                                                                                    | [ 552 ] [ 589 ]               |
| 1973                          | Campeã | Grupo 1 | "Lendas do Abaeté" (Samba-enredo composto por Jajá, Manuel e Preto Rico) | Júlio Mattos | [ 552 ] [ 590 ]               |
| 1974                          | 4.º Lugar | Grupo 1 | "Mangueira em Tempo de Folclore" (Samba-enredo composto por Jajá, Manuel e Preto Rico) | Júlio Mattos | [ 552 ] [ 591 ]               |
| 1975                          | Vice-campeã | Grupo 1 | "Imagens Poéticas de Jorge de Lima" (Samba-enredo composto por Delson, Mozart e Tolito) | Alcione Barreto, Elói Machado e José Rodrigues                                                                      | [ 552 ] [ 592 ]               |
| 1976                          | Vice-campeã | Grupo 1 | "No Reino da Mãe do Ouro" (Samba-enredo composto por Tolito e Rubem da Mangueira) | Elói Machado | [ 552 ] [ 593 ]               |
| 1977                          | 7.º Lugar | Grupo 1 | "Parapanã, o Segredo do Amor" (Samba-enredo composto por Jajá e Tantinho) | Júlio Mattos e Ricardo Carneiro Aquino                                                                              | [ 552 ] [ 594 ]               |
| 1978                          | Vice-campeã | Grupo 1 | "Dos Carroceiros do Imperador ao Palácio do Samba" (Samba-enredo composto por Rubem da Mangueira e Jurandir)                                                                                             | Júlio Mattos e Kalma Murtinho                                                                                       | [ 552 ] [ 595 ]               |
| 1979                          | 4.º Lugar | Grupo 1 | "Avatar… e a Selva Transformou-se em Ouro" (Samba-enredo composto por Ananias, Elmo José dos Santos e Tolito)                                                                                            | Júlio Mattos | [ 552 ] [ 596 ]               |
| 1980                          | 4.º Lugar | Grupo 1 | "Coisas Nossas" (Samba-enredo composto por Aylton da Mangueira, Carlos Roberto e Ney da Mangueira) | Liana Silveira e Érica Cirne                                                                                        | [ 552 ] [ 597 ]               |
| 1981                          | 4.º Lugar | Grupo 1 | "De Nonô a JK" (Samba-enredo composto por Arroz, Comprido e Jurandir) | Alcione Barreto e Elói Machado                                                                                      | [ 552 ] [ 598 ]               |
| 1982                          | 4.º Lugar | Grupo 1 | "As Mil e Uma Noites Cariocas" (Samba-enredo composto por Flavinho Machado, Heraldo Faria e Tolito) | Fernando Pinto | [ 552 ] [ 599 ]               |
| 1983                          | 5.º Lugar | Grupo 1 | "Verde que Te Quero Rosa… Semente Viva do Samba" (Samba-enredo composto por Flavinho Machado, Geraldo Neves e Heraldo Faria)                                                                             | Max Lopes | [ 552 ] [ 600 ]               |
| 1984                          | Campeã | Grupo 1A (Segunda-feira)                                                                                            | "Yes, Nós Temos Braguinha" (Samba-enredo composto por Arroz, Comprido, Hélio Turco, Jajá e Jurandir) | Max Lopes | [ 552 ] [ 601 ] [ 602 ]       |
| 1984                          | Supercampeã | Super-campeonato | "Yes, Nós Temos Braguinha" (Samba-enredo composto por Arroz, Comprido, Hélio Turco, Jajá e Jurandir) | Max Lopes | [ 552 ] [ 601 ] [ 602 ]       |
| 1985                          | 9.º Lugar | Grupo 1A | "Abram Alas que Eu Quero Passar - Chiquinha Gonzaga" (Samba-enredo composto por Darcy da Mangueira, Hélio Turco e Jurandir)                                                                              | Elói Machado | [ 552 ] [ 603 ]               |
| 1986                          | Campeã | Grupo 1A | "Caymmi Mostra ao Mundo o que a Bahia e a Mangueira Têm" (Samba-enredo composto por Ivo Meirelles, Lula e Paulinho)                                                                                      | Júlio Mattos | [ 552 ] [ 604 ]               |
| 1987                          | Campeã | Grupo 1 | "No Reino das Palavras, Carlos Drummond de Andrade" (Samba-enredo composto por Bira do Ponto, Rody e Verinha)                                                                                            | Júlio Mattos | [ 552 ] [ 605 ]               |
| 1988                          | Vice-campeã | Grupo 1 | "Cem Anos de Liberdade, Realidade ou Ilusão?" (Samba-enredo composto por Alvinho, Hélio Turco e Jurandir)                                                                                                | Júlio Mattos | [ 552 ] [ 606 ]               |
| 1989                          | 11.º Lugar | Grupo 1 | "Trinca de Reis" (Samba-enredo composto por Adilson do Violão, Fandinho e Ney) | Júlio Mattos | [ 552 ] [ 607 ]               |
| 1990                          | 8.º Lugar | Especial | "E Deu a Louca no Barroco" (Samba-enredo composto por Alvinho, Hélio Turco e Jurandir) | Ernesto Nascimento e Fábio Borges                                                                                   | [ 552 ] [ 608 ]               |
| 1991                          | 12.º Lugar | Especial | "As Três Rendeiras do Universo" (Samba-enredo composto por Alvinho, Hélio Turco e Jurandir) | Ernesto Nascimento e Cláudio Rodrigues                                                                              | [ 552 ] [ 609 ]               |
| 1992                          | 6.º Lugar | Especial | "Se Todos Fossem Iguais a Você - Tom Jobim" (Samba-enredo composto por Alvinho, Hélio Turco e Jurandir)                                                                                                  | Ilvamar Magalhães                                                                                                   | [ 552 ] [ 610 ]               |
| 1993                          | 5.º Lugar | Especial | "Dessa Fruta Eu Como Até o Caroço" (Samba-enredo composto por Bira do Ponto, Eraldo Caê, Dirceu, Verinha, Preto, Fernando de Lima, Ney Mattos e Gustavo Clarão)                                          | Ilvamar Magalhães                                                                                                   | [ 552 ] [ 611 ]               |
| 1994                          | 11.º Lugar | Especial | "Atrás da Verde e Rosa Só não Vai Quem Já Morreu" (Samba-enredo composto por Carlos Senna, David Corrêa, Fernando de Lima e Paulinho de Carvalho)                                                        | Ilvamar Magalhães                                                                                                   | [ 552 ] [ 612 ]               |
| 1995                          | 6.º Lugar | Especial | "A Esmeralda do Atlântico" (Samba-enredo composto por Fernando de Lima, Paulinho de Carvalho, Rody e Verinha)                                                                                            | Ilvamar Magalhães                                                                                                   | [ 552 ] [ 613 ]               |
| 1996                          | 4.º Lugar | Especial | "Os Tambores da Mangueira na Terra da Encantaria" (Samba-enredo composto por Chiquinho Campo Grande e Marcondes)                                                                                         | Oswaldo Jardim | [ 552 ] [ 614 ]               |
| 1997                          | 3.º Lugar | Especial | "O Olimpo É Verde e Rosa" (Samba-enredo composto por Chiquinho Campo Grande, Jorge Magalhães e Leque) | Oswaldo Jardim | [ 552 ] [ 615 ]               |
| 1998                          | Campeã (Empate com a Beija-Flor)                                                                                    | Especial | "Chico Buarque da Mangueira" (Samba-enredo composto por Carlinhos das Camisas, Nelson Csipai, Nelson Dalla Rosa e Herivaldo Martins Vilas Boas)                                                          | Alexandre Louzada                                                                                                   | [ 552 ] [ 616 ]               |
| 1999                          | 7.º Lugar | Especial | "O Século do Samba" (Samba-enredo composto por Adalberto, Jerônimo e Jocelino) | Alexandre Louzada                                                                                                   | [ 214 ] [ 552 ]               |
| 2000                          | 7.º Lugar | Especial | "Dom Obá II - Rei dos Esfarrapados, Príncipe do Povo" (Samba-enredo composto por Bizuca, Gilson Bernini, Marcelo D'Aguiã e Valter Venenoso)                                                              | Alexandre Louzada                                                                                                   | [ 552 ] [ 617 ]               |
| 2001                          | 3.º Lugar | Especial | "A Seiva da Vida" (Samba-enredo composto por Bizuca, Clóvis Pê, Gilson Bernini e Marcelo D'Aguiã) | Max Lopes | [ 552 ] [ 618 ]               |
| 2002                          | Campeã | Especial | "Brazil com 'Z' É pra Cabra da Peste, Brasil com 'S' É Nação do Nordeste" (Samba-enredo composto por Amendoim e Lequinho)                                                                                | Max Lopes | [ 552 ] [ 619 ]               |
| 2003                          | Vice-campeã | Especial | "Os Dez Mandamentos! O Samba da Paz Canta a Saga da Liberdade" (Samba-enredo composto por Bizuca, Clóvis Pê, Gilson Bernini e Marcelo D'Aguiã)                                                           | Max Lopes | [ 552 ] [ 620 ]               |
| 2004                          | 3.º Lugar | Especial | "Mangueira Redescobre a Estrada Real… E Deste Eldorado Faz Seu Carnaval" (Samba-enredo composto por Almyr, Cadu, Gabriel e Guilherme)                                                                    | Max Lopes | [ 552 ] [ 621 ]               |
| 2005                          | 6.º Lugar | Especial | "Mangueira Energiza a Avenida. O Carnaval É Pura Energia e a Energia É o Nosso Desafio" (Samba-enredo composto por Amendoim, Lequinho e Jr. Fionda)                                                      | Max Lopes | [ 552 ] [ 622 ]               |
| 2006                          | 4.º Lugar | Especial | "Das Águas do São Francisco, Nasce Um Rio de Esperança" (Samba-enredo composto por Cosminho, Gilson Bernini e Henrique Gomes)                                                                            | Max Lopes | [ 552 ] [ 623 ]               |
| 2007                          | 3.º Lugar | Especial | "Minha Língua É Minha Pátria, Mangueira, Meu Grande Amor. Meu Samba Vai ao Lácio e Colhe a Última Flor" (Samba-enredo composto por Amendoim, Aníbal, Jr. Fionda e Lequinho)                              | Max Lopes | [ 552 ] [ 624 ]               |
| 2008                          | 10.º Lugar | Especial | "100 Anos do Frevo, É de Perder o Sapato. Recife Mandou Me Chamar…" (Samba-enredo composto por Aníbal, Francisco do Pagode, Jr. Fionda, Lequinho e Silvão)                                               | Max Lopes | [ 552 ] [ 625 ]               |
| 2009                          | 6.º Lugar | Especial | "A Mangueira Traz os Brasis do Brasil Mostrando a Formação do Povo Brasileiro" (Samba-enredo composto por Gilson Bernini, Gusttavo Clarão, Jr. Fionda e Lequinho)                                        | Roberto Szaniecki                                                                                                   | [ 552 ] [ 626 ]               |
| 2010                          | 6.º Lugar | Especial | "Mangueira É Música do Brasil" (Samba-enredo composto por Machado, Paulinho Bandolim, Renan Brandão e Rodrigo Carioca)                                                                                   | Jaime Cezário e Jorge Caribé                                                                                        | [ 552 ] [ 627 ]               |
| 2011                          | 3.º Lugar | Especial | "O Filho Fiel, Sempre Mangueira" (Samba-enredo composto por Aílton Nunes, Alemão do Cavaco, Cesinha Maluco, Pê Santana, Baianinho, José Rifai e Xavier)                                                  | Mauro Quintaes e Wagner Gonçalves                                                                                   | [ 552 ] [ 628 ]               |
| 2012                          | 7.º Lugar | Especial | "Vou Festejar! Sou Cacique, Sou Mangueira!" (Samba-enredo composto por Igor Leal, Jr. Fionda, Lequinho e Paulinho Carvalho)                                                                              | Cid Carvalho | [ 552 ] [ 629 ]               |
| 2013                          | 8.º Lugar | Especial | "Cuiabá: Um Paraíso no Centro da América" (Samba-enredo composto por Igor Leal, Jr. Fionda, Lequinho e Paulinho Carvalho)                                                                                | Cid Carvalho | [ 552 ] [ 630 ]               |
| 2014                          | 8.º Lugar | Especial | "A Festança Brasileira Cai no Samba da Mangueira" (Samba-enredo composto por Igor Leal, Jr. Fionda, Lequinho e Paulinho Carvalho)                                                                        | Rosa Magalhães | [ 552 ] [ 631 ]               |
| 2015                          | 10.º Lugar | Especial | "Agora Chegou a Vez Vou Cantar: Mulher de Mangueira, Mulher Brasileira em Primeiro Lugar!" (Samba-enredo composto por Alemão do Cavaco, Almyr, Cadu, Deivid Domênico, Paulinho Bandolim e Renan Brandão) | Cid Carvalho | [ 552 ] [ 632 ]               |
| 2016                          | Campeã | Especial | "Maria Bethânia: A Menina dos Olhos de Oyá" (Samba-enredo composto por Alemão do Cavaco, Almyr, Cadu, Lacyr D Mangueira, Paulinho Bandolim e Renan Brandão)                                              | Leandro Vieira | [ 552 ] [ 633 ]               |
| 2017                          | 4.º Lugar | Especial | "Só com a Ajuda do Santo" (Samba-enredo composto por Lequinho, Jr. Fionda, Flavinho Horta, Gabriel Martins e Igor Leal)                                                                                  | Leandro Vieira | [ 552 ] [ 634 ]               |
| 2018                          | 5.º Lugar | Especial | "Com Dinheiro ou sem Dinheiro, Eu Brinco!" (Samba-enredo composto por Lequinho, Júnior Fionda, Alemão do Cavaco, Gabriel Machado, Wagner Santos, Gabriel Martins e Igor Leal)                            | Leandro Vieira | [ 635 ]                       |
| 2019                          | Campeã | Especial | "História pra Ninar Gente Grande" (Samba-enredo composto por Deivid Domênico, Tomaz Miranda, Mama, Marcio Bola, Ronie Oliveira, Danilo Firmino, Manu da Cuíca e Luiz Carlos Máximo)                      | Leandro Vieira | [ 636 ] [ 637 ]               |
| 2020                          | 6.º Lugar | Especial | "A Verdade Vos Fará Livre" (Samba-enredo composto por Manu da Cuíca e Luiz Carlos Máximo) | Leandro Vieira | [ 638 ]                       |
| 2021                          | Não houve desfile devido a pandemia de Covid-19                                                                     | Não houve desfile devido a pandemia de Covid-19                                                                     | Não houve desfile devido a pandemia de Covid-19 | Não houve desfile devido a pandemia de Covid-19                                                                     | [ 639 ]                       |
| 2022                          | 7.º Lugar | Especial | "Angenor, José e Laurindo" (Samba-enredo composto por Moacyr Luz, Pedro Terra, Bruno Souza e Leandro Almeida)                                                                                            | Leandro Vieira | [ 640 ]                       |
| 2023                          | 5.º Lugar | Especial | "As Áfricas que a Bahia Canta" (Samba-enredo composto por Lequinho, Junior Fionda, Gabriel Machado, Guilherme Sá e Paulinho Bandolim)                                                                    | Annik Salmon e Guilherme Estevão                                                                                    | [ 641 ]                       |
| 2024                          | 7.º Lugar | Especial | "A Negra Voz do Amanhã" (Samba-enredo composto por Lequinho, Junior Fionda, Gabriel Machado, Fadico, Guilherme Sá e Paulinho Bandolim)                                                                   | Annik Salmon e Guilherme Estevão                                                                                    | [ 642 ]                       |
| 2025                          | 6.º Lugar | Especial | "À Flor da Terra - No Rio da Negritude Entre Dores e Paixões" (Samba-enredo composto por Lequinho, Junior Fionda, Gabriel Machado, Julio Alves, Guilherme Sá e Paulinho Bandolim)                        | Sidnei França | [ 536 ] [ 537 ]               |
| 2026                          | | Especial | "Mestre Sacaca do Encanto Tucuju - O Guardião da Amazônia Negra" | Sidnei França | [ 643 ]                       |

## Títulos
A Mangueira possui vinte títulos no carnaval carioca desfilando pelo primeiro grupo (atual Grupo Especial) e foi a campeã do primeiro desfile oficial, realizado em 1932 pelo Jornal "O Mundo Esportivo". Em 1984, para comemorar a inauguração do Sambódromo da Marquês de Sapucaí, a liga organizadora dos desfiles anunciou que dividiria as quatorze agremiações em dois dias, havendo uma escola campeã no desfile de domingo, e outra campeã no desfile de segunda-feira. E ainda, as melhores colocadas dos dois dias participariam de um desfile extra - um Supercampeonato - a ser realizado no sábado seguinte ao carnaval. A Mangueira foi a escola campeã do desfile de segunda-feira, se classificando para participar do Supercampeonato, vencendo também esta disputa. Por esse motivo, a Mangueira possui dois títulos no carnaval de 1984, sendo campeã e supercampeã do carnaval carioca daquele ano.
| Títulos da Mangueira | Títulos da Mangueira | Títulos da Mangueira |
| -------------------- | -------------------- | --- |
| Divisão              | Títulos              | Carnavais |
| Primeira divisão     | 20                   | 1932, 1933, 1934, 1940, 1949, 1950, 1954, 1960, 1961, 1967, 1968, 1973, 1984 (campeã), 1984 (supercampeã), 1986, 1987, 1998, 2002, 2016, 2019 |

## Premiações
A Mangueira tem uma vasta lista de prêmios recebidos ao longo de sua história. A escola é a maior vencedora do Estandarte de Ouro, considerado o "óscar do carnaval carioca". Também conquistou diversas outras premiações como Tamborim de Ouro; S@mba-Net; Estrela do Carnaval; Prêmio SRzd; entre outros. No ano de 2001, a escola foi condecorada com a Ordem do Mérito Cultural.

## Homenagens
- Em 1972, o Salgueiro homenageou a Mangueira com o enredo "Nossa Madrinha, Mangueira Querida", do carnavalesco Fernando Pamplona, obtendo o quinto lugar do Grupo 1. Foi a primeira vez na história que uma escola de samba fez um desfile em homenagem a outra agremiação.[647]
- Em 1998, a Nenê de Vila Matilde realizou um desfile sobre os setenta anos da Mangueira. Com o enredo "Semente do Samba. União de Gente Bamba", a escola foi vice-campeã do carnaval de São Paulo.[648] O desfile contou com a presença de mangueirenses ilustres como Dona Zica, Dona Neuma, Alcione e Leci Brandão.[649]
- Em 2004, a Lins Imperial homenageou sua escola-madrinha com o enredo "75 Anos da Mangueira. É Bom Se Segurar que a Poeira Vai Subir!", do carnavalesco Jorge Caribé, se classificando em 12.º lugar no Grupo A (segunda divisão) do carnaval carioca.[650]

## Segmentos

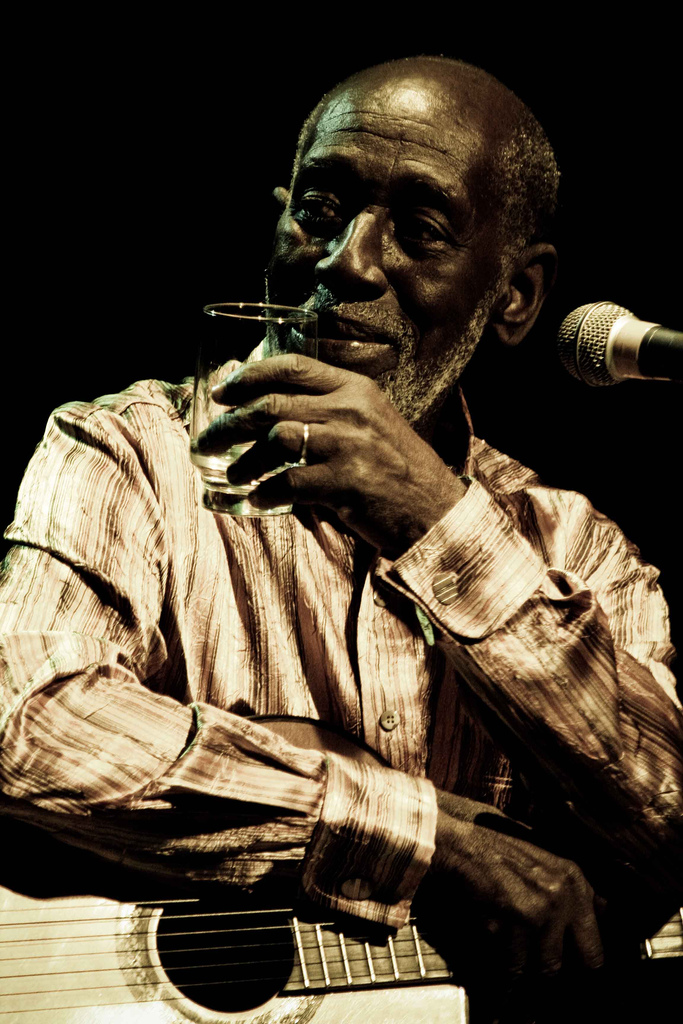
Nelson Sargento foi presidente de honra da Mangueira entre os anos 2013 e 2021.

### Presidência
| Presidentes                       | Mandato       | Vice-presidentes | Ref.            |
| --------------------------------- | ------------- | ---------------- | --------------- |
| Saturnino Gonçalves               | 1928–1935     | *                | [ 652 ] [ 653 ] |
| Júlio Dias Moreira                | 1935–1937     | *                | [ 652 ] [ 653 ] |
| Agenor Murilo de Castro           | 1937–1938     | *                | [ 652 ] [ 653 ] |
| Arlindo Rodrigues                 | 1938–1940     | *                | [ 652 ] [ 653 ] |
| Francisco Honorato do Nascimento  | 1940–1942     | *                | [ 652 ] [ 653 ] |
| Marcelino José Claudino           | 1942–1950     | *                | [ 652 ] [ 653 ] |
| Arlindo Maximiano dos Santos      | 1950–1952     | *                | [ 652 ] [ 653 ] |
| Macelino José Claudino            | 1952–1958     | *                | [ 652 ] [ 653 ] |
| Oswaldo Holanda                   | 1958–1960     | *                | [ 652 ] [ 653 ] |
| Roberto Paulino                   | 1960–1962     | *                | [ 652 ] [ 653 ] |
| Manoel Pereira Filho              | 1962–1964     | *                | [ 652 ] [ 653 ] |
| Juvenal Lopes                     | 1964–1970     | *                | [ 652 ] [ 653 ] |
| Djalma dos Santos (Djalma Preto)  | 1970–1974     | *                | [ 652 ] [ 653 ] |
| Darque Dias Moreira               | 1974–1976     | *                | [ 652 ] [ 653 ] |
| Ubirajara Maximiano Rosário       | 1976–1978     | *                | [ 652 ] [ 653 ] |
| Ed Miranda Rosa                   | 1978–1980     | *                | [ 652 ] [ 653 ] |
| Percival Pires                    | 1980–1983     | *                | [ 652 ] [ 653 ] |
| Djalma dos Santos (Djalma Preto)  | 1983–1986     | *                | [ 652 ] [ 653 ] |
| Carlos Alberto Dória              | 1986–1988     | *                | [ 652 ] [ 653 ] |
| Elísio Dória Filho                | 1988–1989     | *                | [ 652 ] [ 653 ] |
| José Ananias de Barcelos          | 1989–1992     | *                | [ 652 ] [ 653 ] |
| Roberto Firmino dos Santos        | 1992–1995     | *                | [ 652 ] [ 653 ] |
| Elmo José dos Santos              | 1995–2001     | *                | [ 652 ] [ 653 ] |
| Alvaro Luiz Caetano (Alvinho)     | 2001–2006     | *                | [ 652 ] [ 653 ] |
| Percival Pires                    | 2006–2007     | *                | [ 652 ] [ 653 ] |
| Eli Gonçalves da Silva (Chininha) | 2008–2009     | *                | [ 652 ] [ 653 ] |
| Ivo Meirelles                     | 2010–2013     | *                | [ 652 ] [ 653 ] |
| Chiquinho da Mangueira            | 2013–2016     | *                | [ 393 ]         |
| Chiquinho da Mangueira            | 2016–2018     | Aramis Santos    | [ 435 ] [ 654 ] |
| Aramis Santos                     | 2018–2019     | -                | [ 655 ] [ 656 ] |
| Elias Riche                       | 2019–2022     | Guanayra Firmino | [ 487 ]         |
| Guanayra Firmino                  | 2022–2025     | Moacyr Barreto   | [ 513 ]         |
| Guanayra Firmino                  | 2025–presente | Moacyr Barreto   | [ 544 ]         |

### Presidentes de Honra

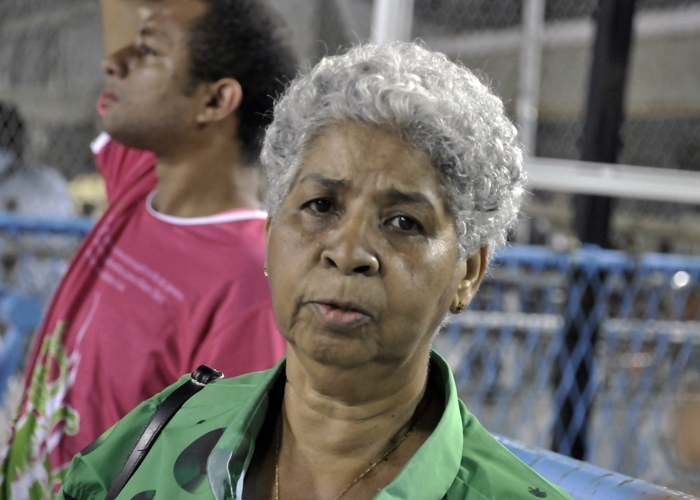
Chininha é a atual presidente de honra da Mangueira.

| Presidente de honra | Período       | Ref.                    |
| ------------------- | ------------- | ----------------------- |
| Juvenal Lopes       | 1970-1981     | [ 39 ]                  |
| Carlos Cachaça      | 1995-1999     | [ 187 ] [ 186 ]         |
| Jamelão             | 1999-2008     | [ 657 ]                 |
| Roberto Paulino     | 2008-2011     | [ 361 ]                 |
| Delegado            | 2011-2012     | [ 377 ]                 |
| Nelson Sargento     | 2013–2021     | [ 378 ]                 |
| Hélio Turco         | 2021–2023     | [ 499 ] [ 658 ] [ 659 ] |
| Chininha            | 2023–presente | [ 523 ]                 |

### Intérpretes

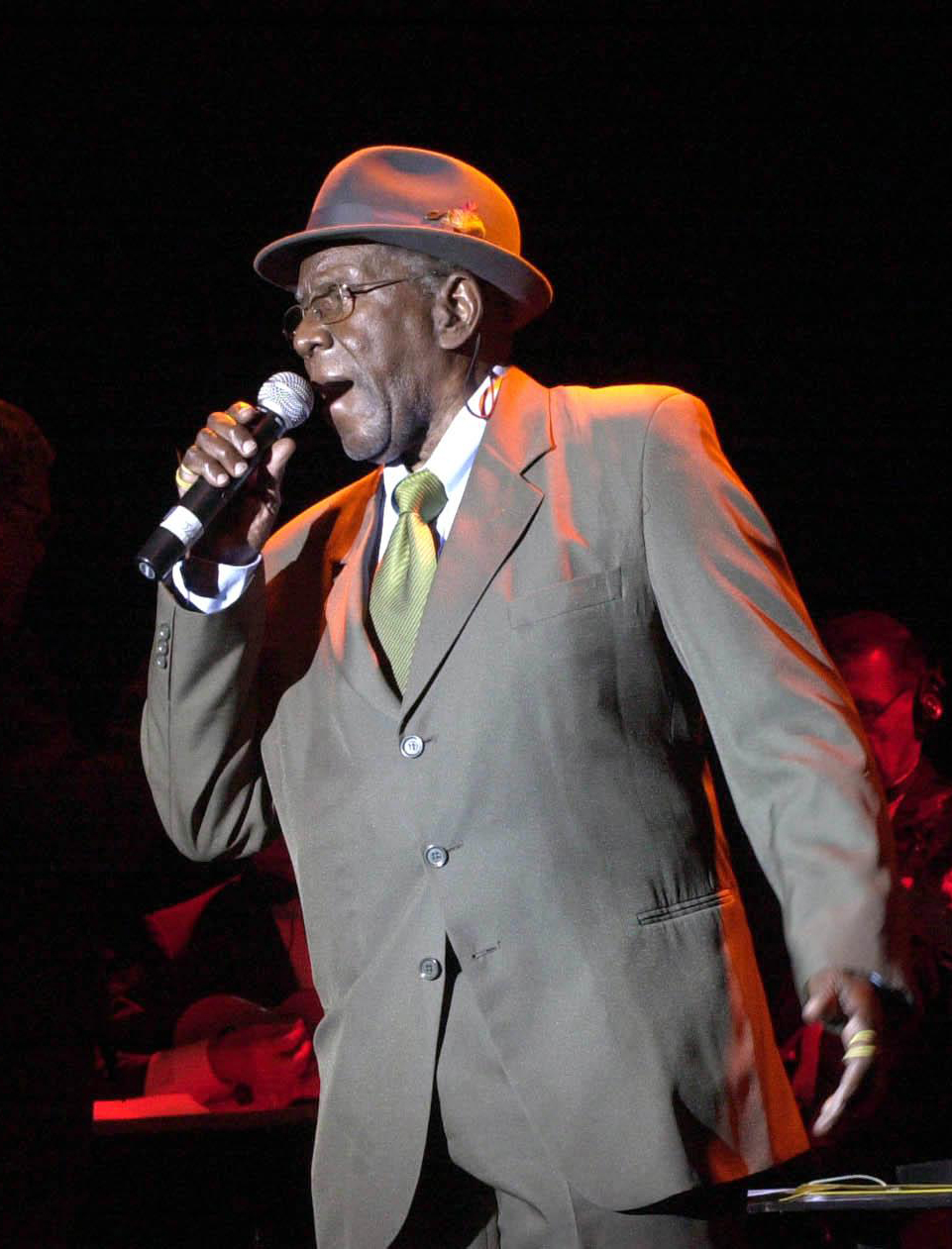
O cantor e compositor Jamelão foi o intérprete oficial da Estação Primeira de Mangueira durante 57 anos.

| Intérpretes                                          | Carnavais | Ref.                            |
| ---------------------------------------------------- | --------- | ------------------------------- |
| Jamelão                                              | 1949–1984 | [ 661 ]                         |
| Jurandir da Mangueira                                | 1985      | [ 662 ]                         |
| Jamelão                                              | 1986–2006 | [ 661 ]                         |
| Luizito                                              | 2007–2009 | [ 663 ]                         |
| Luizito, Rixxah e Zé Paulo Sierra                    | 2010      | [ 663 ] [ 664 ] [ 665 ]         |
| Luizito, Zé Paulo Sierra e Ciganerey                 | 2011–2012 | [ 663 ] [ 665 ] [ 666 ]         |
| Luizito, Zé Paulo Sierra, Ciganerey e Agnaldo Amaral | 2013      | [ 663 ] [ 665 ] [ 666 ] [ 667 ] |
| Luizito                                              | 2014–2015 | [ 663 ]                         |
| Ciganerey                                            | 2016–2018 | [ 668 ]                         |
| Marquinho Art'Samba                                  | 2019–2022 | [ 669 ]                         |
| Marquinho Art'Samba e Dowglas Diniz                  | 2023–2025 | [ 670 ]                         |
| Dowglas Diniz                                        | 2026      | [ 543 ]                         |

### Comissão de Frente

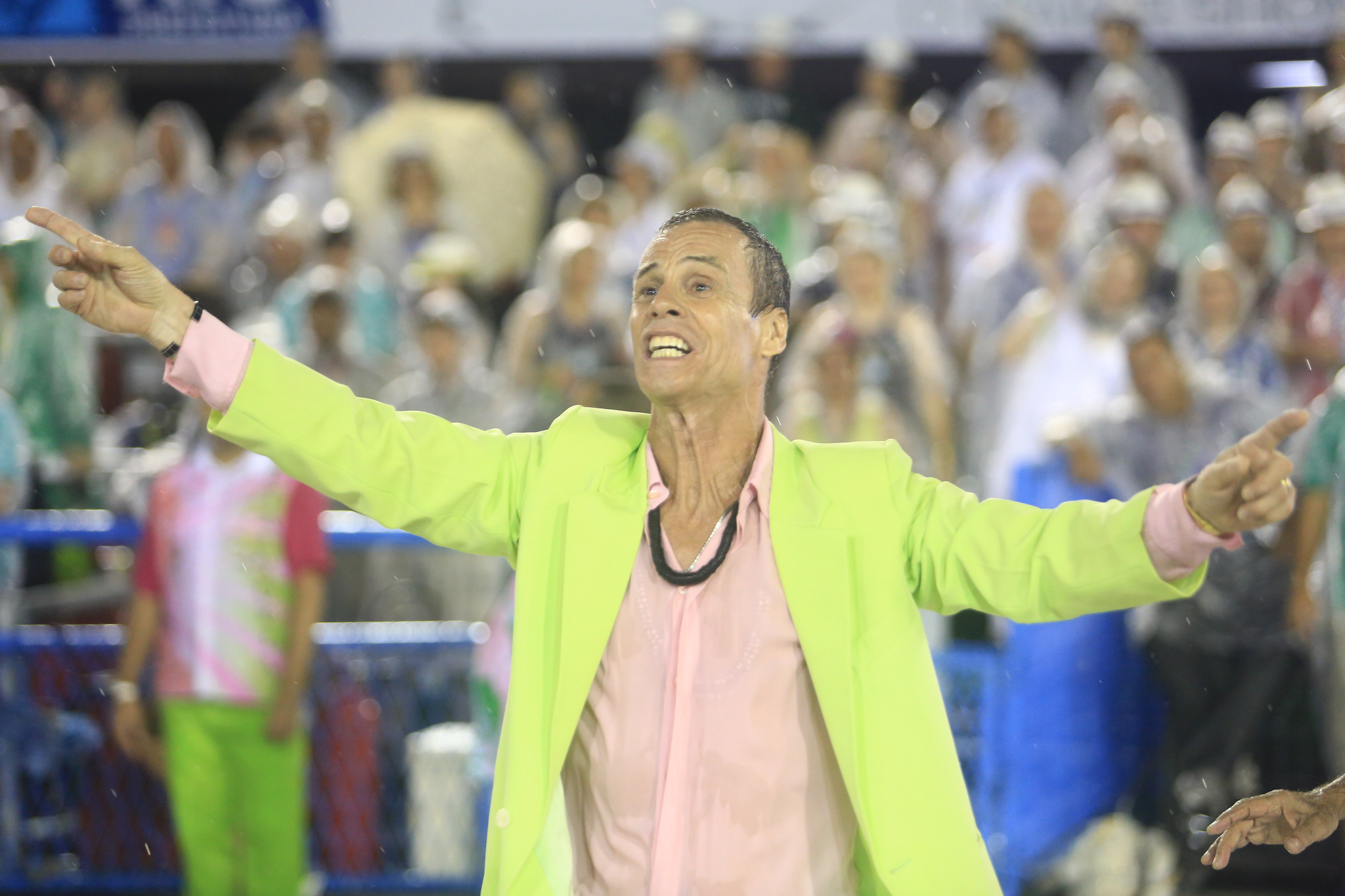
O coreógrafo Carlinhos de Jesus fez história com suas comissões de frente na Mangueira.

| Coreógrafos(as)                 | Carnavais     | Ref.            |
| ------------------------------- | ------------- | --------------- |
| Diana Magalhães                 | 1985          | [ 603 ]         |
| Moacir de Abreu Castelo Branco  | 1990–1991     | [ 671 ] [ 672 ] |
| Marília Barbosa                 | 1992          | [ 673 ]         |
| Moacir de Abreu Castelo Branco  | 1993–1994     | [ 674 ]         |
| Deborah Colker                  | 1995–1997     | [ 675 ]         |
| Carlinhos de Jesus              | 1998–2008     | [ 676 ] [ 677 ] |
| Janice Botelho                  | 2009          | [ 317 ] [ 678 ] |
| Jaime Arôxa                     | 2010–2012     | [ 679 ] [ 680 ] |
| Marcelo Chocolate               | 2013          | [ 681 ]         |
| Carlinhos de Jesus              | 2014–2015     | [ 682 ] [ 683 ] |
| Junior Scapin                   | 2016–2017     | [ 684 ]         |
| Adriana Salomão e Steven Harper | 2018          | [ 685 ]         |
| Priscilla Mota e Rodrigo Negri  | 2019–2022     | [ 686 ]         |
| Claudia Mota                    | 2023          | [ 514 ]         |
| Lucas Maciel e Karina Dias      | 2024–presente | [ 524 ]         |

### Mestre-sala e Porta-bandeira

#### Primeiro casal

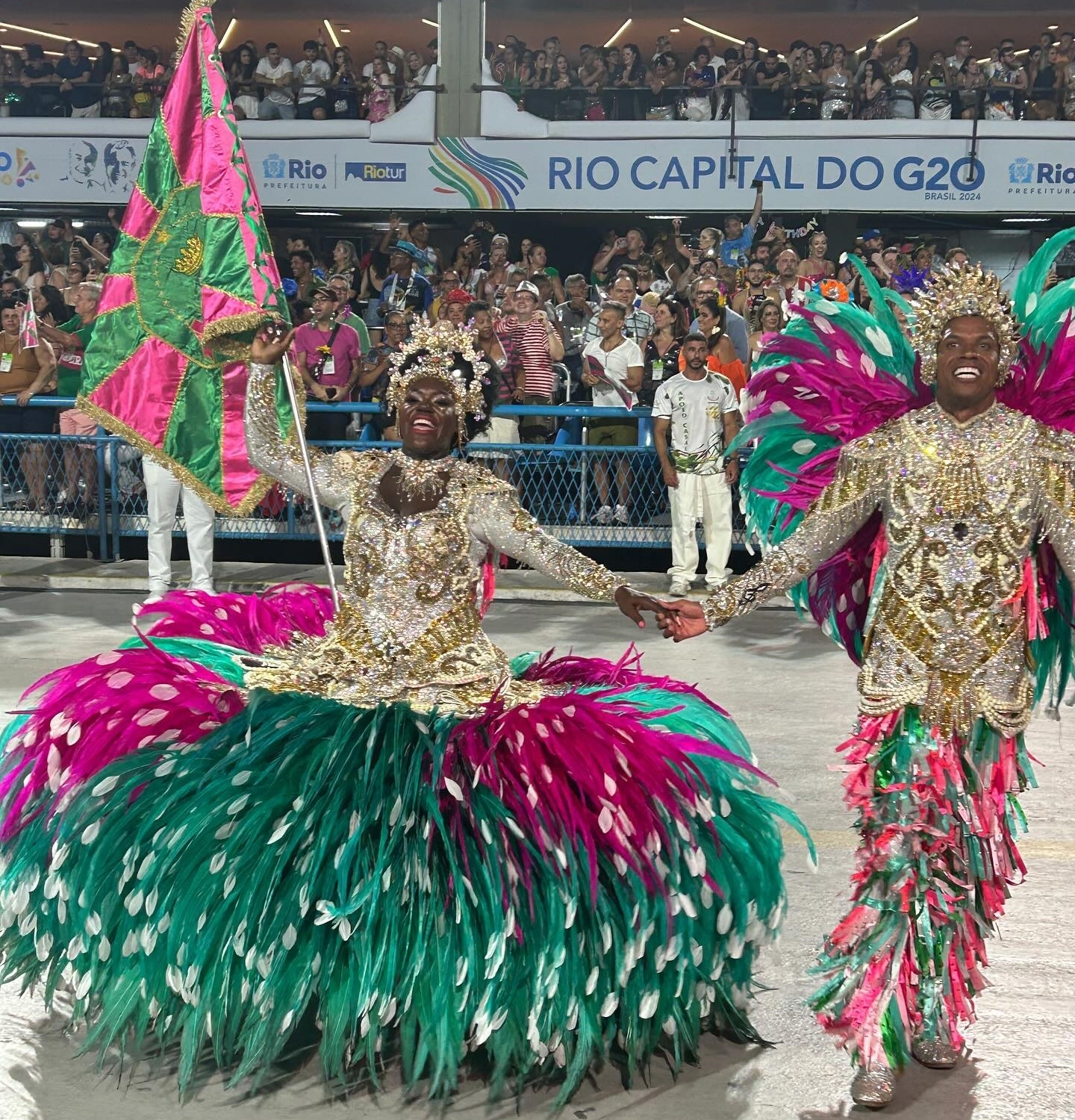
O atual primeiro casal da Mangueira, Matheus Olivério e Cintya Santos, no desfile de 2024.

| Primeiro casal                            | Carnavais     | Ref.            |
| ----------------------------------------- | ------------- | --------------- |
| Marcelino José Claudino (Maçu) e Raimunda | 1932–1935     |                 |
| Jorge Rasgado e Nininha Chochoba          | 1940–1942     | [ 557 ] [ 687 ] |
| Delegado e Nininha Chochoba               | 1943–1953     | [ 688 ] [ 689 ] |
| Delegado e Neide                          | 1954–1971     | [ 690 ] [ 691 ] |
| Zequinha e Neide                          | 1972          | [ 692 ]         |
| Élcio PV e Neide                          | 1973          | [ 693 ]         |
| Roxinho e Neide                           | 1974          | [ 694 ]         |
| Robertinho e Neide                        | 1975          | [ 695 ]         |
| Roxinho e Neide                           | 1976–1977     | [ 696 ] [ 697 ] |
| Delegado e Neide                          | 1978–1980     | [ 698 ] [ 699 ] |
| Delegado e Mocinha                        | 1981–1984     | [ 700 ] [ 701 ] |
| Lilico e Mocinha                          | 1985–1988     | [ 702 ] [ 703 ] |
| Lilico e Tidinha                          | 1989–1990     | [ 671 ] [ 704 ] |
| Robertinho e Tidinha                      | 1991          | [ 672 ]         |
| Marquinhos e Ircléia                      | 1992–1994     | [ 673 ] [ 705 ] |
| Marquinhos e Giovanna Justo               | 1995–2009     | [ 675 ] [ 678 ] |
| Raphael Rodrigues e Marcella Alves        | 2010–2013     | [ 679 ] [ 681 ] |
| Raphael Rodrigues e Squel Jorgea          | 2014–2016     | [ 682 ]         |
| Matheus Olivério e Squel Jorgea           | 2017–2022     | [ 436 ]         |
| Matheus Olivério e Cintya Santos          | 2023–presente | [ 512 ]         |

#### Segundo casal

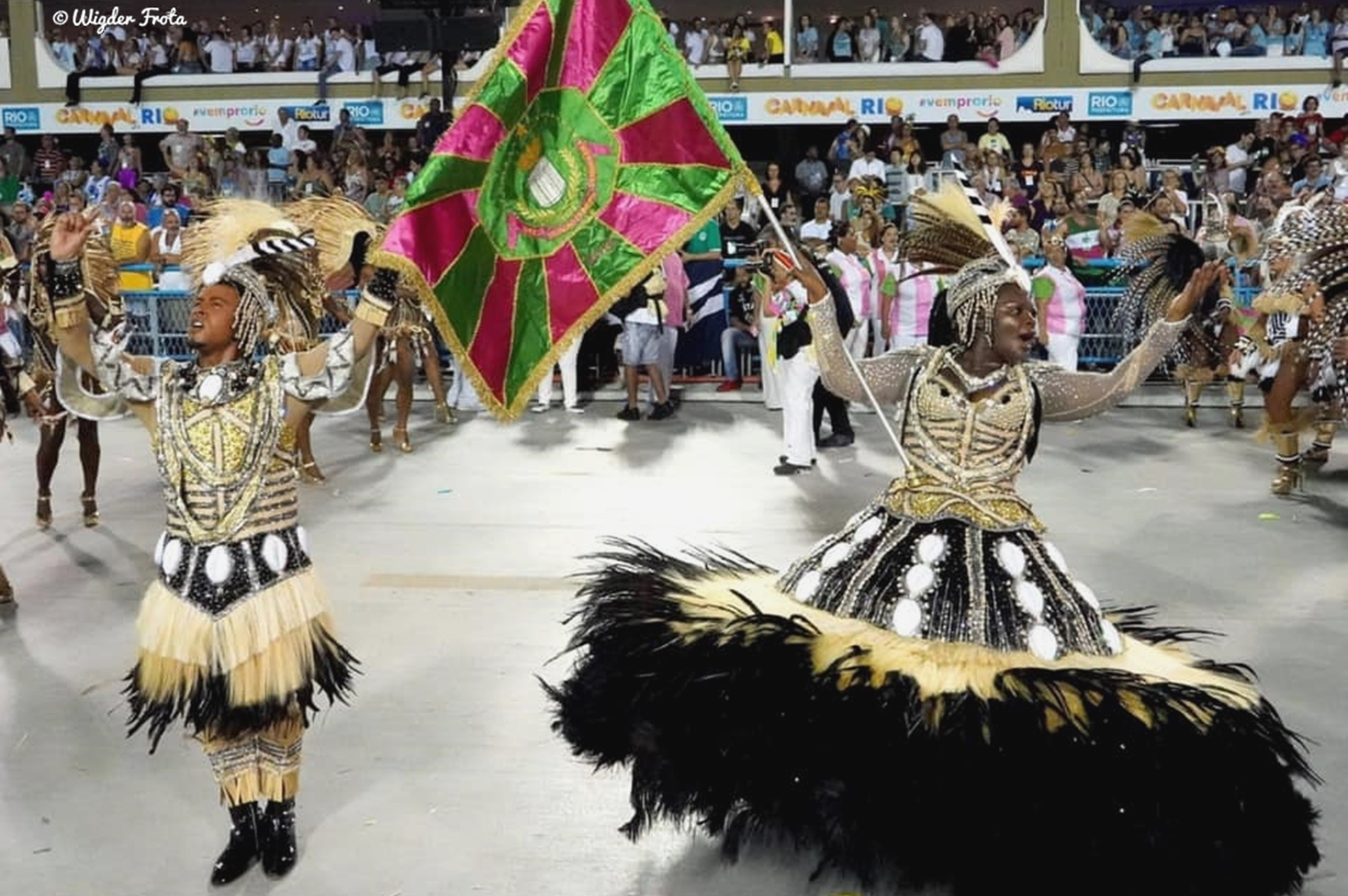
Segundo casal da Mangueira, Renan e Débora, no desfile campeão de 2019.

| Segundo casal                            | Carnavais     | Ref.            |
| ---------------------------------------- | ------------- | --------------- |
| Arísio e Mocinha                         | 1972-1973     | [ 706 ] [ 707 ] |
| Robertinho e Mocinha                     | 1974          | [ 708 ]         |
| Edinho e Mocinha                         | 1977          | [ 709 ]         |
| Lilico e Mocinha                         | 1980          | [ 710 ]         |
| Robertinho e Tidinha                     | 1984-1988     | [ 711 ]         |
| Robertinho e Carla                       | 1989          | [ 712 ]         |
| Robertinho e Patrícia                    | 1990          | [ 713 ]         |
| Marquinhos e Ircléia                     | 1991          | [ 714 ]         |
| Ubirajara e Joceni                       | 1992-1994     | [ 715 ] [ 716 ] |
| Ubiracy Lima (Birinha) e Katia Regina    | 1995          | [ 717 ]         |
| Ubiracy Lima (Birinha) e Elaine Fernanda | 1996-2005     | [ 718 ] [ 719 ] |
| Matheus Olivério e Débora de Almeida     | 2006-2016     | [ 720 ] [ 721 ] |
| Renan Oliveira e Débora de Almeida       | 2017-presente | [ 722 ]         |

### Bateria
A bateria da Mangueira é chamada de "Tem que Respeitar Meu Tamborim" e tem como característica usar o surdo de primeira como única marcação. Possui três prêmios Estandarte de Ouro, concebidos pelos carnavais de 1990, 2011 e 2024.

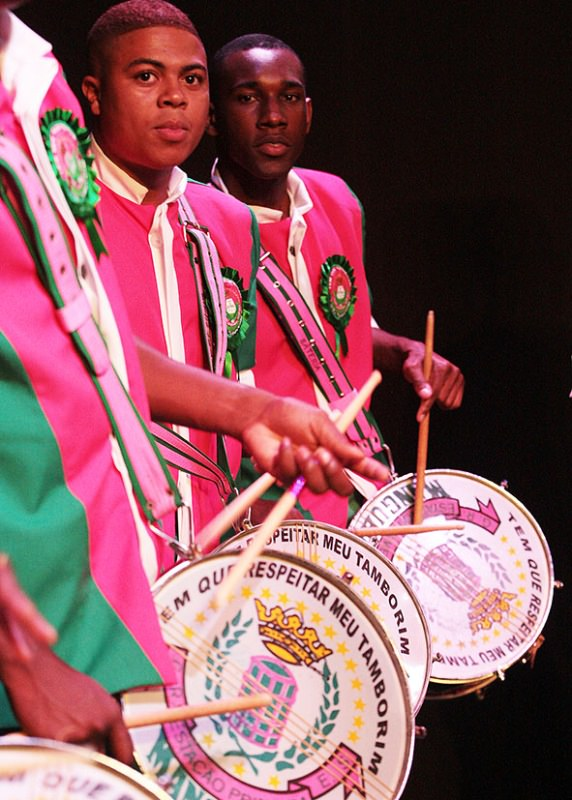
Bateria Tem que Respeitar Meu Tamborim.

| Mestres de bateria                         | Carnavais     | Ref.                    |
| ------------------------------------------ | ------------- | ----------------------- |
| Waldomiro                                  | 1935–1983     | [ 726 ] [ 727 ]         |
| Ximbico e Taranta                          | 1984–1987     | [ 675 ] [ 728 ] [ 729 ] |
| Taranta e Birinha                          | 1988          | [ 606 ]                 |
| Taranta, Birinha, Jaguara e Alcir Explosão | 1989-1990     | [ 132 ]                 |
| Alcir Explosão                             | 1991          | [ 609 ]                 |
| Taranta e Birinha                          | 1992          | [ 673 ]                 |
| Alcir Explosão                             | 1993–1998     | [ 674 ] [ 676 ]         |
| Russo                                      | 1999–2003     | [ 730 ] [ 731 ]         |
| Marrom                                     | 2004–2006     | [ 732 ] [ 733 ]         |
| Russo                                      | 2007          | [ 734 ]                 |
| Taranta                                    | 2008–2009     | [ 677 ] [ 678 ]         |
| Jaguara Filho                              | 2010          | [ 679 ]                 |
| Aílton Nunes                               | 2011–2014     | [ 682 ] [ 735 ]         |
| Rodrigo Explosão e Vitor Art               | 2015–2018     | [ 406 ] [ 683 ]         |
| Wesley do Repique                          | 2019–2022     | [ 736 ]                 |
| Rodrigo Explosão e Taranta Neto            | 2023–presente | [ 516 ]                 |

#### Rainhas
A partir da década de 1980, a Mangueira passou a realizar concurso entre mulheres do Morro da Mangueira para escolher a rainha e duas princesas de bateria. A tradição foi interrompida em 2007. Em 2014, a escola voltou a ter uma rainha de bateria nascida e moradora da comunidade.

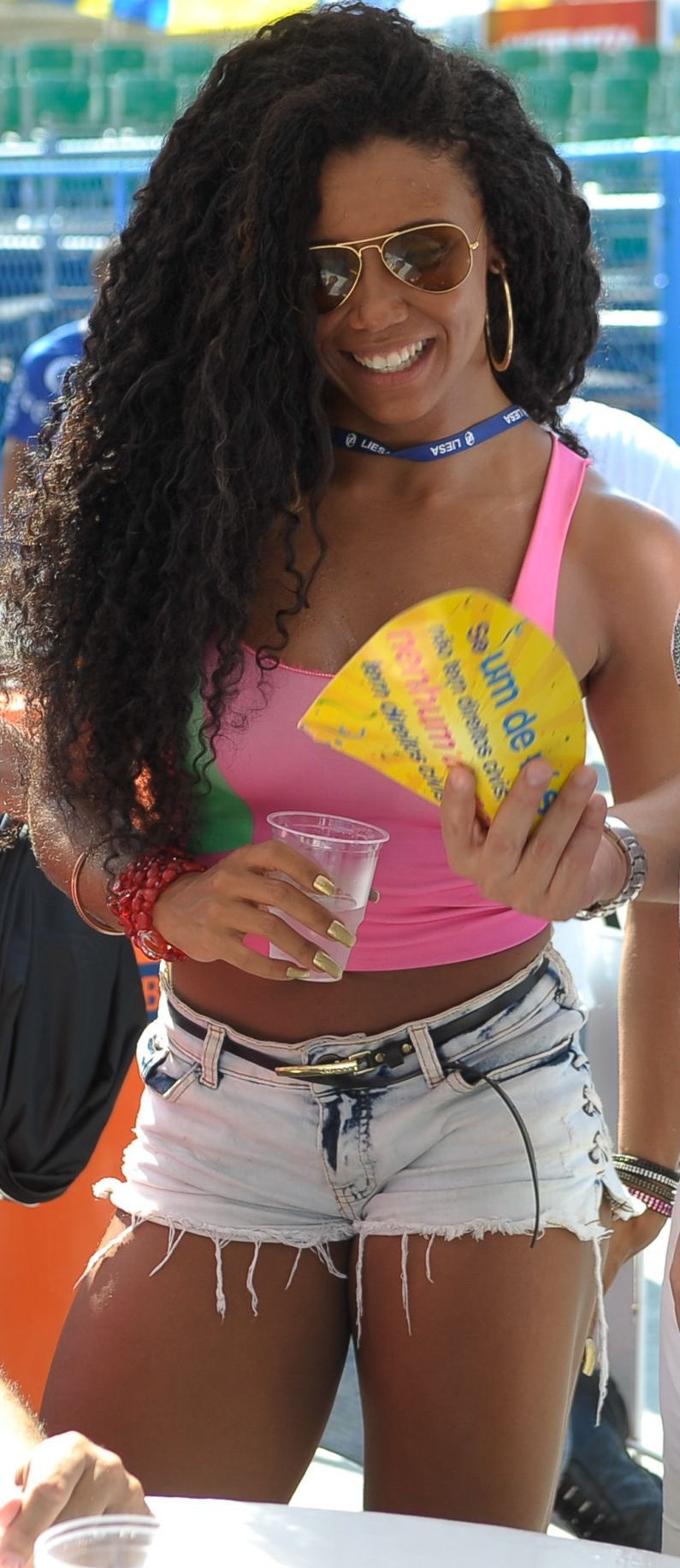
A atual rainha de bateria da Mangueira, Evelyn Bastos, durante a apuração do carnaval de 2016.

| Rainhas de bateria   | Carnavais     | Ref.            |
| -------------------- | ------------- | --------------- |
| Valéria Bastos       | 1981–1983     | [ 398 ] [ 738 ] |
| Ednéia de Oliveira   | 1984          | [ 739 ]         |
| Valéria Bastos       | 1987–1989     | [ 398 ]         |
| Janaína Parente      | 1991          | [ 740 ]         |
| Viviane Vaz          | 1993          | [ 741 ]         |
| Rose Nascimento      | 1994          | [ 742 ]         |
| Viviane Vaz          | 1995          | [ 741 ]         |
| Ana Paula Pereira    | 1997          | [ 743 ]         |
| Fabiana Oliveira     | 1998          | [ 398 ]         |
| Tânia Bisteka        | 1999          | [ 744 ] [ 745 ] |
| Márcia dos Santos    | 2000          | [ 398 ]         |
| Tânia Bisteka        | 2001          | [ 744 ] [ 745 ] |
| Claudiene Esteves    | 2002          | [ 745 ] [ 746 ] |
| Fabiana Oliveira     | 2003          | [ 747 ]         |
| Fernanda Oliveira    | 2004          | [ 748 ]         |
| Amanda Mattos        | 2005          | [ 749 ]         |
| Jaqueline Nascimento | 2006          | [ 750 ]         |
| Preta Gil            | 2007          | [ 751 ]         |
| Gracyanne Barbosa    | 2008–2009     | [ 752 ] [ 753 ] |
| Renata Santos        | 2010–2012     | [ 754 ]         |
| Gracyanne Barbosa    | 2013          | [ 381 ]         |
| Evelyn Bastos        | 2014–presente | [ 398 ] [ 738 ] |

### Direção de Carnaval

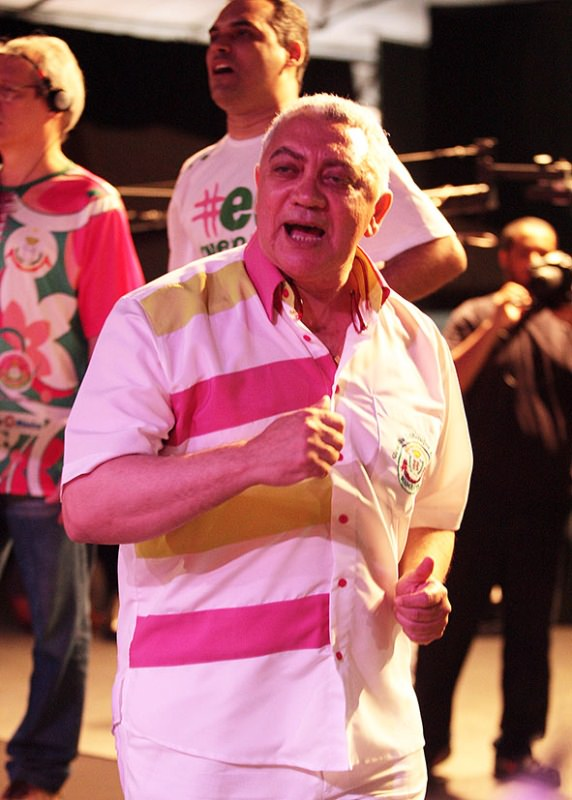
Elmo José dos Santos foi presidente da escola, ritmista, compositor e diretor de carnaval.

| Diretores de carnaval                     | Carnavais     | Ref.            |
| ----------------------------------------- | ------------- | --------------- |
| Pedro Paulo Lopes                         | 1985          | [ 603 ]         |
| José Petrus                               | 1991          | [ 672 ]         |
| Percival Pires                            | 1992          | [ 755 ]         |
| Guanayra Firmino dos Santos               | 1995          | [ 675 ]         |
| Eli Gonçalves (Chininha) e Percival Pires | 1996–1997     | [ 614 ] [ 756 ] |
| Percival Pires                            | 1998–2001     | [ 676 ] [ 757 ] |
| Comissão de Carnaval                      | 2002–2003     | [ 758 ] [ 759 ] |
| Elmo José e Percival Pires                | 2004–2006     | [ 732 ] [ 733 ] |
| Eli Gonçalves (Chininha)                  | 2007–2008     | [ 677 ] [ 734 ] |
| Celso dos Santos Rodrigues                | 2009          | [ 678 ]         |
| Nilcemar Nogueira                         | 2010          | [ 679 ]         |
| Jeferson Carlos                           | 2011–2013     | [ 681 ] [ 735 ] |
| Comissão de Carnaval                      | 2014          | [ 682 ]         |
| Júnior Schall                             | 2015–2016     | [ 683 ] [ 684 ] |
| Comissão de Carnaval                      | 2017–2022     |                 |
| Amauri Wanzeler                           | 2023–2024     | [ 517 ]         |
| Dudu Azevedo                              | 2025–presente | [ 538 ]         |

### Direção de Harmonia

Xangô da Mangueira dirigiu a harmonia da escola por mais de cinco décadas.

| Diretores de harmonia                                                                                         | Carnavais | Ref.            |
| --- | --------- | --------------- |
| Cartola | 1928-1932 | [ 760 ]         |
| Xangô da Mangueira                                                                                            | 1952-1986 | [ 761 ]         |
| Alberto Pontes                                                                                                | 1985      | [ 603 ]         |
| Xangô da Mangueira                                                                                            | 1986      | [ 604 ]         |
| Delegado | 1987-1991 | [ 762 ]         |
| Xangô da Mangueira                                                                                            | 1992-2008 | [ 761 ]         |
| Sérgio Lucchesi                                                                                               | 2009      | [ 678 ]         |
| José Carlos Netto                                                                                             | 2010      | [ 679 ]         |
| Dimichel Velasco e José Carlos Netto                                                                          | 2011–2012 | [ 680 ] [ 735 ] |
| Dimichel Velasco e Sérgio Lucchesi                                                                            | 2013–2014 | [ 681 ] [ 763 ] |
| Edson Góes | 2015–2019 |                 |
| Renato Kort                                                                                                   | 2020–2022 | [ 764 ]         |
| Helton Dias                                                                                                   | 2023–2025 | [ 517 ]         |
| Alexandre Rouge, Arídio Oliveira, Fábio de Souza, Izadora Neves, Léo Assis, Vinicius Araújo e Valber Frutuoso | 2026      | [ 765 ]         |

## Baluartes
Em 19 de abril de 1998, foi criada a Academia Mangueirense do Samba, nos moldes da Academia Brasileira de Letras, com 22 mangueirenses ilustres, que ganham o título de baluarte da escola. A primeira formação do grupo teve Jamelão, Carlos Cachaça, Dona Neuma, Dona Zica, Tinguinha, Mocinha, Tia Miúda, Chiquinho Modesto, José Ramos, Tuninho Caolho, Zé Crioulinho, Nelson Sargento, Roberto Paulino, entre outros. Sempre após o falecimento de um integrante é realizada uma votação com os remanescentes para a escolha do novo baluarte que sucederá o falecido.
| Cadeira | Baluarte                              | Cadeira | Baluarte                           |
| ------- | ------------------------------------- | ------- | ---------------------------------- |
| 1       | Elias João Riche Filho                | 2       | Emy França de Oliveira             |
| 3       | Maria Helena Abrahão Vieira           | 4       | Gerson Paulo Sammartino            |
| 5       | Nilton de Oliveira                    | 6       | Ermenegilda Dias Moreira (Gilda)   |
| 7       | Arlete da Silva Fialho (Suluca)       | 8       | Eli Gonçalves da Silva (Chininha)  |
| 9       | Ney João Oliveira (Ney Compositor)    | 10      | Carlinhos Pandeiro de Ouro         |
| 11      | Alvaro Luiz Caetano                   | 12      | Neide dos Santos Claudino          |
| 13      | Léa de Araújo (Léia)                  | 14      | João José Riche Netto              |
| 15      | Jorge Nascimento Lopes (Mangueirinha) | 16      | José Alves de Oliveira (Seu Nêgo)  |
| 17      | Ary Jorge da Silva                    | 18      | Márcia da Silva Machado (Guesinha) |
| 19      | Maria Helena Alves Coutinho           | 20      | José Maria Guimarães Monteiro      |
| 21      | Aramis Santos                         | 22      | Tânia Índio do Brasil              |

## Discografia
Além das aparições nos álbuns de sambas-enredos, a Mangueira já lançou os seguintes trabalhos:
- 1964 - Escola de Samba Estação Primeira de Mangueira
- 1966 - Exaltação à Villa-Lobos - Escola de Samba Estação Primeira de Mangueira
- 1968 - Mangueira Ao Vivo - Mangueira Escolhe o Samba-Enredo de 1968
- 1975 - História das Escolas de Samba - Mangueira
- 1993 - Escolas de Samba Enredos - Mangueira
- 1999 - Mangueira - Sambas de Terreiro e Outros Sambas
- 2006 - Os Sambas da Mangueira

## Programa Social
A Mangueira mantém diversos projetos sociais com o auxílio de empresas parceiras e dos governos federal, estadual e municipal. Na década de 1960, foi criado o Departamento Esportivo da Mangueira, com o oferecimento de treinamento a jovens da comunidade. Sem um local apropriado, o treinamento era ministrado nas ruas da comunidade e, posteriormente, na quadra da escola e no Estádio Célio de Barros. Os jovens treinados na Mangueira participavam de competições em modalidades como atletismo, futebol e natação. Nessa fase, destacam-se as atuações da nadadora Alice de Jesus Gomes Coelho (Tia Alice) e de Agrinaldo de Sant'Anna, o primeiro diretor do departamento. Com o crescimento do projeto, chegaram novos professores voluntários, como Chiquinho da Mangueira. O trabalho da escola chamou a atenção de empresas e órgãos governamentais que passaram a financiar o projeto. Em 1987, Agrinaldo e o então presidente da Mangueira, Carlos Alberto Dória (Carlinhos Dória), tiveram a ideia de aproveitar um terreno perto da escola para a construção de um complexo esportivo. O terreno, baldio e cheio de entulho, pertencia à Rede Ferroviária Federal, que cedeu o local à Mangueira após intervenção da cantora Alcione ao então presidente do Brasil, José Sarney. Carlinhos Dória chamou Chiquinho da Mangueira para executar o projeto. Em 1989, foi inaugurada a Vila Olímpica da Mangueira. Posteriormente, outras foram inauguradas pela cidade, como a Vila Olímpica do Salgueiro. O que começou como um projeto esportivo, cresceu e ganhou novos programas sociais, como a Mangueira do Amanhã, o Camp Mangueira e o Instituto Profissionalizante Mangueira. O Programa Social da Mangueira ganhou prêmios da BBC de Londres e da Unesco. Em 1997, a Vila Olímpica da Mangueira recebeu a visita do então presidente dos Estados Unidos, Bill Clinton.

### Vila Olímpica / Centro de Referência Esportiva Mangueira

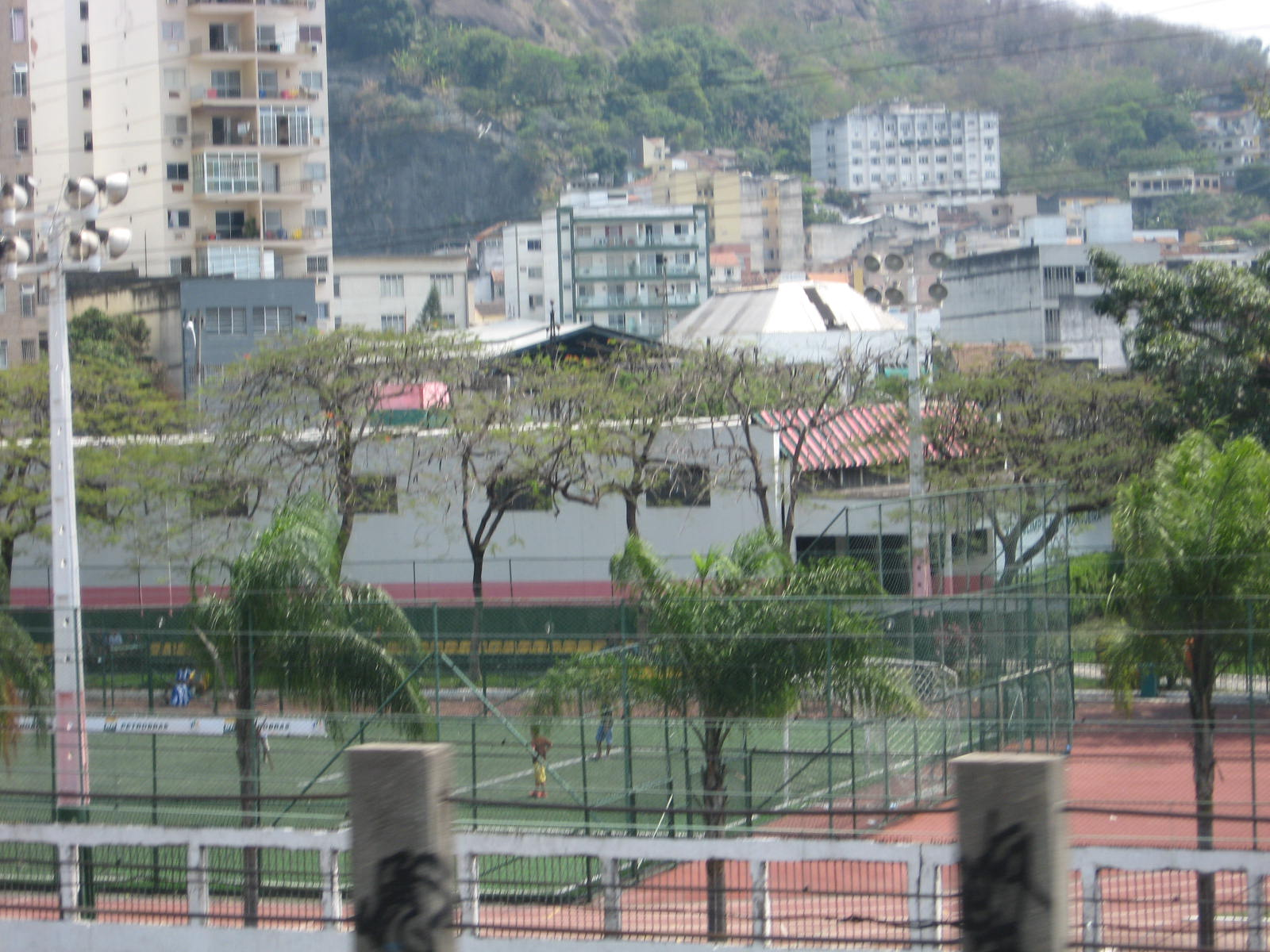
Quadra na Vila Olímpica da Mangueira.

Inaugurada em 1989, a Vila Olímpica da Mangueira funciona na Rua Santos Mello, número 73, no bairro São Francisco Xavier. O espaço, com cerca de trinta mil metros quadrados, possui pista de atletismo, campo de futebol, quadra poliesportiva, piscina semiolímpica, piscina de hidroginástica, academia completa (incluindo uma versão adaptada para a terceira idade), centro de lutas e de levantamento de peso olímpico, além de sala para fisioterapia. Na Rua Santos Mello ainda funcionam o Ginásio Carlos Dória e o Ginásio Jamelão, que também integram a Vila Olímpica. A diversidade de aulas gratuitas inclui atletismo, basquete, dança, futebol, futsal, ginástica rítmica, levantamento de peso olímpico, jiu-jitsu e natação, além de atividades especiais para pessoas com mais de sessenta anos. Diversos atletas treinados na Mangueira disputam competições nacionais e internacionais, incluindo Olimpíadas. Em 2012 foi fundado o Instituto Mangueira do Futuro, organização não governamental, sem fins lucrativos, responsável por administrar o Centro de Referência Esportiva Mangueira. No complexo da Vila Olímpica ainda funcionam o Centro Municipal de Saúde Tia Alice, a Clínica da Família Dona Zica, a Escola Tia Neuma Gonçalves, o Ciep Nação Mangueirense, a Mangueira do Amanhã, o Camp Mangueira e o Instituto Profissionalizante Mangueira.

### Escola mirim
A Mangueira do Amanhã é a escola de samba mirim da Mangueira e faz parte dos projetos sociais da agremiação, oferecendo atividades gratuitas para crianças durante todo o ano. Foi fundada em 12 de agosto de 1987 pela cantora, e torcedora mangueirense, Alcione, inspirada no Império do Futuro, escola mirim do Império Serrano. Alcione se uniu a mangueirenses ilustres que compartilhavam de sua ideia, como Dona Neuma, Dona Zica, Tia Jô, Tio Jair, Dinorá, Jorge Simão, Chiquinho e Mussum. Juntos procuraram o então presidente da Mangueira, Carlos Alberto Dória, que apoiou o projeto. O primeiro desfile da escola mirim foi no carnaval de 1988. O desfile das escolas mirins não é competitivo. A escola revelou talentos que, mais tarde, passaram a integrar a escola-mãe, como os mestres-salas Marquinhos e Matheus Olivério; a porta-bandeira Giovanna Justo, o diretor de bateria Mestre Wesley, o intérprete Dowglas Diniz, e a rainha de bateria Evelyn Bastos. A escola mirim foi tema do vídeo-documentário Mangueira do Amanhã, de 1992, da diretora Ana Maria Magalhães. Trinta anos depois, a diretora lançou, nos cinemas, o documentário Mangueira em 2 Tempos, revisitando as histórias do primeiro filme. Mangueira em 2 Tempos foi laureado com o Prêmio de Melhor Documentário no International New York Film Festival; obteve Menção Honrosa no Los Angeles Brazilian Film Festival; e Honra ao Mérito no Docs Without Borders Film Festival.

### Camp Mangueira
Camp Mangueira (Círculo de Amigos do Menino Patrulheiro da Mangueira) é uma associação sem fins lucrativos que atua dentro da Vila Olímpica da Mangueira. Foi idealizada por Tia Alice (Alice de Jesus Gomes Coelho) e fundada em 22 de agosto de 1988, com o apoio do empresário José Pinto Monteiro. Tem como finalidade a assistência social, com atendimento relacionado a serviços e programas destinados à proteção do adolescente e jovens em situação de vulnerabilidade. O Camp oferece diversos programas de capacitação e encaminhamento de jovens ao mercado de trabalho. Em 2024 o Camp Mangueira recebeu o prêmio Estandarte de Ouro de Legado Social.

### Instituto Profissionalizante Mangueira
O Instituto Profissionalizante Mangueira (IP Mangueira) oferece cursos profissionalizantes e encaminhamento ao mercado de trabalho, atendendo alunos a partir dos dezoito anos de idade.